# Thé en Chine
Pour les articles homonymes, voir Thé (homonymie).

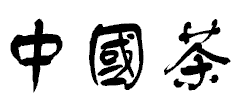
Thé chinois.

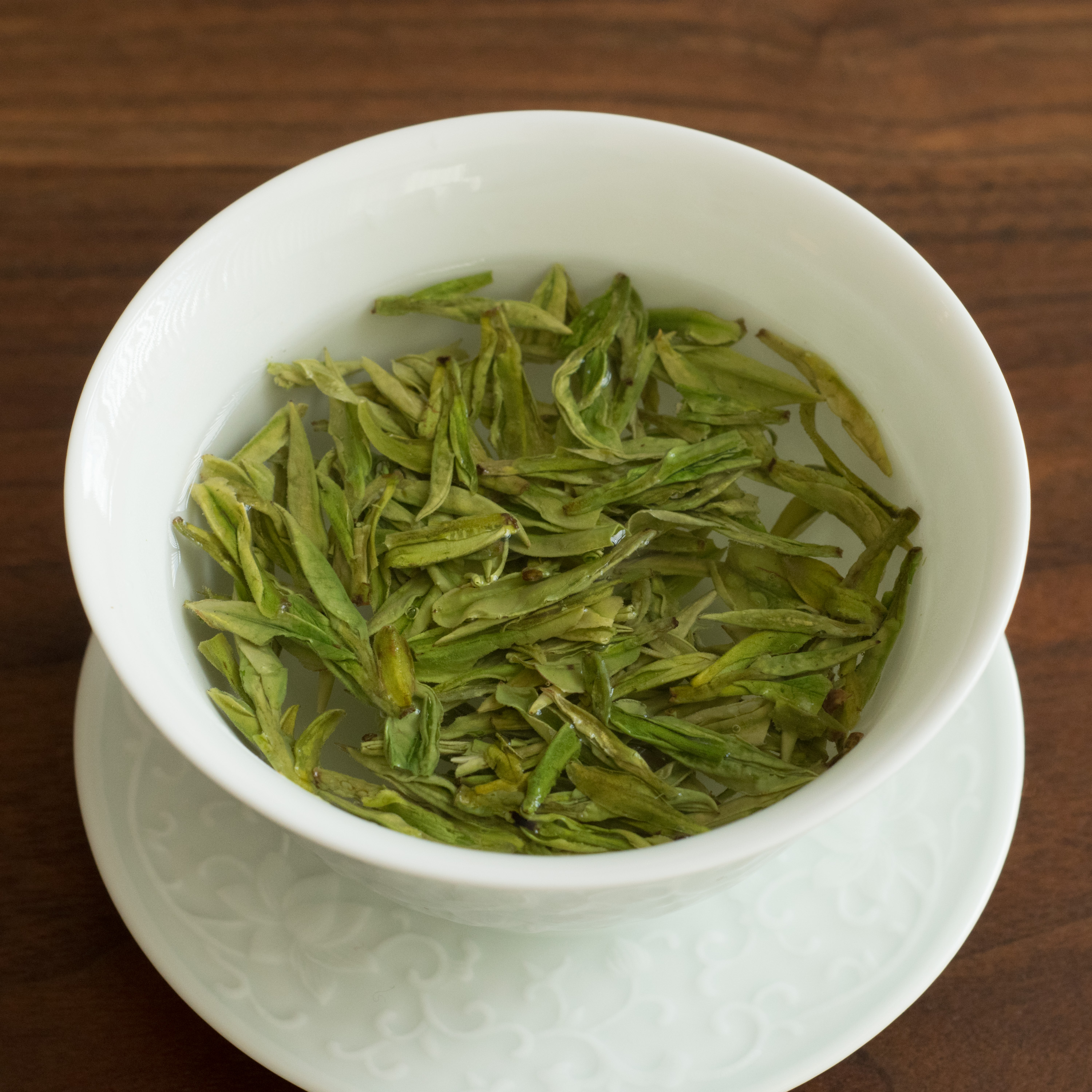
Feuilles de thé Long Jing infusant dans une tasse gaiwan.

Le thé (sinogramme 茶), bien plus qu'une simple boisson d'agrément, représente en Chine une véritable institution sociale et culinaire, riche d'une histoire de plusieurs millénaires.
Les feuilles de théier sauvage ont sans doute été utilisées dès l'époque préhistorique, dans leur région d'origine située au sud-ouest du pays, pour des besoins alimentaires et médicinaux, et par la suite le théier a été domestiqué et sa culture s'est étendue durant la fin de l'Antiquité et le début de l'époque médiévale, dans la moitié méridionale du pays. Le thé devient une véritable boisson nationale chinoise à l'époque de la dynastie Tang (618-907), quand les élites lettrées commencent à célébrer ses plus grands crus. C'est à cette époque un produit circulant sous la forme de briques compactes, émiettées en poudre fine qui infusait dans une eau bouillante avec d'autres épices. Sous les Song (960-1279) toutes les couches de la société consomment du thé, bu après avoir été fouetté. Les époques Ming (1362-1644) et Qing (1644-1911) voient se mettre en place les variétés et formes de consommation modernes du thé : du thé en feuilles séchées et chauffées dans un récipient métallique, permettant de préparer la forme de base, le thé vert, et à partir duquel sont développées d'autres méthodes permettant de produire d'autres variétés qui sont, dans la terminologie chinoise : les thés rouges (le thé noir en Occident), bleu-vert (ou wulong, oolong), blancs, jaunes, noirs (sombres ou Pu'er en Occident). Les thés parfumés aux fleurs, en premier lieu le thé au jasmin, se développent aussi sous les Qing.
Après avoir connu un déclin marqué durant les époques troublées qui vont en gros de la fin du XIXe siècle aux années 1960, la production de thé chinoise connaît un regain depuis les années 1970, grâce à une extension des zones cultivées et une modernisation des méthodes de culture et de production. Cette dynamique s'est accélérée au début du XXIe siècle. La Chine est redevenue le premier producteur mondial, puis le premier exportateur. Le pays produit et consomme avant tout des thés verts, secondairement des wulong, des thés rouges, et du thé au jasmin. Les plus grands crus font l'objet d'un processus de production très élaboré, mobilisant un savoir-faire poussé, sont distingués de différentes manières (selon leur terroir, la période et la méthode de cueillette, leur forme), et peuvent s'acheter à prix d'or, en revanche la production de masse est plus grossière, notamment celle destinée à être exportée en volumes importants. Les principales régions productrices sont traditionnellement situées dans l'est du pays (Fujian, Zhejiang, Anhui, etc.), où se trouvent plusieurs des thés les plus réputés, mais les provinces de l'intérieur (Yunnan, Sichuan, Guizhou) ont connu une croissance très rapide de leur production de thés depuis les années 2000.
Le thé occupe une place centrale dans la vie quotidienne : les Chinois boivent du thé tout au long de la journée, chez eux comme sur leur lieu de travail, consomment plus occasionnellement des thés réputés, dans les maisons de thé, ou bien chez eux entre amis ou personnes que l'on veut honorer. De plus, il est courant d'offrir du thé aux personnes que l'on reçoit chez soi. La méthode de consommation gongfu cha est très appréciée des amateurs de thé, qui la privilégient pour la consommation des meilleures variétés.

## Histoire du thé en Chine

### Origines de la culture et de la consommation du thé dans l'Antiquité
Le théier est une espèce originaire des régions des piémonts orientaux de l'Himalaya (Assam, Yunnan, nord de la Birmanie et de la Thaïlande), où ses feuilles ont sans doute été cueillies et utilisées par les communautés humaines de la Préhistoire de ces régions, en tant que boisson, aliment ou remède médical. On sait par des observations contemporaines et quelques textes anciens que dans ces contrées les feuilles de thé peuvent être mâchées, ou bien bouillies et agrémentées d'épices pour rentrer dans la composition de plats fermentés ou de soupes aux herbes. La date de domestication du théier, donc des débuts de sa culture par les hommes, reste indéterminée : elle se situerait vers la première moitié du IIe millénaire av. J.-C. dans le sud-ouest de la Chine, mais en l'état actuel des choses les études génétiques ne permettent pas d'être plus précis.
Le thé ne constitue pas une des boissons de la culture « chinoise » de l'Antiquité, celle des pays de la « Plaine centrale » (autour du fleuve Jaune dans la moitié nord de la Chine actuelle) et des régions qui la bordent, qui privilégiaient les boissons fermentées pour les moments de convivialité et les célébrations religieuses (notamment les banquets du culte ancestral qui sont à l'origine de l'élaboration de la vaisselle en bronze caractéristique de ces époques). Il est difficile de savoir quand le thé est rentré en contact avec ces cultures, pour des questions terminologiques car le terme 荼 tú qui servait à le désigner dans l'Antiquité était également employé pour d'autres plantes amères ; il se trouve par exemple dans le Livre des Odes et les Élégies de Chu, mais on ne sait pas quelle plante il désigne dans ces contextes. Des textes plus tardifs rapportent que le thé était consommé au Sichuan, les anciens pays de Ba et du Shu, dès l'époque pré-impériale (v. Ve – IVe siècle av. J.-C.). Les fouilles archéologiques ont permis la découverte de résidus de feuilles de thé antiques : dans une tombe du Shandong datée des environs de 400 av. J.-C., dans une autre intégrée à un complexe funéraire impérial de Xi'an datée environ du IIe siècle av. J.-C. et une du Tibet datée environ du IIe siècle ap. J.-C.
Le plus ancien cas pour lequel il y a consensus pour estimer que le terme tú désigne bien du thé est un texte de 59 av. J.-C. (sous la dynastie Han) rédigé par le lettré Wang Bao qui raconte l'histoire d'un jeune esclave qui avait parmi les tâches à accomplir pour son maître celles d'acheter et de faire bouillir du thé. Pour la même époque, dans les années 53-50 av. J.-C. (l'ère Ganlu), on dispose d'une mention de la plantation de sept théiers par un certain Wu Lizhen, sur le Mont Meng situé près de Chengdu (Sichuan), ce qui constitue la plus ancienne attestation de culture du thé.

### Haut Moyen-Âge: un premier développement dans le Sud
La transformation et la consommation du thé font l'objet d'une première description dans le Guangya (en), un dictionnaire écrit vers 230 de notre ère : dans des régions situées aux actuels Sichuan, Hunan et Hubei, les feuilles de thé étaient compactées en briquettes auxquelles était parfois ajouté du riz, qui devaient être chauffés puis émiettés afin de préparer une boisson bouillie, à laquelle on pouvait ajouter des oignons verts, du gingembre, des zestes d'orange. Vers cette période, la culture du théier s'est répandue le long du Yangzi, puisqu'il s'en trouve sur les bords du Lac Tai, près de l'embouchure du fleuve. Dans cette même région, la consommation du thé est mentionnée à la cour du royaume de Wu vers le milieu du IIIe siècle), où il sert à un dignitaire d'alternative à la consommation d'alcool.
Durant la période de division (220-581), la consommation et la culture du thé continuent de se répandre en Chine. L'essor de la consommation du thé à cette époque doit sans doute beaucoup à l'expansion du bouddhisme en Chine, qui devient alors une religion très répandue, cette boisson se prêtant sans doute bien au mode de vie monastique, dans lequel la consommation de boissons alcoolisées était interdite, et qui impliquait de longues veillées d'étude ou de méditation au cours desquelles l'effet énergisant du thé était d'un grand secours. Le thé rencontre surtout le succès dans la moitié sud du pays, dirigée durant cette époque par les « dynasties du Sud », d'origine chinoise (Han), établies dans la région du Bas-Yangzi (Jiangnan) où la culture du thé est désormais bien implantée. En revanche dans la moitié septentrionale du pays, dirigée par les « dynasties du Nord » d'origine non-chinoise (Xianbei), chez lesquelles l'héritage des peuples cavaliers de la Steppe est très fort, les produits laitiers ont les préférences des élites, et le thé y est vu comme un produit méridional et peu apprécié.

### Dynastie Tang: généralisation et canonisation du thé

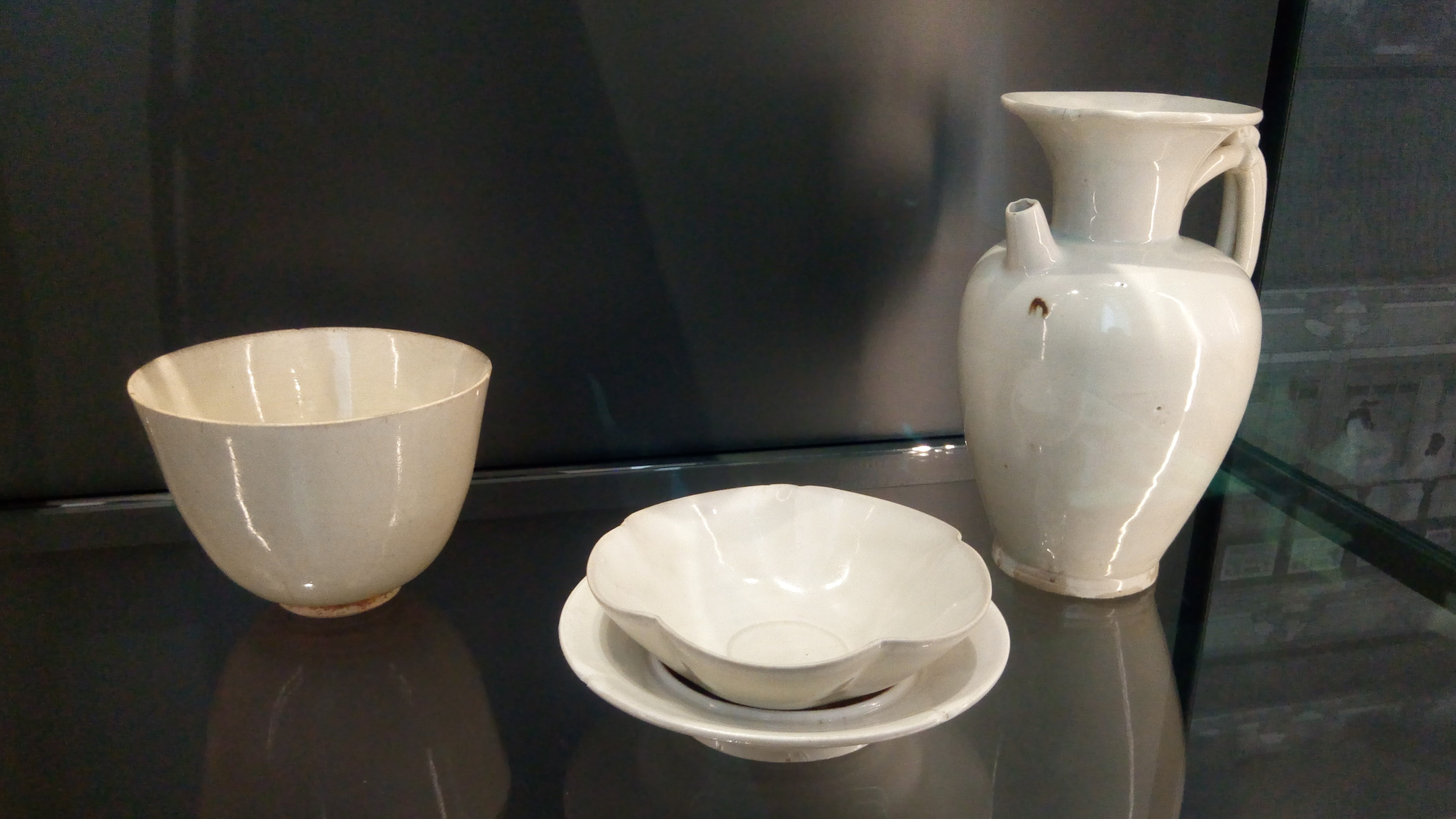
Céramiques blanches des fours de Xing (Hebei) servant à la consommation du thé, datées de la période Tang ; de gauche à droite : coupe, bol avec soucoupe, cruche. British Museum.

La période de la dynastie Tang (618-907) voit le thé devenir une boisson populaire dans tout l'empire chinois, et être un élément caractéristique du mode de vie de ce pays. Désormais il est couramment consommé dans tous les milieux sociaux, servi dans les auberges qui avaient proliféré dans les villes et le long des axes de communication, offert aux invités que l'on reçoit, ou bien à des personnes à qui on souhaite faire des présents distingués. Encore une fois les moines bouddhistes participent activement à cette diffusion, étant à la fois d'importants consommateurs et de gros producteurs, grâce aux grands domaines que s'étaient constitués leurs monastères. Le thé suivit d'ailleurs les mêmes voies de diffusion que le bouddhisme de cette période : le Tibet, et le Japon où il fut introduit par des moines revenant d'un voyage d'études bouddhistes en Chine. Chez les élites, le thé devint aussi apprécié que les boissons fermentées, si ce n'est plus, les plus grands crus étant achetés à prix d'or.

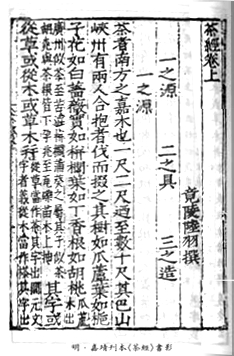
Page d'une impression d'époque moderne du Classique du thé de Lu Yu.

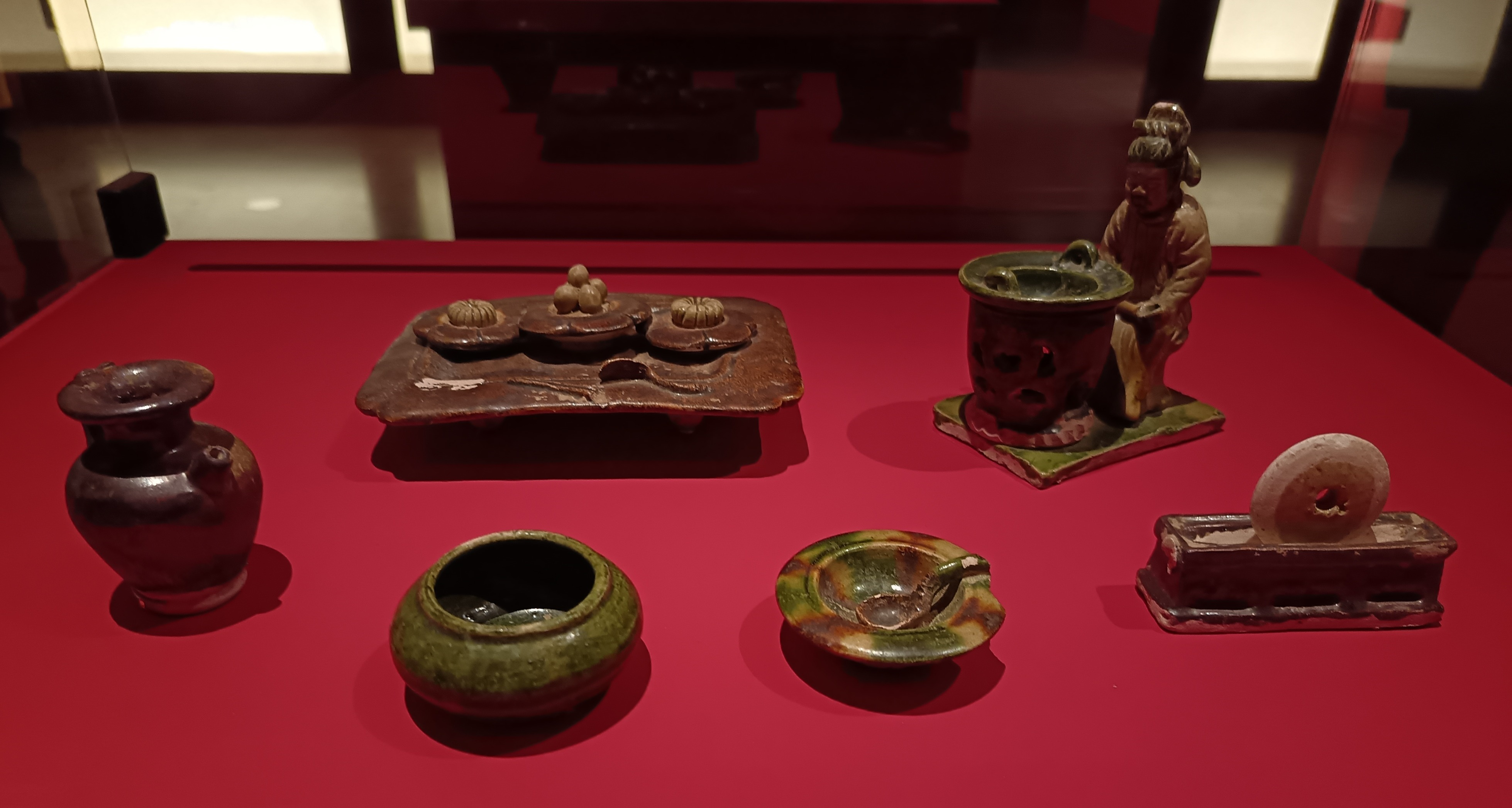
Service à thé miniature en céramique, coïncidant avec les recommandations de Lu Yu : plateau à thé, récipients, brasero, mortier. Daté de 832. Gongyi (Henan).

C'est dans ce contexte de généralisation et de consécration du thé que le lettré Lu Yu rédige le Classique du thé (Chajing), paru en trois éditions successives entre 758 et 775. Il y couche par écrit les éléments principaux de la culture du thé qui s'est alors constituée : description des origines du thé, des ustensiles nécessaires à sa transformation et préparation, du choix des céramiques faisant le mieux ressortir la couleur du breuvage, l'eau à utiliser, comment la bouillir, les principales zones de culture et les crus les plus réputés. Sous le pinceau de cet auteur, le thé devient donc un des éléments constitutifs de la culture des gens de bien de l'époque, un art que doivent maîtriser les lettrés au même titre que la poésie, la peinture ou la calligraphie : le thé est en quelque sorte « canonisé ». C'est aussi avec lui que triomphe la dénomination la plus courante pour cette boisson, cha, et il est peut-être le créateur du caractère 茶 chá qui sert à le désigner spécifiquement, qui est en fait le caractère 荼 tú auquel a été enlevée une barre horizontale courte, sans doute afin d'éviter la confusion avec les autres plantes que ce dernier caractère pouvait désigner.
Le thé avait alors fait son entrée dans le folklore chinois, ce qui indique qu'on voulait lui donner du prestige et de la légitimité. Lu Yu rapporte une origine légendaire à la consommation du thé qui est répandue à son époque, selon laquelle les effets bénéfiques auraient été identifiés par Shennong, le « Divin agriculteur », auquel la tradition chinoise attribue de nombreuses découvertes sur l'agriculture. Une autre légende sur l'origine du thé se diffuse à cette époque, cette fois parmi les tenants du bouddhisme Chan (Zen), selon laquelle le fondateur légendaire du courant, Bodhidharma, au bord du sommeil à la suite de longues heures de méditation, se serait coupé les paupières pour ne pas s'endormir, et lorsque celles-ci furent jetées au sol elles donnèrent naissance au théier, dont les feuilles devinrent alors un allié essentiel des moines pour leurs pratiques méditatives. Le poète Lu Tong (790-835) rédigea quant à lui de nombreux poèmes relatifs à son amour pour la boisson, qui lui valurent le surnom de « fou du thé ». D'autres livres du thé furent rédigés à l'image de celui de Lu Yu au IXe siècle.
Durant l'époque Tang, plusieurs régions connurent la prospérité grâce à la culture du thé : le Mont Meng, la région de Fuliang dans le Jiangxi, le Mont Guzhu près du Lac Tai dans le Jiangnan, dont la production avait les faveurs de Lu Yu et où une plantation impériale avait été établie. Le commerce du thé devint très lucratif dans la seconde moitié du VIIIe siècle, et l’État entendit profiter de la manne en imposant une taxe sur son commerce qui généra d'importants revenus, puis en instaurant un monopole sur son commerce, le système du « thé du tribut » (gong cha). La production de thé est supervisée par l’État, qui récupère le produit final, ce qui constitua un poids important pour les producteurs et les marchands, et généra des protestations, des révoltes et de la contrebande.
La préparation des feuilles de thé avait alors bien évolué depuis les temps anciens où on se contentait de les faire sécher avant de les bouillir. D'après les informations qui peuvent être glanées du Classique du thé, les feuilles étaient fumées, pilées, puis compactées dans un moule qui était ensuite suspendu dans un four de séchage. Après quoi on obtenait des briques (ou pains, ou gâteaux) de thé, qui étaient percés afin de pouvoir passer un fil au travers, qui permettait de relier plusieurs de ces briques et faciliter leur transport. Pour préparer le thé, le consommateur devait alors chauffer la brique, puis le mettre à refroidir dans du papier et le moudre, à l'aide d'un mortier rond. C'était le thé moulu qui était ensuite mis à infuser dans de l'eau qui avait bouilli. Des ustensiles et de la vaisselle à thé de cette période ont été mis au jour lors de fouilles archéologiques ; la découverte la plus spectaculaire a été faite dans le temple Famen (Shaanxi) en 1987, un service voué par l'empereur Yizong en 869, comprenant une boîte à thé, un mortier et une jarre en argent, et bol et une soucoupe en verre.

Service à thé du trésor du temple Famen
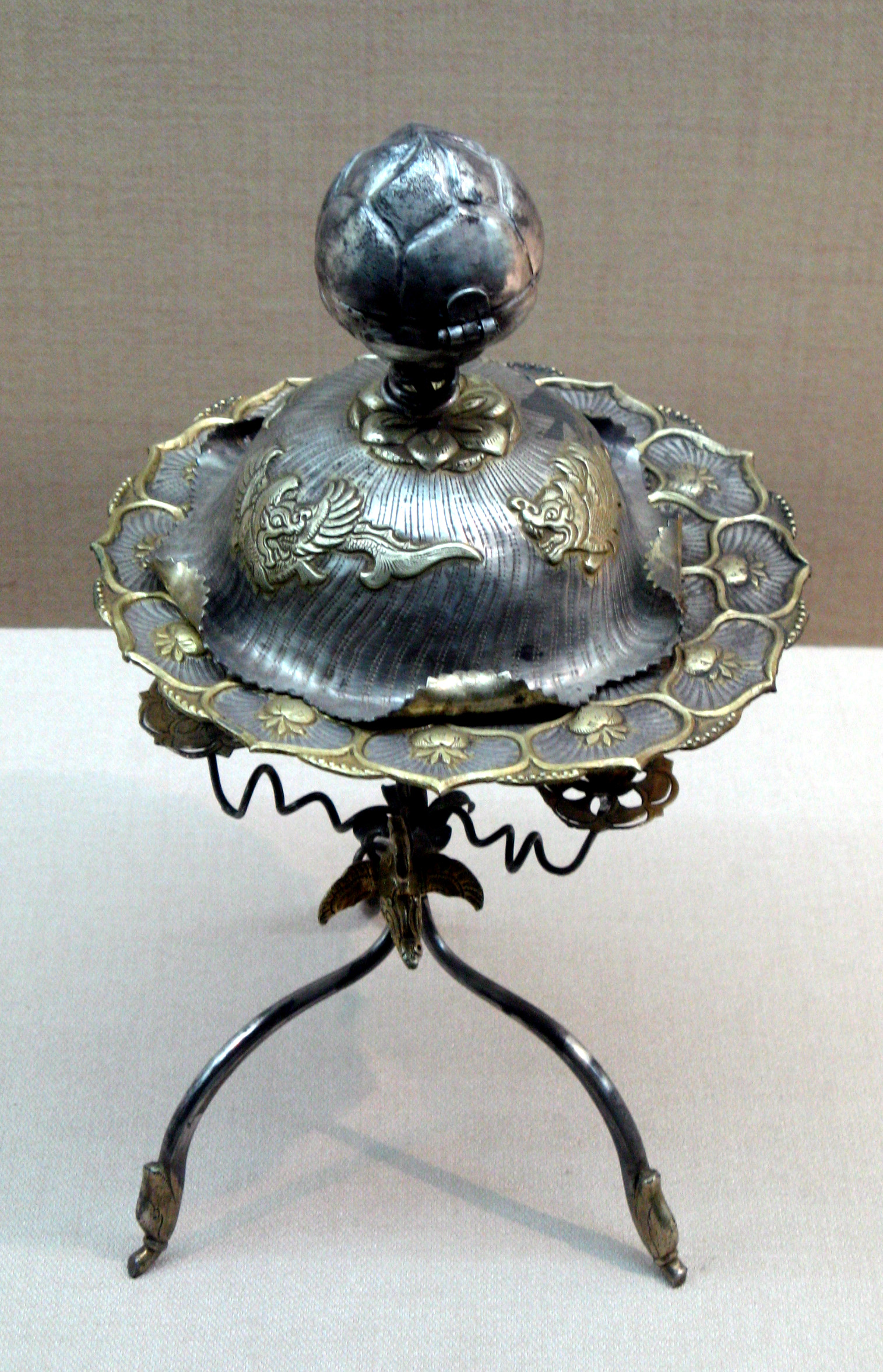
Salière.
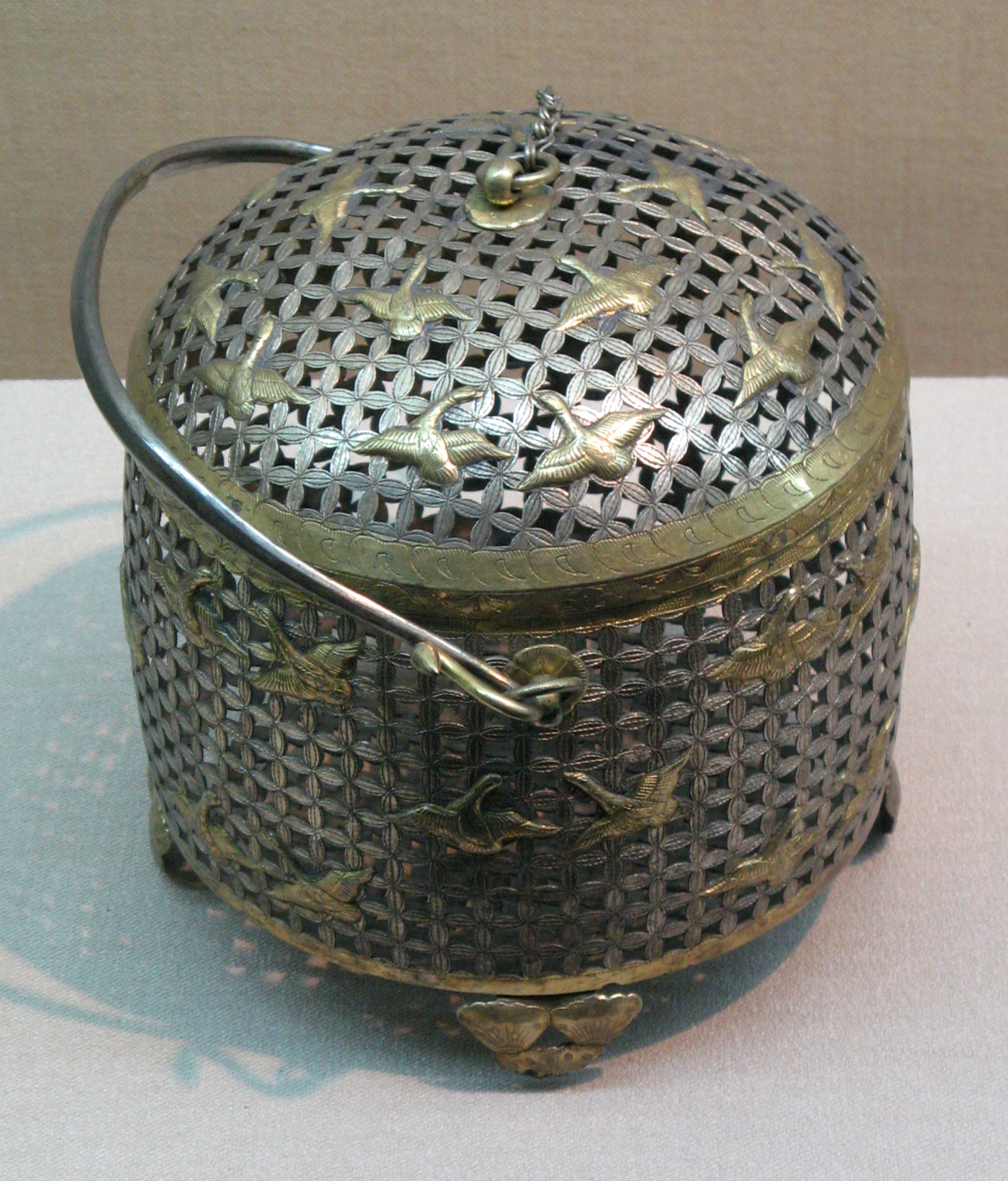
Boîte à thé.
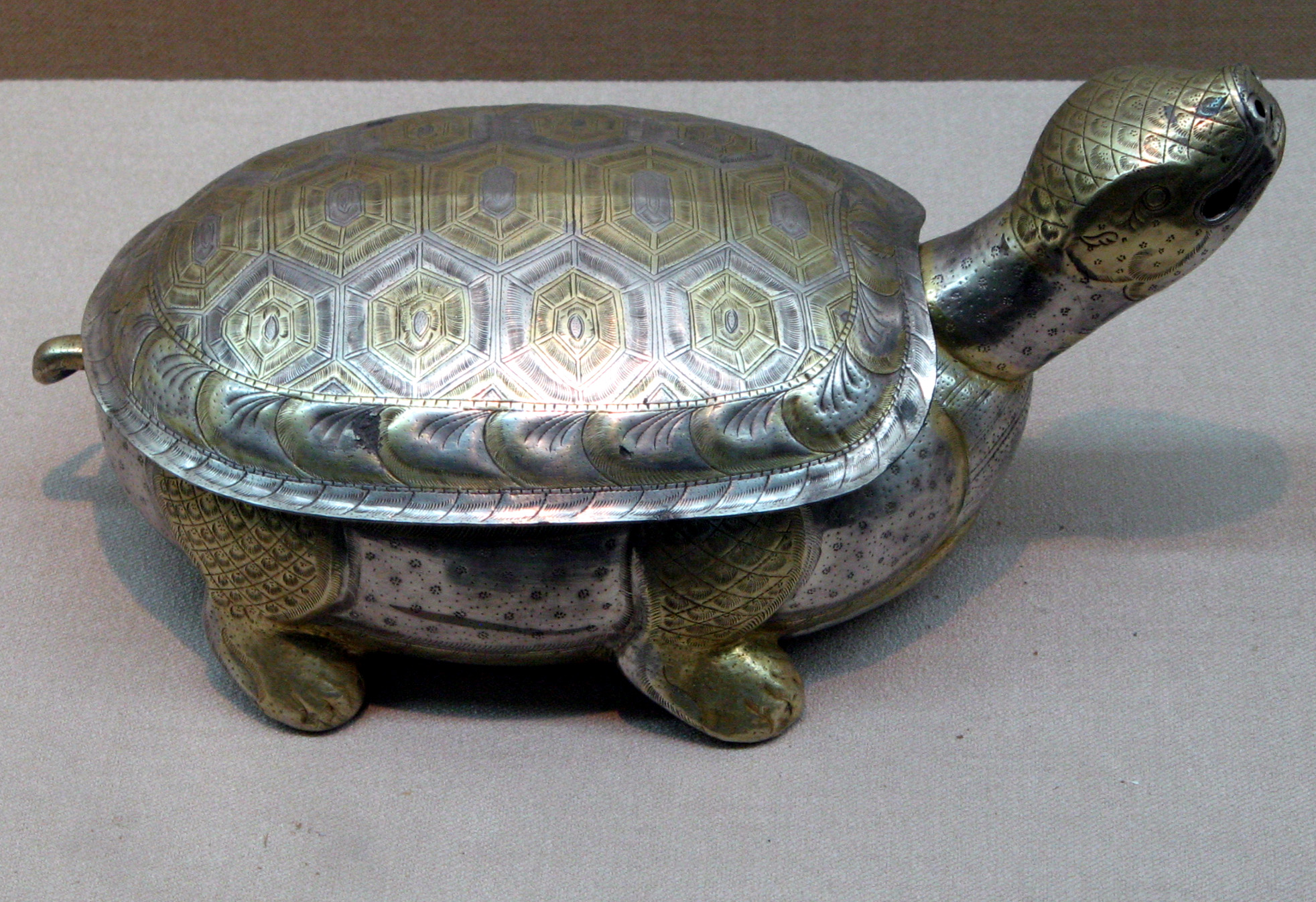
Boîte à thé en forme de tortue.
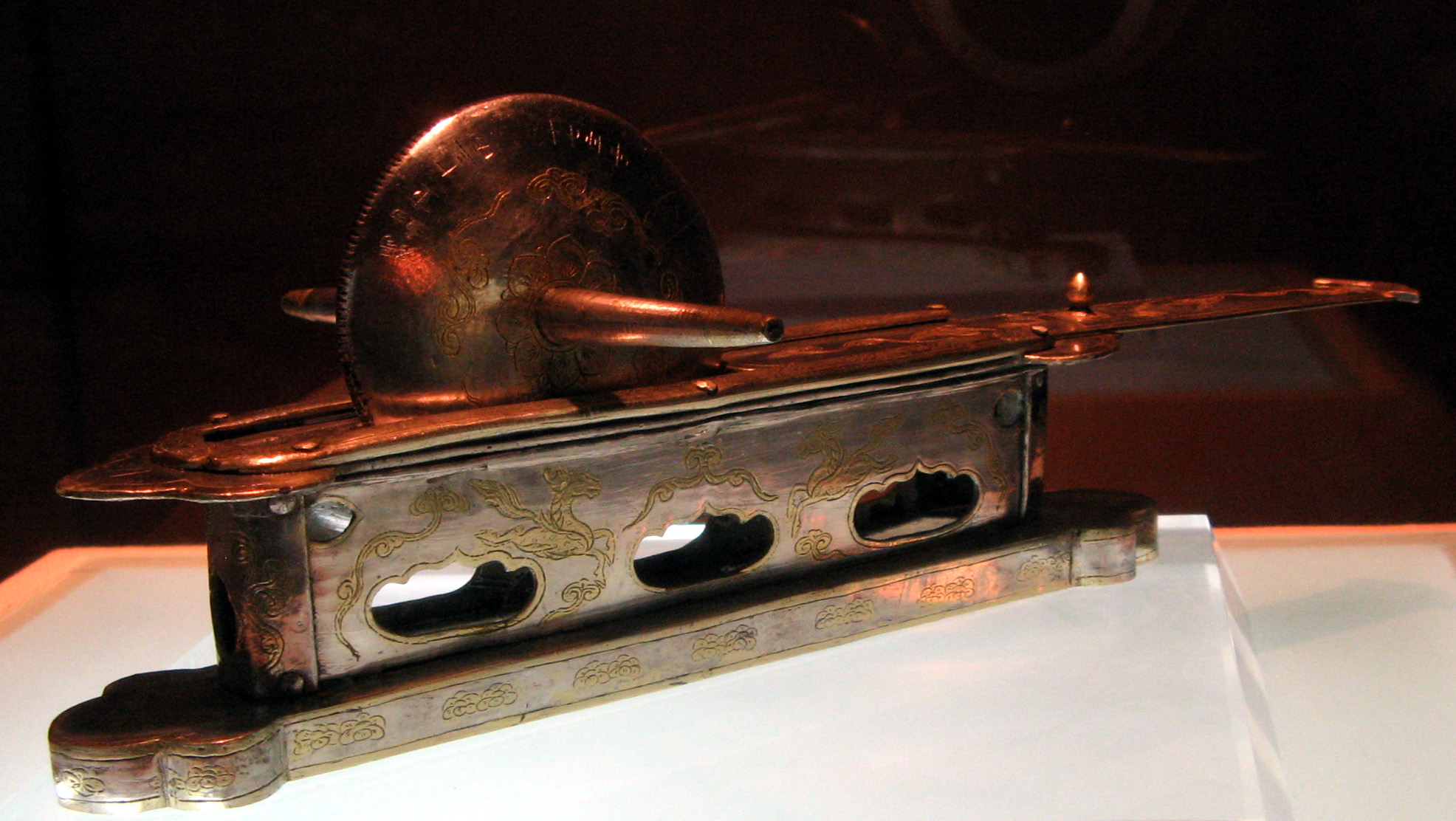
Mortier à feuilles de thé.
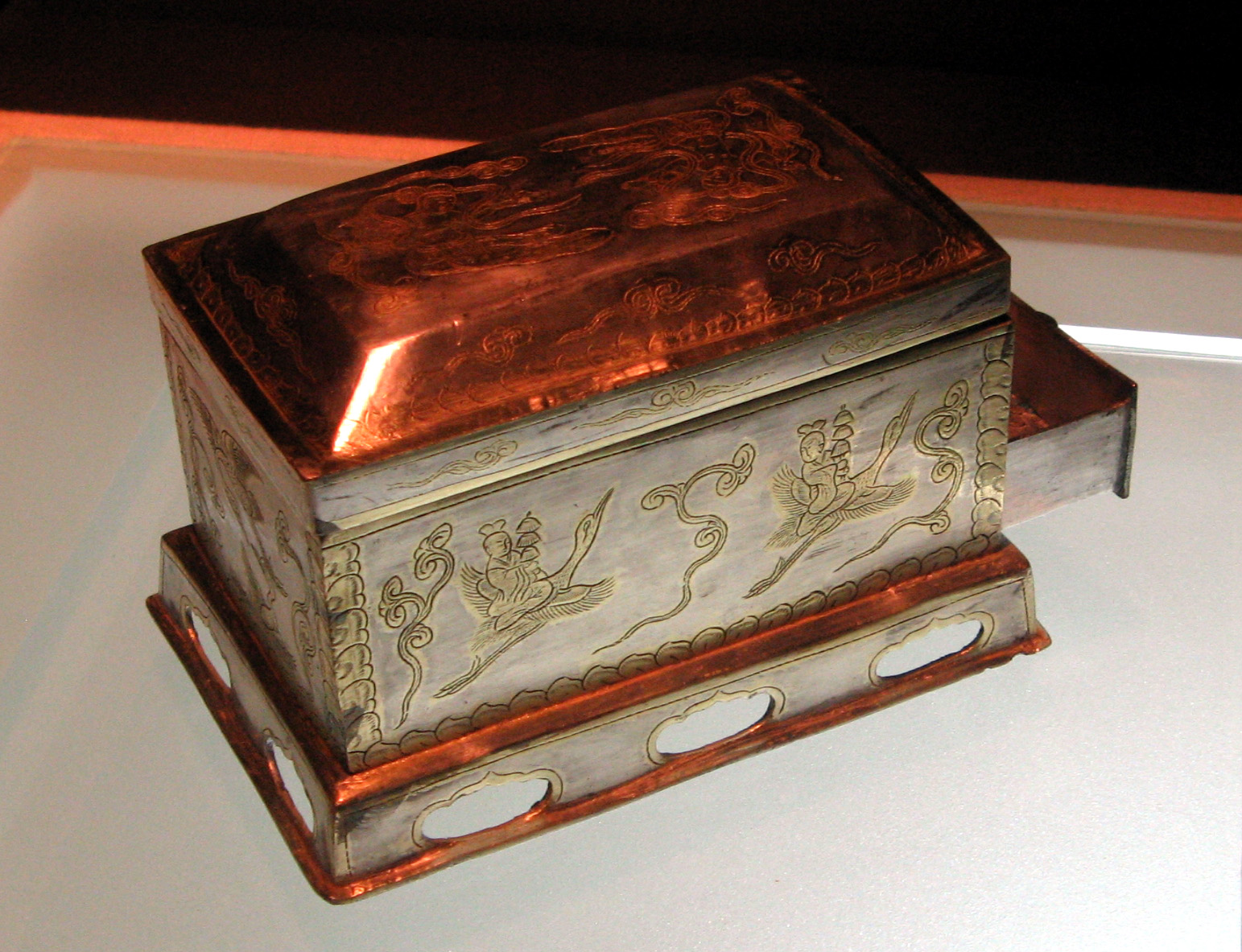
Boîte à thé.

### Le thé sous les Song: une culture essentielle

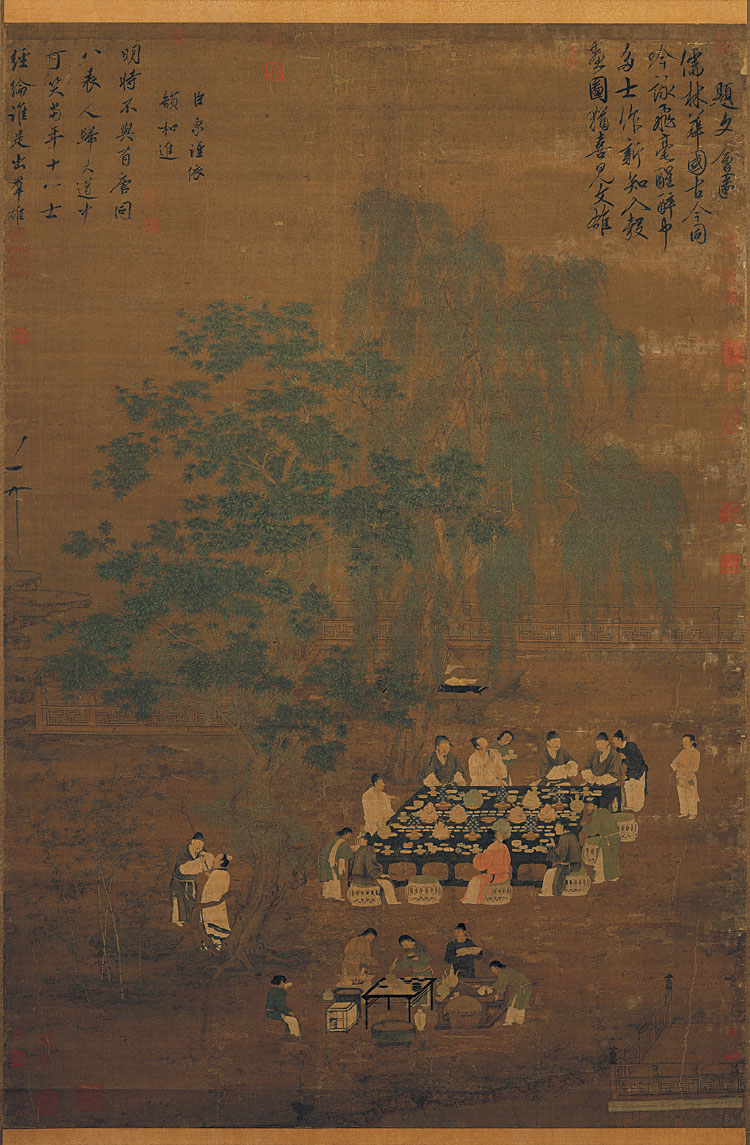
Réunion de lettrés sous les arbres, autour de l'empereur Huizong (1100-1126), au cours de laquelle du thé est servi aux convives. Musée national du Palais, Taipei.

Sous la dynastie Song du Nord (960-1126), le thé était un produit de consommation courante dans toutes les couches de la société chinoise, les maisons de thé avaient proliféré, et le commerce de thé était très actif, sous forme de briques compactes (piancha) ou de feuilles en vrac (sancha), profitant de l'essor commercial de cette période. Le thé était devenu un des sept produits essentiels pour la vie quotidienne (avec le charbon de bois, le riz, l'huile, le sel, la pâte de soja et le vinaigre). Le thé restait un monopole impérial générant d'importants revenus pour le Trésor, et ceux qui tentaient de le contourner étaient sévèrement punis. L’État disposait de ses propres plantations, désormais établies dans le domaine du Jardin du Nord (Beiyuan) à Jian'ou (Fujian), qui employait des ouvriers très qualifiés aussi bien pour la sélection que pour la transformation des feuilles, et disposait d'un vaste atelier produisant du thé de première qualité (lacha) destiné à la cour impériale ou vendu à des prix très élevés.
Les Song durent faire face aux entreprises expansionnistes de royaumes situés sur leur frontière Nord, dont les Jürchen de la dynastie Jin. Ces peuples cavaliers disposaient de considérablement plus de chevaux que la Chine, où l'élevage équestre était peu répandu, ce qui leur conférait un avantage sur les champs de bataille, qui se solda par une série de défaites lourdes pour l'Empire du Milieu et le versement d'importants tributs (comprenant d'importantes quantités de thé) et provoqua la chute des Song du Nord en 1126, et la perte de la moitié nord de l'empire. Une fois les relations entre les deux normalisées, les Song du Sud (1126-1279) vendirent de grandes quantités de thé aux pays dominés par les Jin, qu'il s'agisse des provinces chinoises conquises ou de celles peuplées par les Jürchen qui avaient été convertis à cette boisson. Le coût de ces importations fut tel pour les Jin qu'il fut tenté de restreindre la consommation de thé aux familles les plus honorables de la société. De plus, afin de compenser leur manque de chevaux, les Song avaient mis en place un réseau d'échanges avec le Tibet, région d'élevage de cette monture, pour s'en procurer, en échange de briques de thé produites dans les régions voisines (Sichuan, Yunnan), la boisson étant très appréciée par les Tibétains. Ainsi s'instaura le commerce « thé contre chevaux » qui devait perdurer plusieurs siècles, donnant naissance à une « route du thé et des chevaux » (chamadao) au parcours très accidenté.
La transformation et la forme de consommation du thé avait alors évolué. Les livres du thé, concernant la préparation du thé du tribut, indiquent qu'après la cueillette les feuilles de thé sont classées par qualité, nettoyées, puis fumées, pressées et roulées avec un bâton en bois. Là réside la principale différence avec la période Tang durant laquelle les feuilles étaient pliées. Ensuite elles sont moulées pour former des briques mises à sécher, puis rôties à feu fort puis à feu doux pendant plusieurs jours. Le thé de meilleure qualité (lacha) était préparé de la même manière mais avec les meilleures feuilles. En revanche les briques de thé communes étaient constitués de feuilles de thé fumées et pressées dans un moule. Concernant les feuilles de thé en vrac, l'apparence de feuilles de thé exceptionnellement bien conservées découvertes dans une tombe de cette période, mise au jour à Xi'an (Shaanxi), semblerait indiquer qu'elles avaient été transformées d'une manière ressemblant plutôt à la production des thés blancs modernes qu'à celle des thés verts.
Pour la consommation, les pratiques aristocratiques se partagent entre l'infusion des feuilles de thé en vrac (sancha) ou bien le thé moulu (mocha). Les briques de thé étaient là encore effritées, puis le thé moulu était placé dans un bol et on y versait dessus l'eau qui avait été mise à bouillir, en général dans une cruche en céramique. Le changement de l'époque Song fut l'introduction de la pratique de battre le mélange avec un fouet en bambou afin d'obtenir une boisson mousseuse. Dans les « concours de thé » (dou cha) courant à l'époque, on distinguait ceux qui étaient capables d'obtenir une mousse épaisse et durable, à partir de thé de première qualité. Comme récipient, on privilégiait alors les bols de couleur sombre produits dans les fours de Jianyang (Fujian) appelés jian (notamment ceux à glaçure dite « fourrure de lièvre »), afin de mieux faire ressortir la blancheur du thé fouetté.

Bols à thé jian de la dynastie Song.
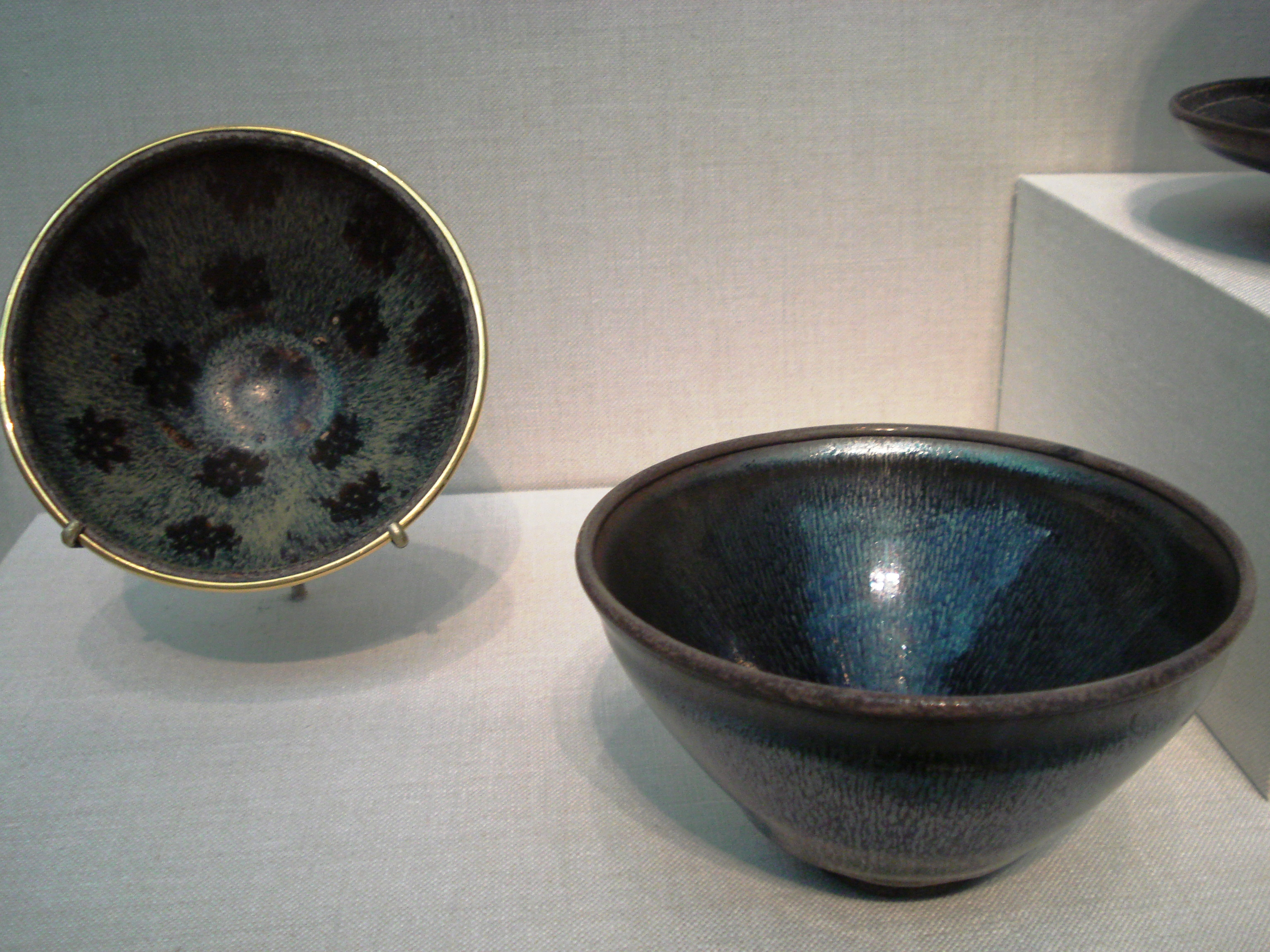
Bols à thé, dynastie des Song, glaçure à l'oxyde de fer « œil de perdrix » et « fourrure de lièvre ». Freer and Sackler Galleries, Washington D.C.
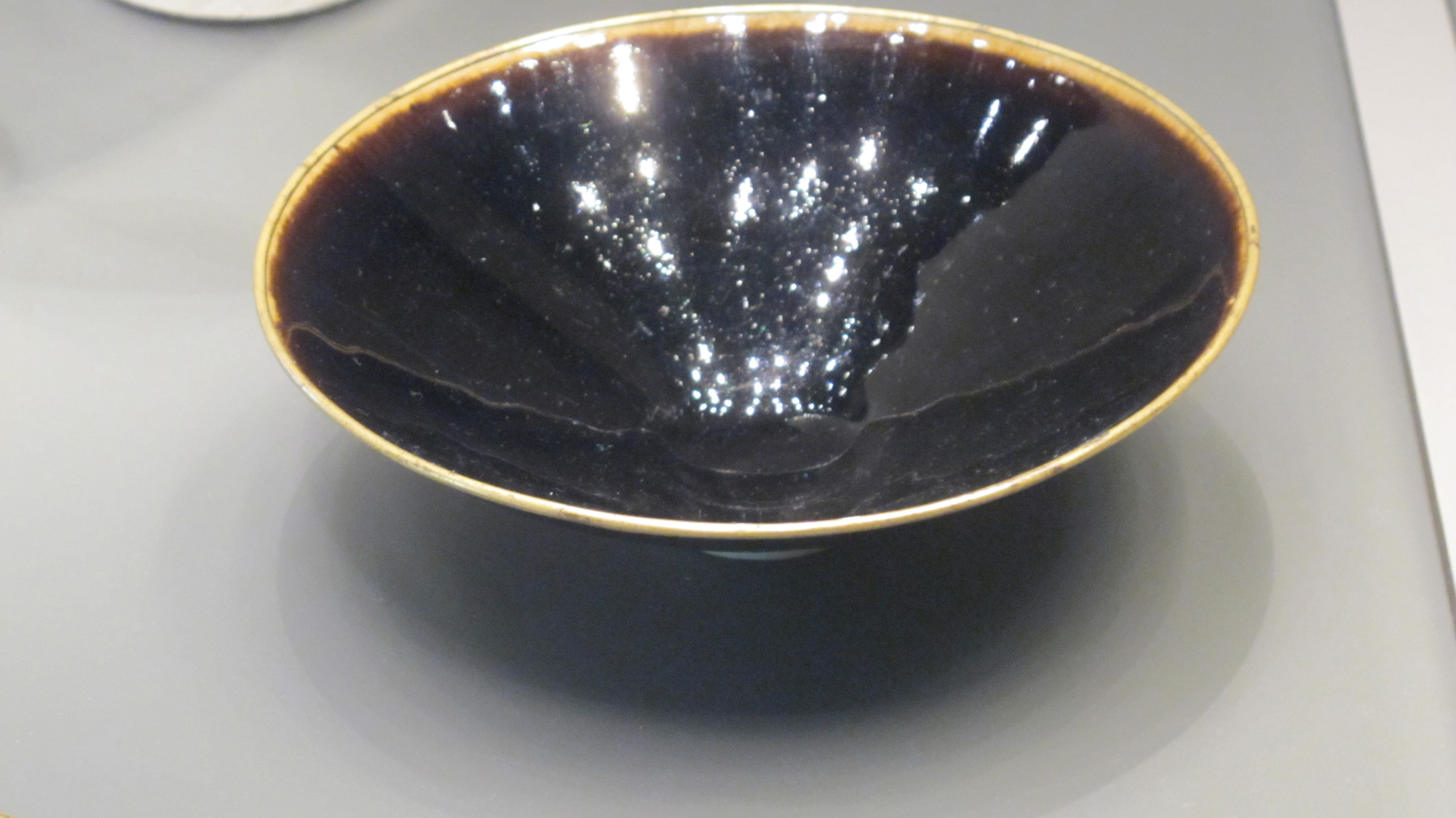
Bol à thé jian. Grès à couverte noire d'encre à effet moucheté. 1000-1127 Song du Nord. Quyang, Hebei. Sir Percival David Collection, British Museum.
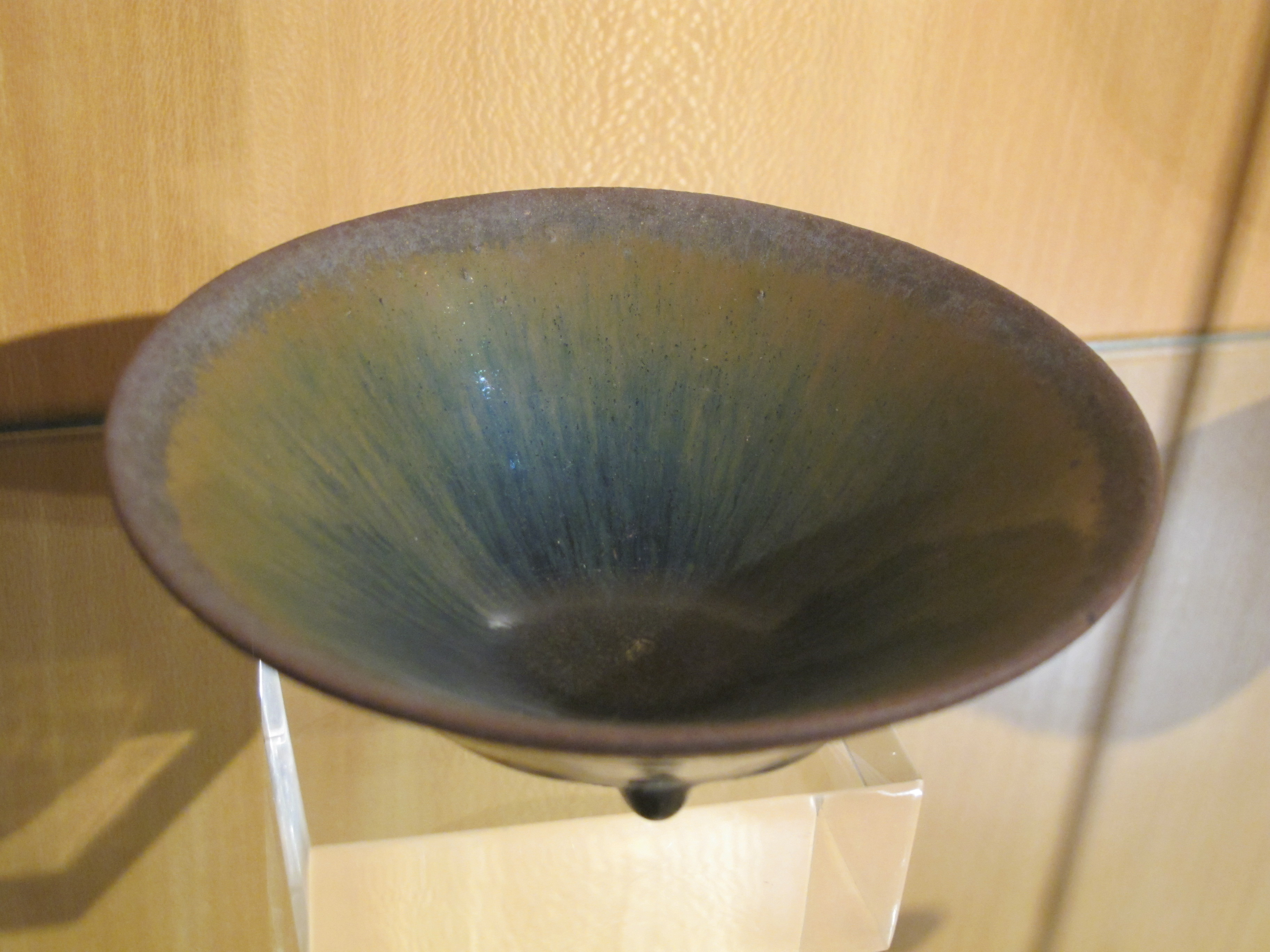
Bol à thé jian. Grès à couverte brune « fourrure de lièvre ». Song du Sud. XIIIe siècle. Musée Georges-Labit, Toulouse.

Dans ce contexte culturel, les écrits sur le thé continuèrent d'être produits sous la dynastie Song. L'empereur Huizong (1100-1126), tristement célèbre pour être celui qui a connu la défaite face aux Jürchen et avoir terminé sa vie en captivité chez ses vainqueurs, fut avant cela un roi artiste et lettré, grand amateur de thé, celui à l'avoir le plus célébré parmi les personnes montées sur le Trône du Dragon. Il rédigea un Grand traité sur le thé, et pratiquait couramment des concours de thé avec ses concubines.

### La diversification des thés sous les Ming et les Qing
Les Jin et les Song furent vaincus respectivement en 1234 et 1279 par les Mongols, qui fondèrent la dynastie Yuan, qui dura jusqu'en 1368 quand ils furent évincés par une dynastie d'origine chinoise, les Ming (1368-1644).
Les feuilles de thé vendues en vrac avaient pris plus d'importance que les traditionnelles briques de thé depuis l'époque des Song du Sud et sous les Yuan. Les briques de thé étaient alors réservées pour les meilleures qualités (lacha) et les plus onéreux à produire. Non compactées, les feuilles de thé étaient plus simples à transformer, produisant ce qui rentre de nos jours dans la catégorie du « thé vert », le plus populaire en Chine depuis cette période. Selon une description du début du XIVe siècle, il suffisait de les cuire légèrement dans un fumoir, de les sécher dans un four à température peu élevée, puis de les mettre à refroidir dans des feuilles de bambou. Sous les Ming le thé à verser en tribut n'est plus exigé sous forme de gâteau, ce qui assoit la prépondérance des feuilles de thé. Mais les livres du thé du début de cette période sont pour la plupart muets sur les méthodes de transformation. Pour le XVIe siècle av. J.-C. apparaît la pratique de faire chauffer à sec dans des poêles ou cuves les feuilles de thé fraîchement cueillies, qui devient progressivement la méthode essentielle de séchage des feuilles. Schématiquement, trois étapes peuvent être dégagées d'après les textes de l'époque, faisant appel à différentes méthodes : les feuilles sont d'abord flétries, en étant cuites à sec dans un bassin, ou bien fumées dans un four, ou bien séchées au soleil ; puis elles sont roulées, du moins dans certains cas mais apparemment pas systématiquement ; enfin elles sont séchées, soit en étant à nouveau chauffées dans un bassin, ou bien dans un four de cuisson, ou exposées au soleil. Ces méthodes sont celles qui sont encore décrites pour le début du XXe siècle.
Le thé est désormais consommé majoritairement sous forme de feuilles séchées infusées dans l'eau, ce qui introduit l'usage de la théière. Les plus réputées de l'époque Ming sont celles qui sont confectionnées en argile de Yixing (Jiangsu), le « sable pourpre d'argile » (zisha), jugées comme préservant le mieux à la fois la chaleur et les arômes. Après infusion dans la théière, le thé était versé dans des coupes à boire, les plus prisées étant celles en porcelaine de couleur bleu et blanc sorties des fours de Jingdezhen (Jiangxi).

Vaisselle à thé des dynasties Ming et Qing.
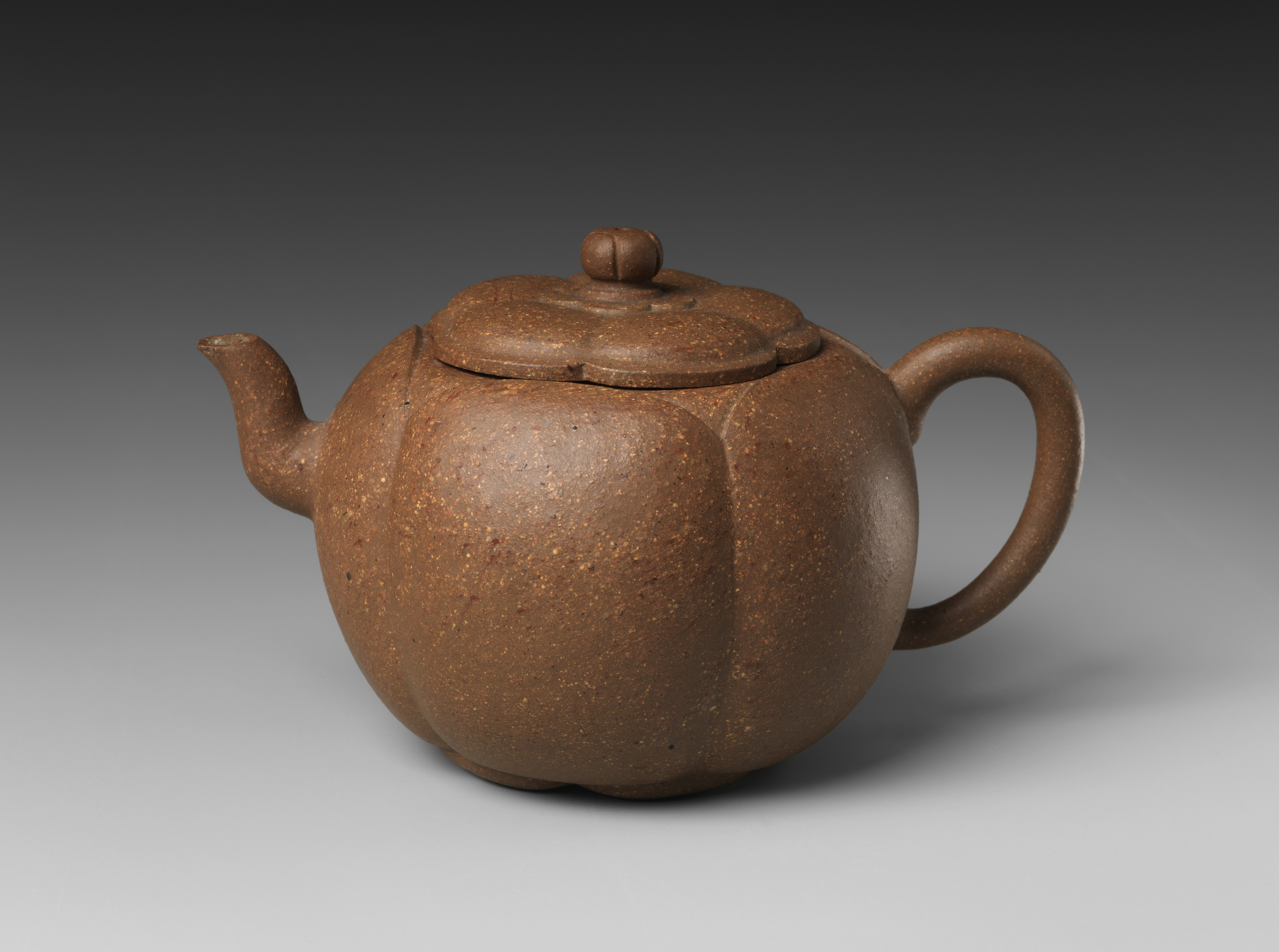
Théière en argile de Yixing, début XVIIe siècle. Metropolitan Museum of Art.
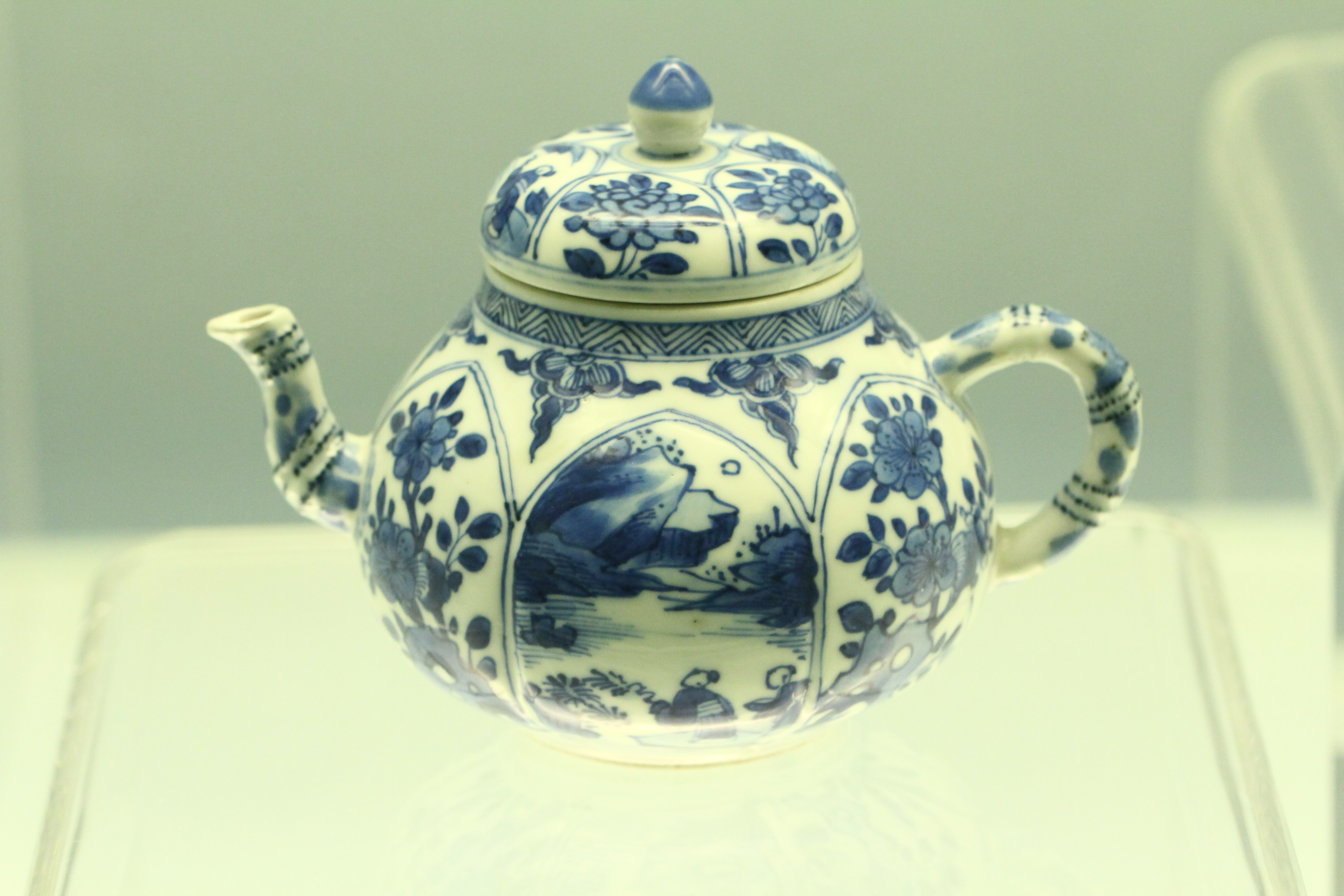
Théière en porcelaine bleu-blanc de Jingdezhen, règne de Kangxi (1662-1722). Musée de Shanghai.
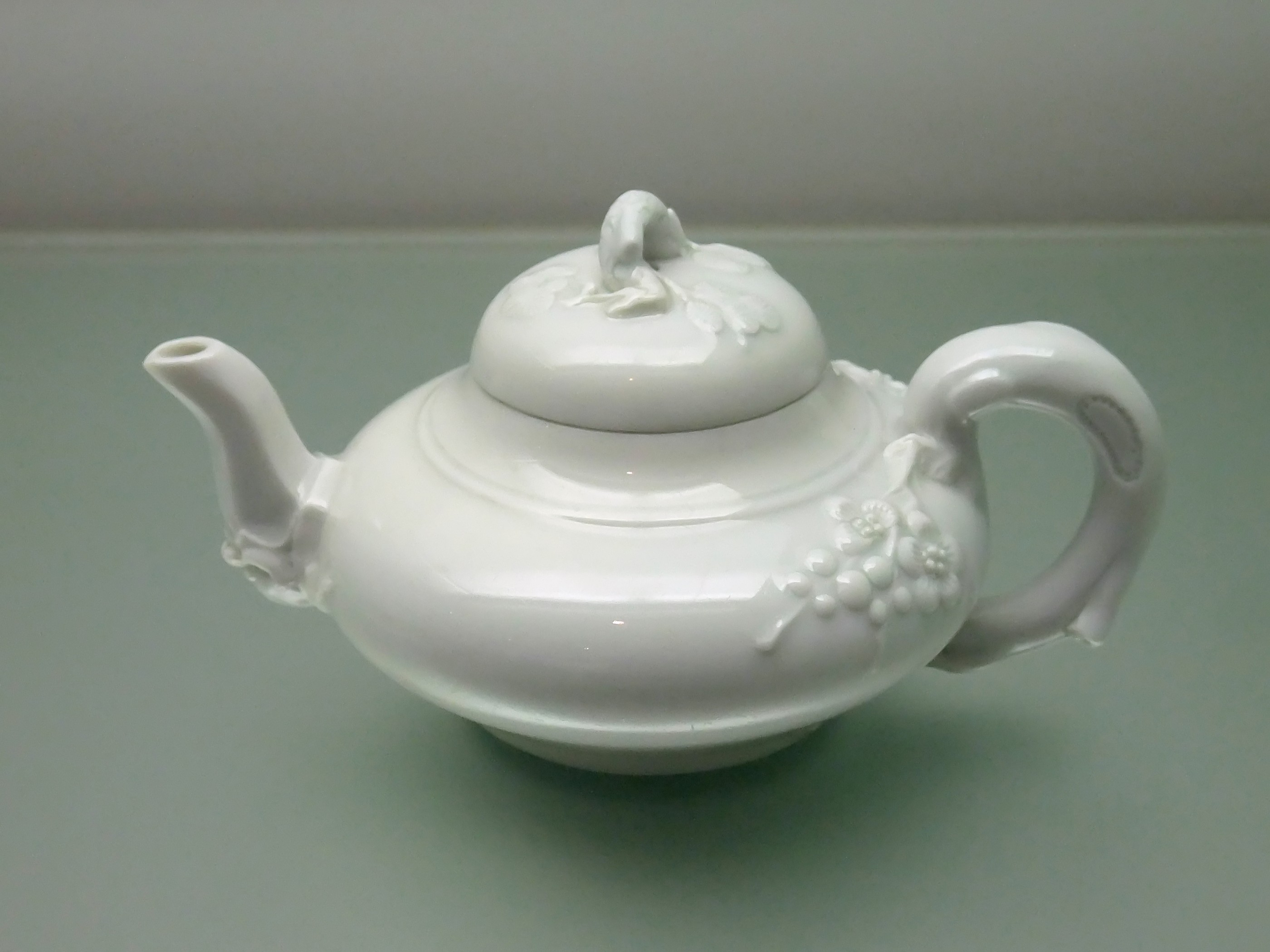
Théière en porcelaine blanche, fours de Dehua, règne de Kangxi (1662-1722). Hong Kong Museum of Art.

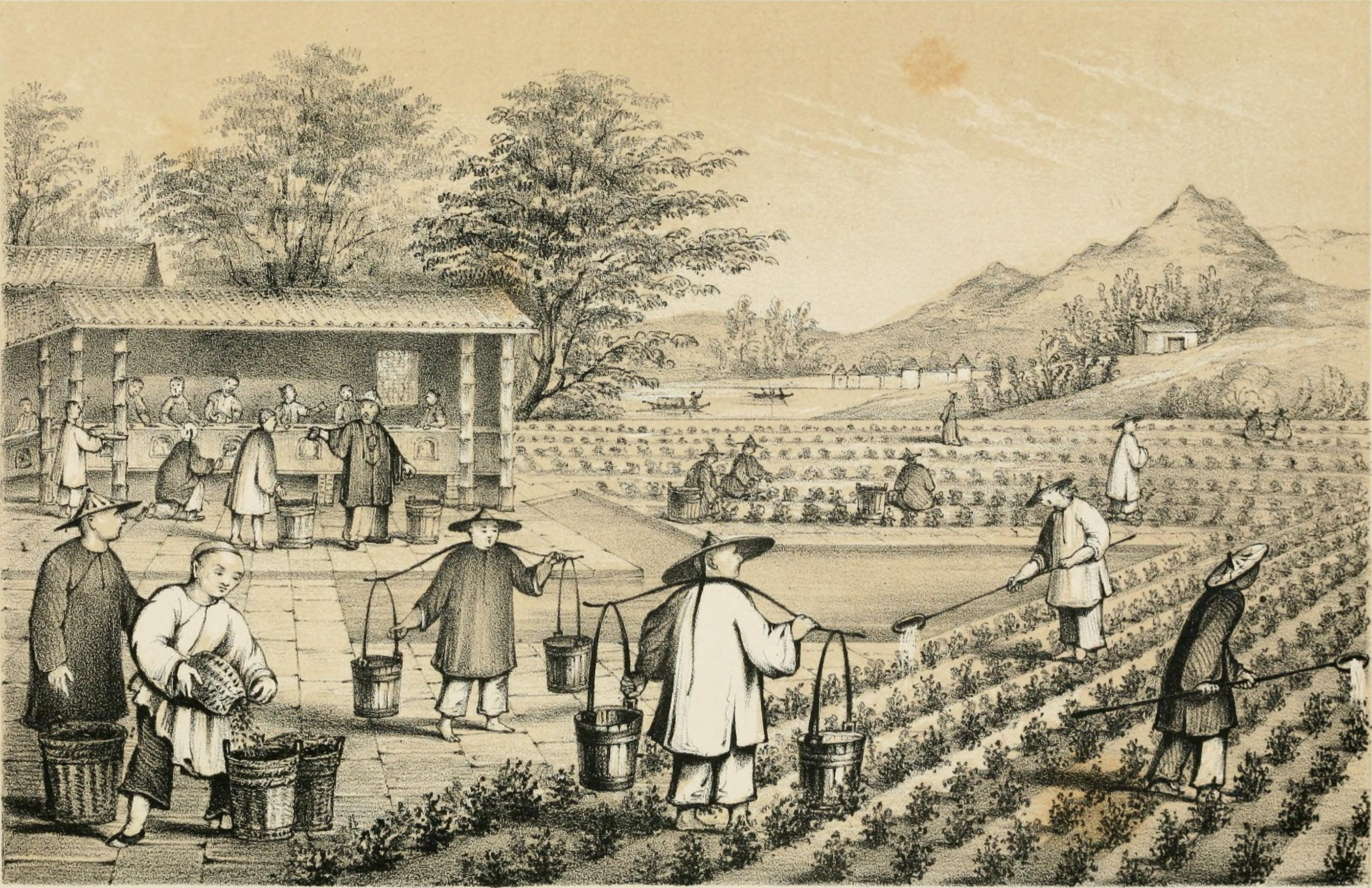
Culture et préparation du thé en Chine, dessin de The history of China & India, pictorial & descriptive, 1840

Si le thé traditionnel courant sous les Ming est l'équivalent de l'actuel « thé vert », cette période et la suivante, celle des empereurs Qing (1644-1911) voient l'apparition de nouvelles formes de thé résultant de processus de transformation différents. Cela commence par le thé oolong (wulong, « dragon noir »), élaboré dans les Monts Wuyi, dans la région théicole du nord du Fujian, où les moines de Songluo élaborèrent une méthode consistant à laisser les feuilles de thé se dessécher au soleil, le temps de laisser la fermentation débuter, avant de les faire chauffer dans une cuve et de suivre le reste du processus élaboré pour le thé vert, stoppant ainsi l'oxydation. Avec ce nouveau thé se développe également sous les Qing, une nouvelle façon de consommer le thé, le gongfu cha, apparue à Chaozhou (nord du Fujian).
C'est également autour de Wuyi (Bohea en anglais) qu'est développé à la même époque le « thé noir » que les Européens exportent dès le XVIIe siècle. Mais il ne s'agit pas forcément encore du thé noir actuel, car le « thé rouge » (hongcha) des Chinois, dans lequel la fermentation se poursuit jusqu'au bout, qui n'apparaît dans la littérature que dans la seconde moitié du XIXe siècle, et aucune source écrite antérieure à cette dernière période ne décrit un processus de fermentation complet des feuilles de thé, ce qui laisse plutôt penser que les thés noirs de l'époque étaient des wulongs au regard de la terminologie moderne. Le thé noir à proprement parler serait peut-être apparu à la demande des Européens, recherchant un thé plus robuste. Quoi qu'il en soit après 1850 le thé noir à fermentation complète devient bien le thé le plus exporté à destination de l'Europe, depuis le Fujian qui est manifestement sa terre d'origine, puis aussi le Jiangxi, le Hunan, le Hubei et l'Anhui. On en distingue plusieurs qualités (ou « grades »), la meilleure étant le Pekoe (zh) (du chinois bai hao, « cheveu blanc », les feuilles de thé les plus jeunes ayant un duvet blanc). Mais à compter des années 1880 le thé noir chinois subit la concurrence du thé noir d'Inde et de Ceylan qui a connu un essor rapide à partir de souches de thé ramenées de Chine par des Britanniques (à l'image de Robert Fortune).
Le thé blanc (bai cha) apparaît également dans le Fujian, sans doute sous les Ming. Le thé jaune (huang cha) émerge vers la même époque, mais à partir de l'Anhui et du Hubei. D'autres thés apparus aux mêmes époques n'appartiennent pas à la catégorie des « thés bruts » (mao cha), mais font l'objet d'un processus de transformation supplémentaire. Il s'agit d'abord des thés « post-fermentés », les « thés noirs » des Chinois et « thé sombres » des Occidentaux, qui sont des thés comprimés en briques, comme cela se faisait à l'époque médiévale, afin de permettre leur transport sur de longues distances vers le Tibet ou l'Asie centrale ; le plus fameux est le Pu'er, déjà bien connu au XVIIIe siècle, dont le nom finit par devenir synonyme de tous ces types de thés. Ensuite rentrent dans cette catégorie les thés parfumés. Le méthodes consistant à parfumer les thés étaient déjà connues sous les Yuan, pour laquelle un livre donne des recettes de thés parfumés au camphre et au musc. Sous les Ming sont mentionnés des thés parfumés à la pelure d'orange, aux pétales de lotus, aux fleurs de jasmin, de rose, d'orchidée, de mandarine, etc.. Ces thés parfumés connurent un grand succès à la cour des empereurs Qing, qui appréciaient également le thé mélangé au lait ; ils furent également de plus en plus consommés dans les maisons de thé de Pékin, en particulier celui au jasmin dont le succès n'a pas été démenti depuis.

### La production de thé chinois dans la tourmente
Durant la seconde moitié du XIXe siècle et le début du XXe siècle, le thé devint une boisson globale, cultivée et consommée en grande quantité dans de nombreux pays, générant un important commerce international. Il était donc sorti de son cadre initial chinois et des pays sous influence culturelle chinoise. Cependant avec le déclin de la Chine durant le dernier siècle des Qing, la perturbation des circuits économiques, les guerres internes et la prise de contrôle de l'économie des provinces chinoises par les puissances étrangères, mouvement qui s'accélère après les années 1880, la théiculture chinoise connaît un déclin marqué, alors que nouveaux centres de production de l'Empire britannique (Inde, Ceylan) prennent une place majeure. Les troubles politiques et les désastres militaires de la première moitié du XXe siècle aggravent la situation, et l'industrie du thé chinois est en ruines dans les années 1940, comme l'indique de façon éloquente le fait qu'aucune exportation de thé n'est attestée pour l'année 1944.

### Époque contemporaine: nouvel essor
Le gouvernement de la république populaire de Chine décide à partir de la fin des années 1950 de la remise en état des plantations de thé, afin de se servir de cette production pour exporter et se procurer des devises à l'étranger. Les structures collectivistes ont été mises en place, et ce sont des communes populaires qui gèrent désormais l'essentiel de la culture et la production (puisqu'elles construisent aussi des usines), à côté des fermes d’État qui disposent des moyens de production les plus modernes. Mais il fallut passer les tourments causés par le Grand Bond en avant, les problèmes climatiques du début des années 1960, puis la révolution culturelle pour que le thé connaisse son véritable renouveau, une expansion territoriale et un processus de modernisation de la culture et de l'industrie du thé, avec les réformes économiques mises en place sous le gouvernement de Deng Xiaoping à partir de 1977-78. Les structures agraires collectivistes furent progressivement démantelées, favorisant l'essor de coopératives de petits propriétaires, et aussi de plantations dirigées par des grandes entreprises, et les régions côtières ouvertes aux investissements étrangers et aux facilités d'exportation, ce qui y stimula la production de thé. La culture du thé se modernisa, la recherche génétique procédant à l'enregistrement des variétés existantes et à la mise au point de nouveaux cultivars à meilleurs rendements, tandis que la mécanisation des récoltes et de la transformation s'ébaucha, et il y eut aussi des reconstitions d'anciennes méthodes de transformation des thés. La production, déjà multipliée par 5 entre 1950 et 1980 (de 62 200 à 303 700 tonnes) poursuit son expansion ; en 2000, plus d'un million d'hectares sont plantés en théiers, et la production annuelle approche des 700 000 tonnes. Dans les années 2000, le développement de la théiculture dans les provinces de l'intérieur (en particulier le Yunnan qui a connu un triplement de sa production) devient un phénomène marquant, contribuant à la poursuite de la marche en avant de l'industrie du thé chinoise. En 2005 le pays redevient le premier producteur au Monde, dépasse peu après le million de tonnes annuelles de production puis deux millions en 2014, avec une surface en culture qui poursuit sa croissance.
De son côté, l'île de Taïwan s'est progressivement muée en grande productrice de thé, à compter de l'époque de la colonisation japonaise (1895-1945), et sous le régime de la république de Chine. Elle devient un des principaux exportateurs de thé dans les années 1950 et 1960 puis se lança par la suite dans la production de thés de qualité, avant tout des oolong.
« Les techniques traditionnelles de transformation du thé et les pratiques sociales associées en Chine » sont inscrites sur la liste représentative du patrimoine culturel immatériel de l'humanité par l'UNESCO en 2022.

## Production du thé en Chine

### Le premier producteur et exportateur au Monde
Après avoir connu de grandes difficultés durant la majeure partie du XXe siècle, la production de thé chinoise a connu une renaissance rapide à partir des années 1970, tendance qui s'est accélérée depuis le début des années 2000, et le pays est redevenu premier producteur mondial en 2005, à la place de l'Inde. Le pays avait déjà, et de loin, la plus grande surface cultivée en théiers, actuellement autour de la moitié de la surface cultivée dans le Monde. En revanche ses rendements moyens restent inférieurs à la moyenne mondiale. Néanmoins il y a eu un indéniable saut quantitatif et qualitatif dans la production de thé chinoise, appuyé par une extension considérable de la surface cultivée, et une amélioration des pratiques de culture et de transformation par les producteurs. À l'échelle de la production de l'agriculture nationale, le thé a en revanche un poids faible (1,94 % en 2014),.
| Année                       | 1975    | 1980      | 1985    | 1990    | 1995    | 2000    | 2005      | 2010      | 2015      | 2019      |
| --------------------------- | ------- | --------- | ------- | ------- | ------- | ------- | --------- | --------- | --------- | --------- |
| Production (tonnes)         | 237 092 | 328 479   | 455 540 | 562 369 | 609 392 | 703 673 | 953 660   | 1 467 467 | 2 291 405 | 2 791 837 |
| Surface cultivée (hectares) | 931 449 | 1 068 134 | 834 313 | 842 695 | 888 132 | 898 012 | 1 058 564 | 1 440 590 | 2 127 420 | 3 185 311 |
| Rendements moyens (kg/ha)   | 254,5   | 307,5     | 546,0   | 667,3   | 686,2   | 783,6   | 900,9     | 1 018,7   | 1 077,1   | 876,5     |

|                             | Chine     | Monde     |
| --------------------------- | --------- | --------- |
| Production (tonnes)         | 2 473 443 | 6 101 062 |
| Surface cultivée (hectares) | 2 224 261 | 4 076 102 |
| Rendements moyens (kg/ha)   | 1 112,0   | 1 496,8   |

Cette production est constituée pour sa grande majorité de thé vert, 1 416 238 tonnes en 2014 soit plus de 70 % de la production nationale. Viennent ensuite les wulong, 249 605 tonnes environ 11-12 % de la production nationale, puis les thés rouges (noirs) 180 180 tonnes, puis les thés noirs/sombres (Pu'er), 112 885 tonnes,.
Ces thés sont destinés en majorité pour la consommation nationale, puisque la Chine exporte « seulement » à hauteur de 17 % du volume de sa production en 2014. En 2011 elle se situait au deuxième rang mondial (derrière le Kenya) des exportations en tonnage, avec 322 600 tonnes, pour une valeur de 965 millions de dollars. Les thés exportés sont avant tout verts (77,5 %), puis rouges (12 %), dont beaucoup sont produits pour l'export, et wulong (6,5 %). Le principal acheteur est le Maroc, 20 % des exports chinois, essentiellement du Gunpowder qui sert à fabriquer du thé à la menthe. Viennent ensuite les États-Unis (8 %), qui achètent environ 1/3 des thés rouges exportés, puis la Russie, l'Ouzbékistan et le Japon (autour de 6-7 % chacun). En 2017 et 2018, les statistiques indiquent que les exportations chinoises ont poursuivi leur hausse et que le pays a accédé au rang de premier exportateur mondial en volume et en valeur.
| Année                                        | 2000    | 2005    | 2010    | 2015      | 2017      |
| -------------------------------------------- | ------- | ------- | ------- | --------- | --------- |
| Exportations en volume (tonnes)              | 227 662 | 286 563 | 302 525 | 324 951   | 355 258   |
| Exportations en valeur (milliers de dollars) | 347 170 | 484 211 | 784 145 | 1 381 530 | 1 609 960 |

### La culture du théier

#### Les régions de culture et les terroirs

Régions et provinces productrices de thé en république populaire de Chine.

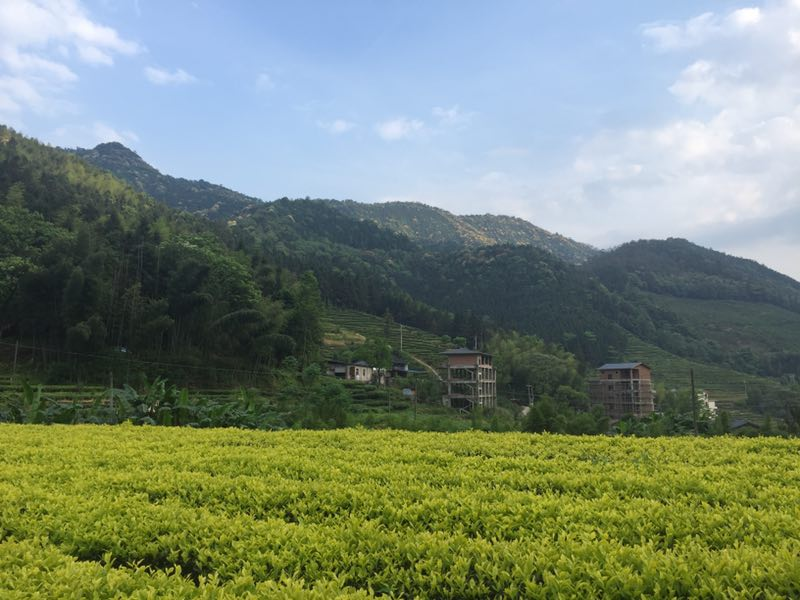
Plantation de thé de la région des Monts Wuyi (Fujian), servant à produire du Bai Jiguan.

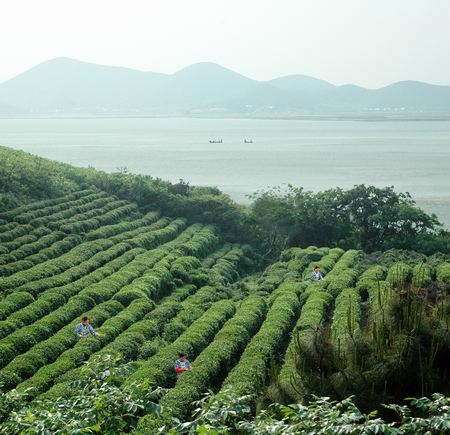
Plantation de thé au bord du Lac Tai (Jiangsu), servant à produire du Biluochun.

Le théier (茶樹/茶树 cháshù) est cultivé en Chine entre l'île de Hainan au sud (latitude 18° 30′ N) et au nord dans le Shandong (Rongcheng, 37° 13′ N). Une vingtaine de provinces comprennent des plantations. La majeure partie de la production est concentrée dans les provinces situées au sud du Yangzi, où les conditions climatiques sont plus favorables au développement de cet arbuste : Yunnan, Sichuan, Fujian, Hubei, Zhejiang, Guizhou et Anhui concentrent la majeure partie de la production. En termes de surface cultivée le Yunnan (346,7 milliers d'hectares en 2009) est au premier rang, suivi par le Guizhou et le Sichuan, ces provinces du Sud-Ouest étant celles qui ont connu l'essor le plus important depuis le début des années 2000. Mais en termes de production le Fujian est traditionnellement au premier rang et il le reste au début des années 2010 (autour de 260 000 tonnes annuelles, plus de 17 % de la production nationale).
Quatre grandes zones peuvent être distinguées au regard des conditions de culture et de production actuelles : les régions au nord du Yangzi (Jiangbei : Jiangsu, Anhui, Hubei), à sols bruns-jaunes où les températures plus fraîches et la sécheresse menacent les plantations, ce qui implique de planter des cultivars à petites feuilles plus résistants au froid, qui produisent surtout du thé vert ; les régions au sud du Yangzi (Jiangnan : Zhejiang, Jiangxi, Hunan et nord du Fujian), aux sols rouges et jaunes, ont des températures douces (15-18 °C en moyenne) et des précipitations abondantes (1 000 à 1 600 mm) qui favorisent le développement du théier, privilégiant des cultivars au feuilles de taille moyenne, et produisant aussi bien du thé vert, que du wulong et du thé blanc ; les régions les plus méridionales sont des pays à mousson, zone de transition entre un climat subtropical et tropical (sud du Fujian, Guangdong, Guangxi, Hainan, aussi Taïwan), aux sols latéritiques et jaunes, avec des températures annuelles moyenne autour de 20 °C et des précipitations moyennes autour de 1 500 mm, privilégiant les arbres à grandes feuilles, et produisent tous types de thés ; les régions du Sud-Ouest (Guizhou, Sichuan, Yunnan, sud-est du Tibet), plus hautes, aux sols jaunes et rouges latéritiques, plantées généralement en arbrisseaux avec des feuilles de taille moyenne, servant à produire des thés verts, sombres et jaunes.
Les dénominations traditionnelles des origines des thés font référence aux régions historiques : Zhe pour le Zhejiang, Dian pour le Yunnan, Min pour le Fujian, Zhen pour le nord du Guangdong, etc. D'autres appellations font appel à des espaces géographiques de taille plus restreinte : le district, comme le Keemun/Qimen, thé rouge réputé produit dans le xian de Qimen dans l'Anhui ; les montagnes où se trouvent les plantations, par exemple les monts Wuyi du Fujian qui produisent divers types de thé dont plusieurs disposent d'une grande renommée ; une ville dans le cas des Pu-erh/Pu'er, venant de Pu'er au Yunnan ; et le « Puits du dragon » dans le cas du Long Jing (Zhejiang). Mais un même terroir peut proposer des thés de qualités très différentes, et le nom d'un thé prestigieux peut être repris pour désigner des thés produits dans d'autres régions, de facture généralement inférieure. Pour garantir l'origine et la qualité, des appellations d'origines protégées (Baohu yuanchandi mingcheng) ont été mises en place, suivant des critères de zone géographique, de variétés de théiers cultivées, et de méthodes de transformation, voire une véritable tradition « ancestrale » pour les productions les plus prestigieuses.

#### Les théiers cultivés
Le théier, Camellia sinensis, pousse à l'état sauvage en Chine depuis plusieurs millénaires et sa culture par l'homme y a débuté Chine : de ce fait ce pays dispose du plus grand nombre et de la plus grande variété génétique de théiers. Des recherches ont porté sur les ressources génétiques (le germoplasme) des théiers chinois, qu'ils soient sauvages, ou bien des races naturelles, des cultivars, des mutants, etc. afin d'en répertorier le nombre et les caractéristiques, de les collecter et de les préserver dans des instituts spécialisés. Fin 2010 environ 3 000 accessions avaient été enregistrées et collectées, et environ 2 800 étaient identifiées suivant une taxonomie mise en place par les agronomes chinois.
De manière moins fine, on distingue en gros 200 variétés de théier en Chine, soit la majeure partie des 220 variétés attestées dans le Monde. On les regroupe dans deux grands ensembles : les variétés dites de Chine (Camellia sinensis var. sinensis) et celles d'Assam (Camellia sinensis var. assamica). La première catégorie comprend les arbustes (de 1,5 à 3 m de hauteur) à petites feuilles, guangmuxing xiaoye selon la terminologie chinoise, plus résistants, et de ce fait les plus répandus, et les arbrisseaux (3 à 6 m de hauteur) à petites et moyennes feuilles (3 à 6 cm de long), banqiaomuxing da zhong ye, surtout répandus le long du Yangzi. La seconde est constituée des arbres (de 6 à 15 m de hauteur) à grandes feuilles (jusqu'à une vingtaine de centimètres de long), qiaomuxing daye, cultivés surtout dans les régions hautes du Sud et du Sud-Ouest.

#### Le cycle de vie du théier
Les théiers sont plantés à partir de graines sélectionnées qui germent sur une période de quatre à cinq mois, entre février et juillet. Ils sont d'abord plantés dans un germoir, puis transposés en général dans une pépinière afin d'éviter des pertes importantes, puis enfin dans la plantation, ou « jardin de thé » (chayuan). Une fois planté, il faut de deux à quatre années pour que le théier devienne productif : c'est la phase juvénile, durant laquelle la croissance des arbustes est très surveillée, et durant laquelle des tailles de formation sont réalisées afin de leur donner une forme adaptée aux futures cueillettes (en arc, ou plane). Quand la première floraison survient, le théier entre dans sa période adulte, productive, qui devient optimale après 8 ou 9 ans, et peut durer plusieurs décennies (30-40 ans, parfois jusqu'à 50). Il fait l'objet de tailles régulières. Sa phase de déclin se manifeste par des surgeons poussant par son pied, mais avec un entretien régulier il peut rester productif une ou plusieurs décennies, avant son remplacement.

#### Structures de la production de thé
Depuis l'époque des réformes de Deng Xiaoping, les communes populaires ont laissé la place à des structures agraires nouvelles. Des coopératives rurales émergent dans les années 1980, des parcelles sont privatisées et confiées à des petits exploitants propriétaires ou bien à des grandes entreprises et multinationales. Des structures privées importantes sont apparues avec la fusion d'anciennes structures collectivistes qui ont permis l'apparition de fermes modernes, mais le mouvement de fragmentation a triomphé puisque la structure dominante de la théiculture est la micro-exploitation de moins d'un hectare. On y pratique une culture intensive, qui cherche souvent à s'adapter rapidement à la demande, dans une perspective plutôt orientée vers des gains à court terme ; il existe aussi des groupements de petits propriétaires afin de faciliter la vente de la production. L’État conserve la gestion de plantations. Ainsi sur le terroir du prestigieux Long Jing, une ferme d’État contrôle un domaine d'environ 70 hectares éclaté en cinq exploitations, entourée par un ensemble de très petits propriétaires dont la production est directement vendue sur le marché. Une structure publique, la China National Native Produce & Animal by Products IMP & Exp Corp. (CNNP), contrôlait de nombreuses fermes d’État, privatisées pour beaucoup dans les années 1990, mais elle préserve un pouvoir de contrôle important, notamment parce qu'il faut passer par elle pour commercer avec l'étranger.

#### La cueillette du thé

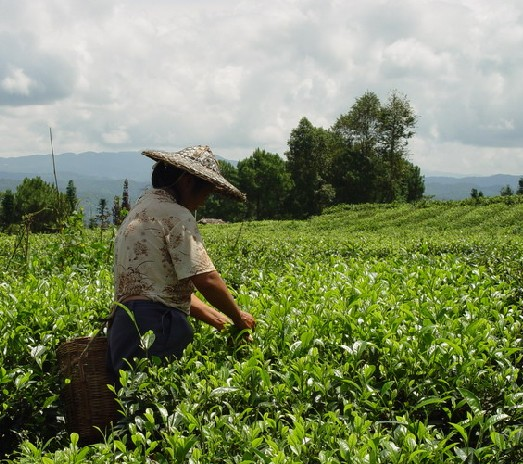
Cueillette manuelle sur une plantation destinée au thé Huangshan Maofeng, Anhui.

Le théier connaît durant une année plusieurs phases de poussée végétative, entrecoupées de phases de repos. Les feuilles se forment en quelques jours, cinq/six au printemps et à l'automne, une à quatre en été. La croissance est maximale entre avril et juillet (du calendrier grégorien). Le choix de cultivars plus résistants, précoces et productifs a permis d'améliorer les performances. En général, trois récoltes sont effectuées chaque année : l'une au printemps (chun cha ou tou cha, « thé de tête »), vers début mai ; l'autre en été (xia cha ou er cha, « deuxième thé »), autour de début juillet ; la dernière à l'automne (qiu cha) vers fin septembre. Au sud, les cueillettes débutent plus tôt car le climat y est plus chaud et humide ; peuvent alors s'interposer une à trois autres récoltes : en été, l'on distingue la cueillette du solstice d'été ou xiazhi, fin juin à début juillet, et des petites chaleurs ou saison xiǎoshǔ (小暑), de la période solaire du calendrier chinois, entre 7 et 22 juillet du calendrier grégorien généralement (quasiment comme précédemment) ; d'avec celle des grandes chaleurs ou shusha, qui suit en août ; s'ajoute enfin une cueillette d'hiver (dong cha). La période de récolte est souvent essentielle pour distinguer les thés, les plus réputés étant ceux du printemps, qui font l'objet de subtiles distinctions selon le moment de cueillette dans la saison : ceux d'avant la fête Qingming (début avril), ceux d'« avant les pluies », ceux de la « pluie des céréales », etc..
La cueillette s'effectue majoritairement de façon manuelle, rarement mécanique. C'est une opération délicate qui suppose de bien sélectionner les feuilles prélevées avec le bourgeon et celles laissées sur une ramille, notamment en fonction de leur position, et de bien évaluer leur maturité (en scrutant leur forme) et leur tendreté, garantie d'un thé de qualité optimale. Ce choix doit se faire également en fonction des autres cueillettes de l'année, et la formule de cueillette varie donc selon la saison de récolte. Pour les thés de meilleure qualité, on pratique une cueillette tendre, de jeunes feuilles, en général au printemps, la cueillette dite « impériale » se contentant de prendre une seule jeune feuille avec le bourgeon par ramille ; la cueillette « moyenne » est la plus répandue, plutôt pratiquée en été, prenant deux feuilles pour les meilleures qualités, trois pour les autres, servant notamment pour les thés verts de grade inférieur et les rouges ; la cueillette mûre des feuilles basses se pratique en fin de saison, notamment pour des wulong, et les thés noirs faits des feuilles les plus dures.

#### Tendances récentes
Depuis le début du XXIe siècle, les plantations de thé chinoises sont de plus en plus à se diriger vers l'agriculture durable et biologique, notamment pour répondre à une demande émanant des pays occidentaux. Les jardins de thé biologiques représentaient environ 6 % de la surface plantée (152 000 hectares) en 2013. Du reste la majorité des plantations (63 % de la surface plantée) était considérée en 2014 comme « exempte de pollution », c'est-à-dire avec une présence faible de diverses molécules chimiques considérées comme de la pollution.
Du point de vue des structures agraires, la tendance à l'intégration d'associations a vu le jour chez les petits propriétaires de jardins de thé, notamment ceux qui pratiquent une agriculture biologique. Cela se fait notamment dans une optique exportatrice, afin d'obtenir des certificats officiels permettant de vendre leur production à l'étranger, en se spécialisant plutôt dans les types de thés préférés sur ces marchés (rouges), qui sont du reste de plus en plus prisés par les catégories urbaines aisées chinoises.
L'augmentation qualitative ainsi que les visées exportatrices se voient également dans l'apparition depuis 2002 des appellations d'origine protégées comme vu précédemment.

### Les types de thé et leur transformation
Les Chinois répartissent le thé en six catégories, dont les noms sont tirés de la couleur des feuilles infusées, et non de l'infusion ; cette couleur révèle le taux d'oxydation des feuilles, soit, dans l'ordre croissant :
- 黃茶 huáng chá (thé jaune) ; souvent les plus rares des thés. Très délicats, ils subissent une légère oxydation à l'étouffée et leurs feuilles ne sont pas travaillées. Seuls les bourgeons duveteux sont utilisés ;
- 白茶 bái chá (thé blanc) ; à l'instar des thés jaunes, ce sont des thés très délicats qui, eux, ne subissent aucune oxydation. Les trois premières feuilles, dont le bourgeon, peuvent être présentes, toujours entières ;
- 綠茶 / 绿茶 lǜ chá (thé vert) ; ces thés ne subissent aucune oxydation et sont la plupart du temps composés de bourgeons ou de jeunes feuilles. Ce thé est travaillé, les feuilles subissant diverses opérations (réchauffage à 100 °C, par exemple) ;
- 烏龍茶 / 乌龙茶 wūlóng chá (bleu-vert, thé « dragon noir », orthographe courante : thé Oolong) ; ce thé est couramment désigné sous le vocable 清茶 qīng chá « thé clair » ; le nom de ce type de thé vient de la couleur de la feuille et non de l'infusion. Ce sont des thés dits « semi-fermentés » car leur oxydation n'est jamais menée à son terme. Les feuilles sont souvent entières.
- 紅茶 / 红茶 hóng chá (thé rouge ; thé noir en Occident) ; ils sont oxydés de manière (quasi-)complète ; les feuilles utilisées peuvent être brisées pour les thés de moindre qualité.
- 黑茶 hēi chá (Pu-erh) ; ce sont des thés entièrement oxydés ayant subi une post-fermentation de plusieurs années, des thés de garde qui peuvent être très coûteux, même s'il en existe des variétés de basse qualité.

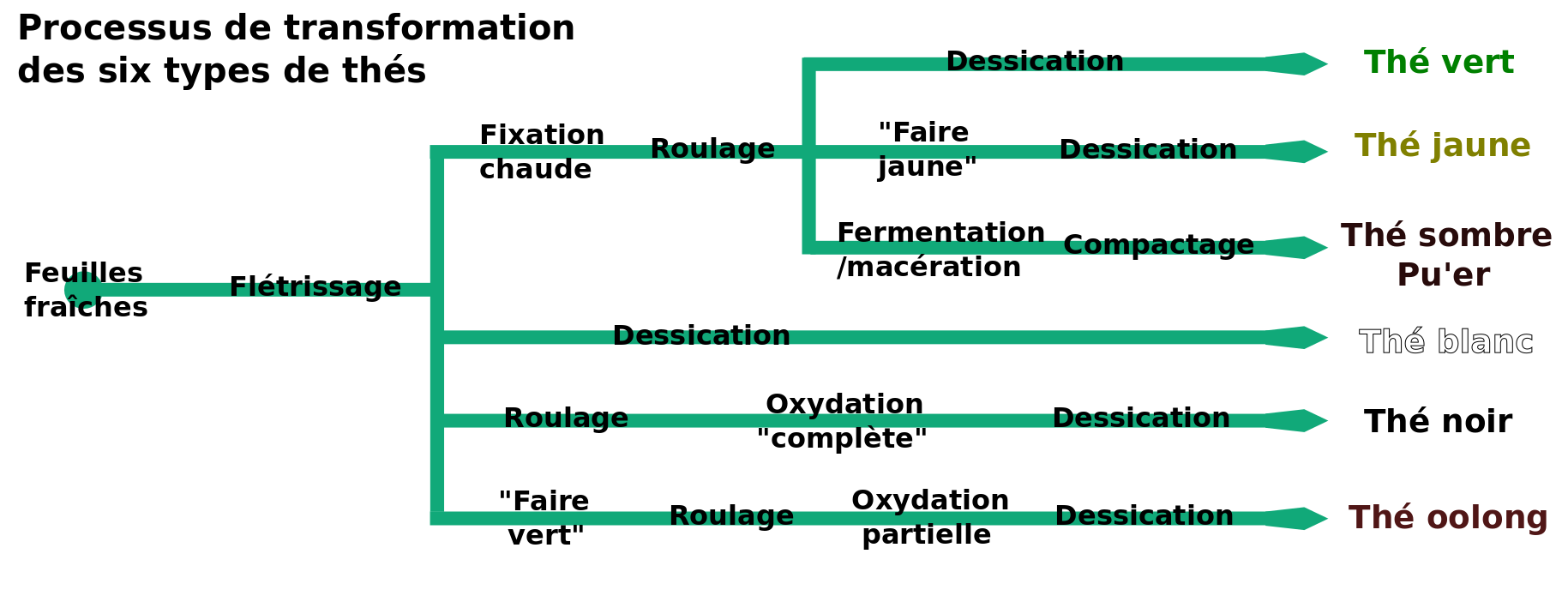
Schéma représentant sous une forme simplifiée les processus de transformation des six catégories de thés.

花茶 Huāchá (thé aux fleurs) n'est, à proprement parler, pas un type de thé, car le thé agrémenté de parfums de fleurs auxquelles il a été mêlé (ou, pour les thés médiocres et commerciaux, recouvert d'essence) peut être de couleurs diverses. Le thé au jasmin, 茉莉花茶 mòli huāchá, dans ses versions les plus raffinées, peut être composé d'un thé blanc parfumé, aux saveurs très délicates.

#### Les thés verts
Le thé vert (lücha) est un thé dont l'oxydation est stoppée directement après la récolte. La méthode traditionnelle consistait à chauffer les feuilles fraîchement cueillies dans de grandes bassines de cuivre, avant de les malaxer de façon à expulser l'eau restante et les enrouler, puis de reproduire un chauffage, plus court, et de les rouler à nouveau, parfois en répétant ces opérations plusieurs fois encore. De nos jours la fixation, c'est-à-dire l'arrêt de l'oxydation, se fait essentiellement par cuisson au wok, dans lequel se réalisent également les phases suivantes de roulage et de dessication, mais aussi parfois par chauffage à la vapeur (comme pour les sencha japonais), étuvage au four ou au charbon, ou encore par simple exposition au soleil, auquel cas la fixation est souvent moins efficace. Certains thés verts ordinaires sont transformés à la machine dans des usines, mais les méthodes manuelles restent dominantes. Les thés verts sont de loin les plus consommés et produits en Chine, représentant autour de 70 % de la production nationale de thé.
Le plus prestigieux des thés verts chinois est le Long Jing, nommé d'après la source du « Puits du dragon », dans son intégralité Xihu Longjing, « Puits du dragon du lac de l'ouest », dans le Zhejiang, dont l'essor remonte à l'époque de la dynastie Song. L'empereur Qianlong des Qing, grand amateur de ce thé, s'appropria dix-huit théiers du terroir pour sa consommation personnelle. De nos jours la dénomination est limitée à trois terroirs (le « Pic du Lion », Shifeng, étant reconnu comme produisant la meilleure qualité), même si d'autres, y compris dans d'autres régions (Sichuan, Jiangxi, aussi Taïwan), prennent le nom de Long Jing afin de bénéficier de l'aura de ce thé, ces imitations étant celles que l'on trouve généralement sur les marchés étrangers. Les « vrais » sont entièrement cueillis et transformés de façon manuelle, avec une fixation et un lustrage final soignés au wok. Ils se déclinent en de nombreuses catégories selon les périodes de récolte et les grades, aussi les cultivars utilisés, les variétés hybrides modernes tendant à prendre plus de place. Les meilleurs thés de Long Jing, ceux récoltés avant Qingming (mingqian), peuvent se vendre autour de 10 000 € le kilo.

Le thé du Puits du dragon, Long Jing.
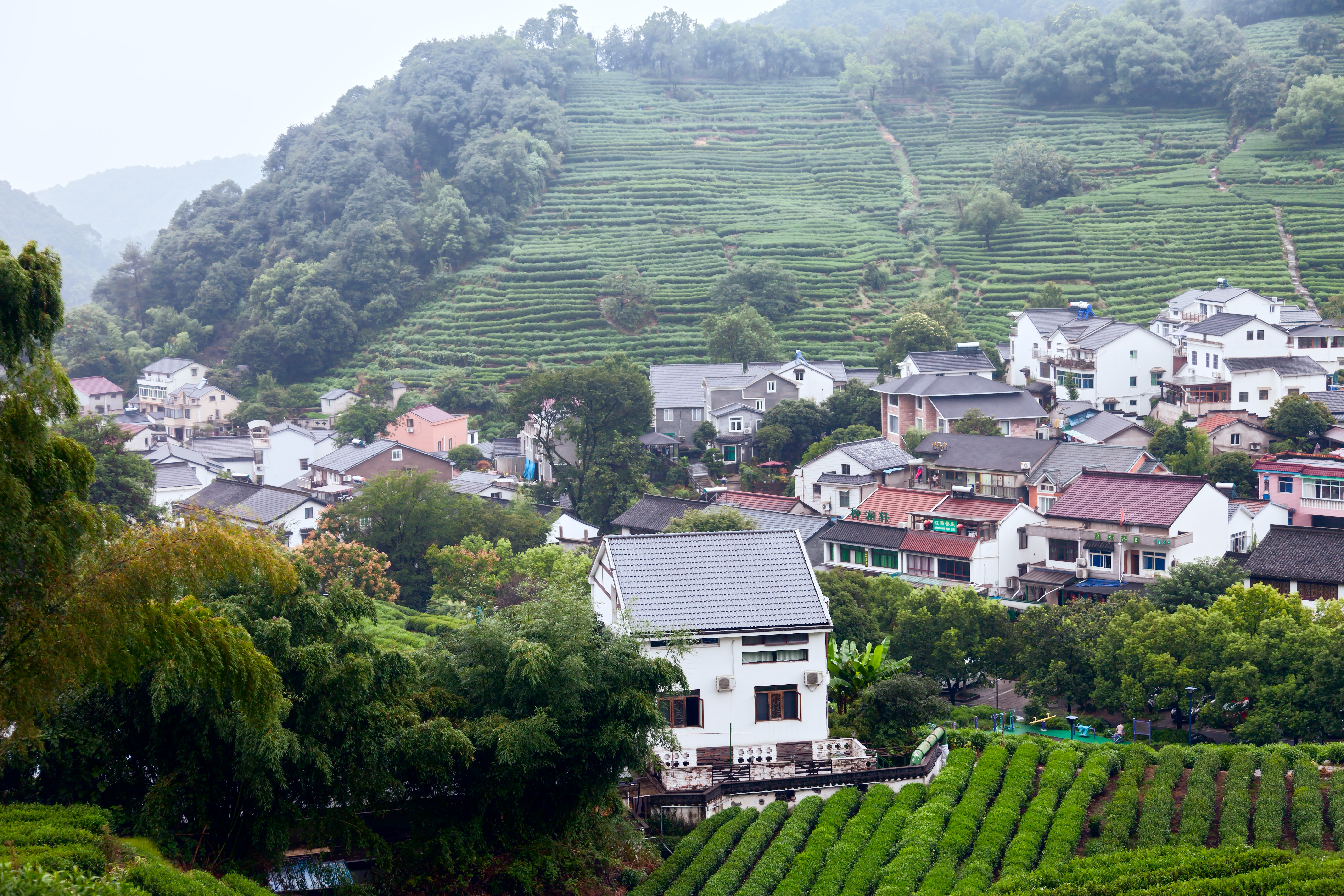
Le village de Longjing, entouré de plantations.
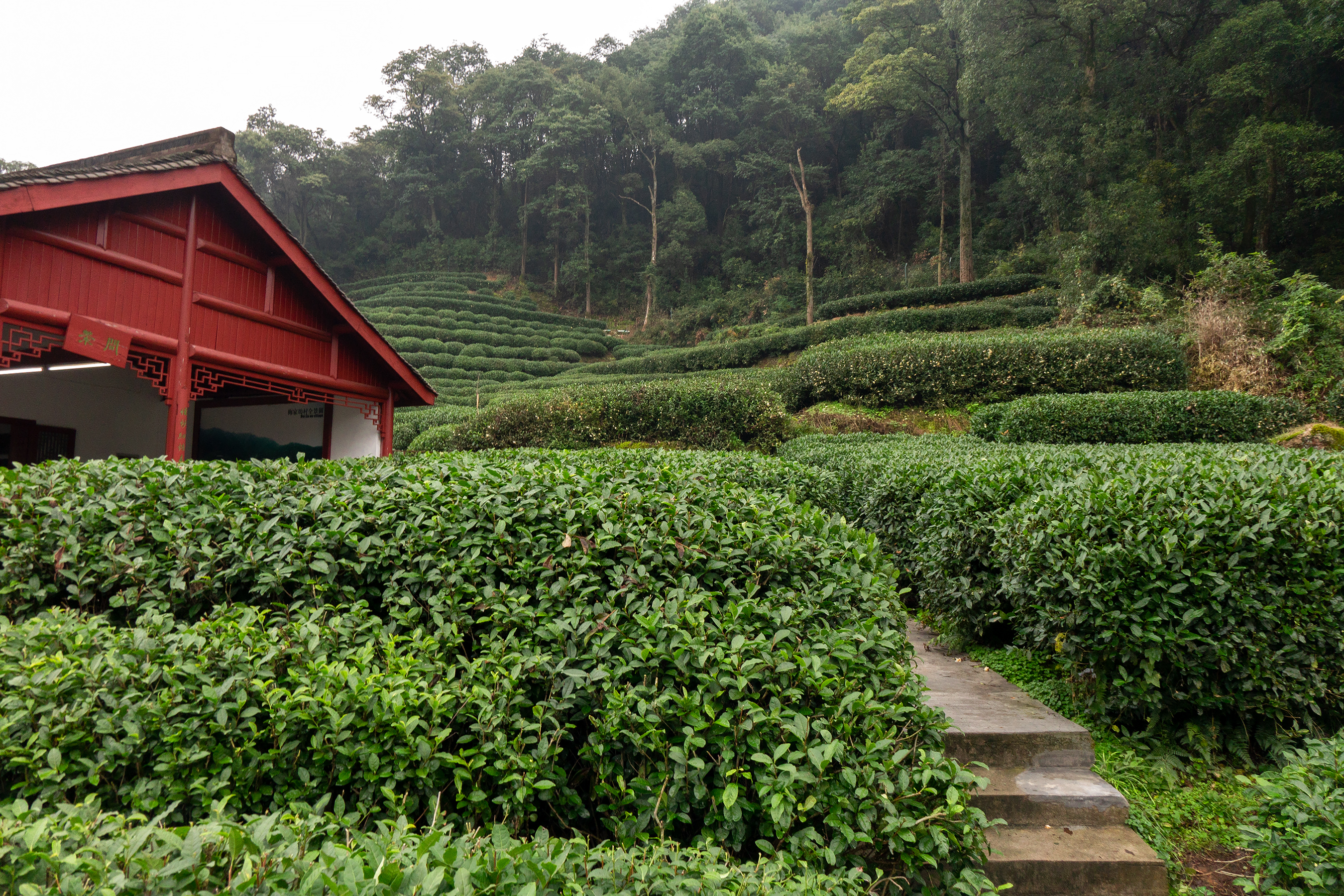
Jardin de thé du Puits du dragon.
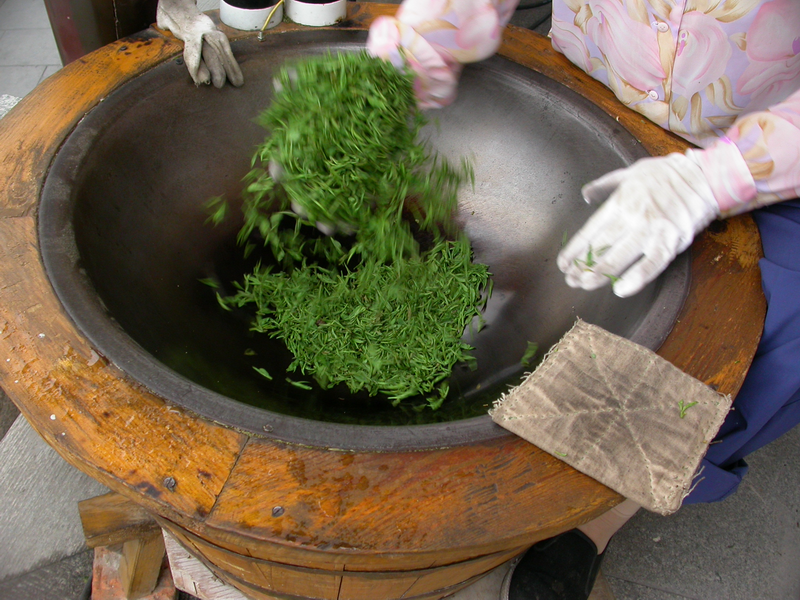
Cuisson au wok de feuilles de thé de Longjing.
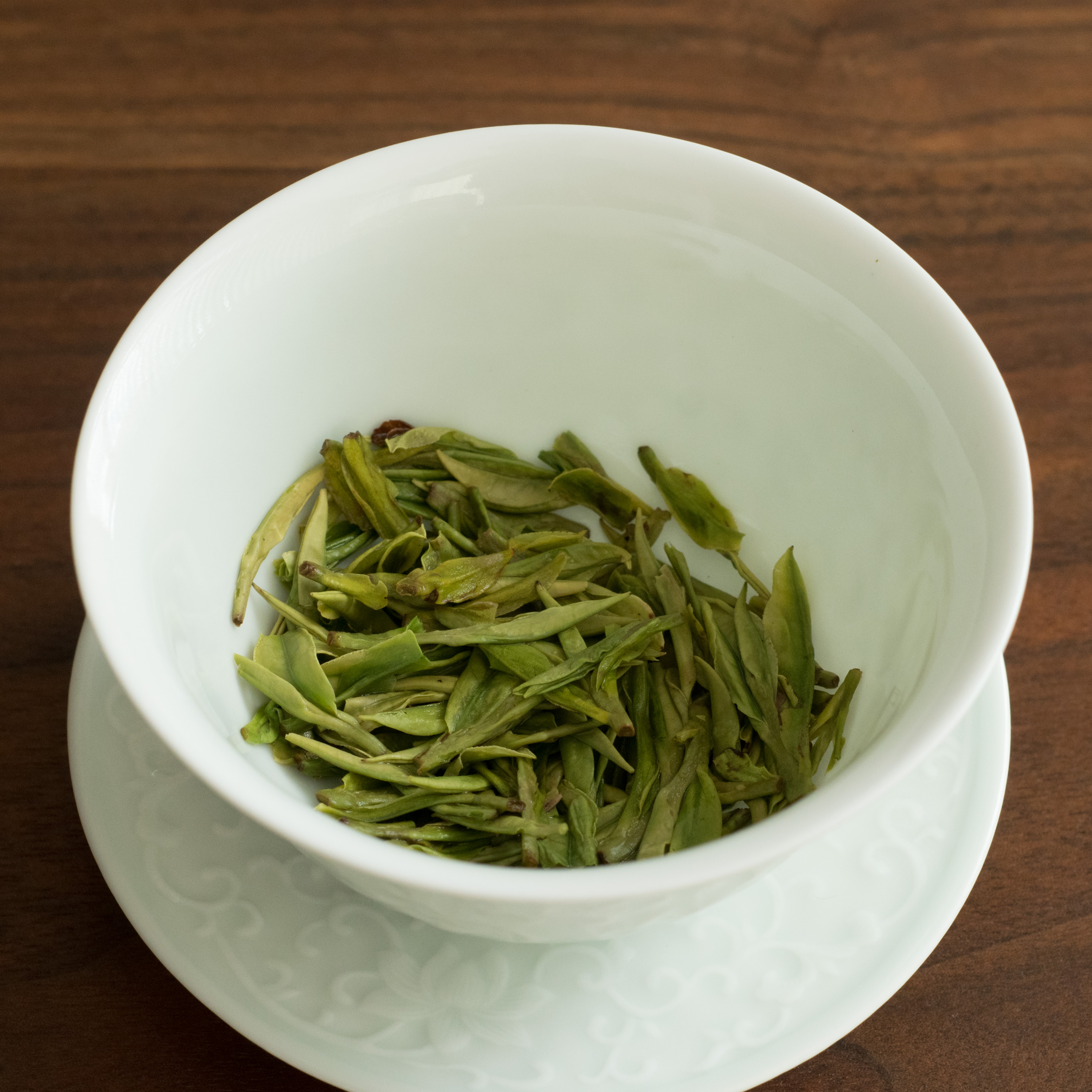
Feuilles de Long Jing (cueillette d'avant Qingming) après une première infusion dans une tasse gaiwan.

Le Biluochun (Dongting Biluochung, « Printemps de la spirale de jade »), produit dans le Jiangsu au bord du lac Taihu, était un des thés préférés de l'empereur Kangxi des Qing qui lui aurait donné son nom. Il est réalisé à partir de feuilles de théiers plantés dans des jardins où sont aussi cultivés divers arbres fruitiers (néfliers, pêchers, poiriers, abricotiers, etc.), cette association étant à l'origine des notes fruitées de ces thés. Ce thé de grande qualité est cueilli et transformé à la main, avec une fixation, malaxage et façonnage au wok. Là encore d'autres Biluochun sont produits sur des terroirs ne bénéficiant pas de l'appellation, certains étant situés à proximité au bord du lac Taihu, d'autres beaucoup plus loin dans le Yunnan.
Le Huangshan Maofeng, « Pic duveteux des montagnes jaunes », produit dans l'Anhui, est considéré comme le fleuron des thés verts de la catégorie Maofeng, qui contiennent une importante proportion de bourgeons. La cueillette considérée comme la meilleure prélève un bourgeon et une jeune feuille par ramille, couverts de duvet qu'il importe de préserver au moment de la transformation, d'où l'origine de leur nom. Les feuilles de thé sont transformées le jour même de leur cueillette, d'abord fixées par cuisson, puis roulés, sauf pour les grades de meilleure qualité, et desséchés par plusieurs passages au four. Les « Graines de melon de Lu'an », Lu'an Guapian (en), sont l'autre grand thé vert de l'Anhui, déjà évoqué par Lu Yu sous la dynastie Tang.
Le Xinyang Maojian (en), « Pointes duveteuses de Xinyang », est un autre thé vert réputé parmi les meilleurs, produit dans le Henan. La production de ce terroir est déjà mentionnée par Lu Yu à l'époque Tang, et c'était un thé du tribut pour les empereurs Qing.
Le thé en forme de perles, Zhucha, surtout connu sous le nom de Gunpowder, car sa forme en petites boules évoque la poudre à canon ; elle est obtenue après plusieurs longues phases roulages et triages, surtout par des machines. Produit dans le Zhejiang autour de la ville de Shaoxing, il remonterait à l'époque Song et était un thé du tribut sous les Qing. C'est le thé vert chinois le plus consommé au Monde, produit en masse, en général un thé de faible qualité. Il n'est pas consommé en Chine mais est destiné aux marchés étrangers, en premier lieu le Maroc où il sert à faire du thé à la menthe. Il en existe cependant des productions de qualité, en général celles qui ont les boules les plus petites et qui sont façonnées à la main.

#### Les thés «bleu-vert», wulong

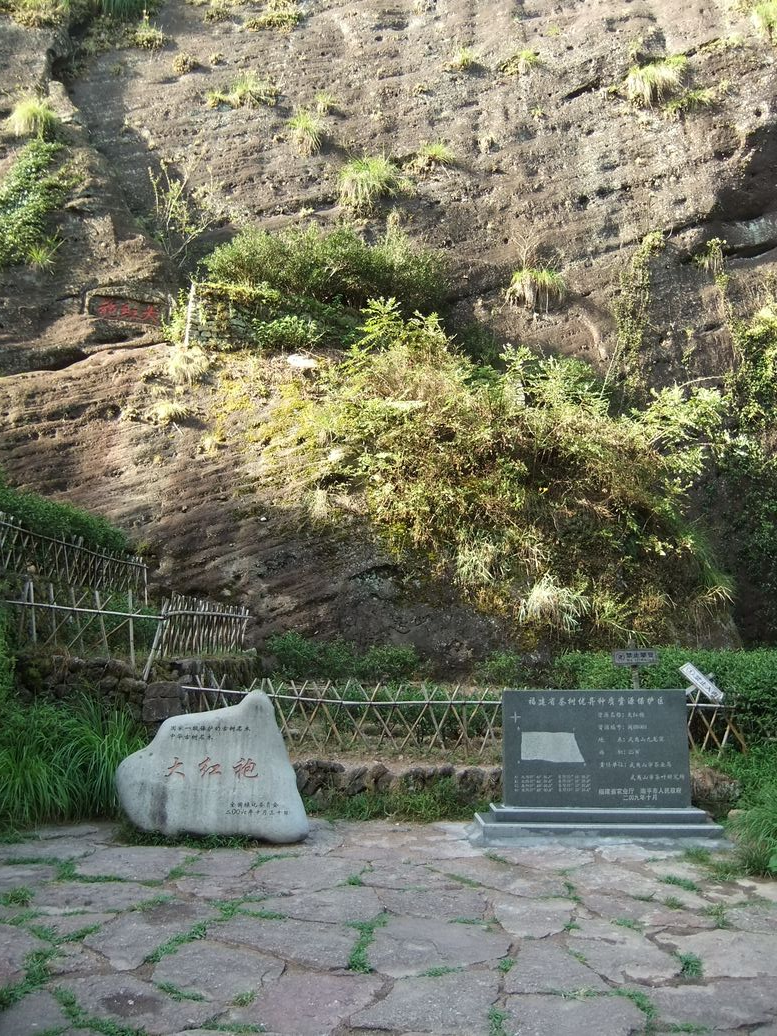
Falaise et jardins de thé de « Grande robe pourpre », Dahongpao, Fujian.

Le wulong (« dragon noir » ; aussi transcrit oolong) ou « thé bleu-vert » (qingcha) est un thé dont l'oxydation est maîtrisée et partielle (on parle aussi de thé « semi-fermenté »), afin d'évoluer entre les thés verts et rouges. Cela passe par une vaste gamme de méthodes empruntées aux techniques de transformation de ces deux derniers. Certains ont une oxydation moins longue (20-30 %), d'autres plus prolongée (70-80 % au maximum). La production de wulong représente en gros 11-12 % de la production de thé chinoise, et est en majorité localisée dans le Fujian, d'où la méthode de fabrication du wulong est probablement originaire.
La région des Monts Wuyi, au nord du Fujian, produisant les « thés des rochers » (Yancha) produits comme leur nom l'indique sur des sols rocailleux, comprend plusieurs des wulong les plus prestigieux, en premier lieu les quatre regroupés sous l'appellation Si Da Ming Cong (les « Quatre grands Mingcong », Mingcong étant une appellation de cultivars d'origine locale), traditionnellement les thés de la « Grande robe pourpre » (Dahongpao), de la « Tortue aquatique dorée » (Shuijingui (en)), de l'« Arhat de fer » (Tieluohan (en)) et de la « Crête de coq blanche » (Baijiguan (en)) ; dans les appellations protégées actuelles, le premier a été placé dans une catégorie à part, mais le groupe est resté à quatre grâce à l'intégration du Bantianyao (en). Des cultivars plus récents servent à produire d'autres thés de qualité, comme le Shuixian et le Rougui, « cannelle », en raison de sa fragrance qui rappelle celle de cette épice.
Le wulong le plus célèbre est le Tieguanyin, le thé de la « Déesse de fer de la miséricorde » des monts d'Anxi, dans l'est du Fujian. C'est sur ce terroir qu'on été développés les premiers wulong à la fin de la dynastie Ming. Le Tieguanyin est produit à partir d'une variété de théier de type arbrisseau de même nom, et est transformé suivant des méthodes très élaborées, demandant beaucoup de main d’œuvre et de savoir-faire, qui ont fait la réputation des thés produits dans le terroir et sont souvent imitées. Après la cueillette manuelle les feuilles sont mises à flétrir au soleil ou sous un hangar, puis placées à refroidir à l'ombre afin que l'évaporation de leur eau se fasse lentement, puis se succèdent des phases de brassage et de refroidissement permettant d'obtenir la coloration bleu-vert que l'on souhaite, avant de fixer le thé au wok. Puis les feuilles sont placées dans de grandes boules enveloppées de linge qui sont pétries à la machine, ce qui permet d'obtenir leur forme caractéristique en « tête de libellule », puis on procède au séchage et au tri finaux. D'autres Tieguanyin, les Yunxiang, connaissent une torréfaction finale. Comme pour les autres types célèbres, des thés nommés Tieguanyin sont produits dans d'autres régions (Sichuan, Taïwan), à partir du cultivar et des méthodes originaires du Fujian.

#### Les thés «rouges» (noirs)
Les « thés rouges » (hong cha) des Chinois sont les « thés noirs » des pays occidentaux. Il est produit à partir de feuilles de thé dont l'oxydation est prolongée (aux environs de 90 %) jusqu'à avoir un aspect « rouillé » qui lui donne leur nom. Après la cueillette, les feuilles sont d'abord flétries de manière à en expulser la majeure partie de l'eau qu'elles contiennent, par exposition au soleil, ou sous des claies à l'ombre, ou dans des bacs en bois, ou avec des ventilateurs. Puis la phase de roulage permet d'enclencher le processus d'oxydation ; elle est faite à la main ou par des rouleurs pour les thés en feuilles, et par des machines pour les thés brisés (procédés CTC et LTP, comme ailleurs dans le monde). L'oxydation se fait traditionnellement par entreposage dans des chambres humides (wohong), et de plus en plus par un traitement à chaud industriel. Puis le séchage final permet l'arrêt de l'oxydation, par chauffage. Les thés rouges représentent autour de 9 % des thés produits en Chine.
Le Qimen Hongcha, « thé rouge de Qimen » (Anhui), connu en Occident sous le nom de Keemun, est considéré comme le meilleur cru de thé rouge chinois, du moins pour ses meilleures productions. Il est créé en 1875 par un fermier de la région qui reprend les techniques d'oxydation du Fujian, et rencontre rapidement un grand succès auprès de la clientèle britannique. Il se décline en plusieurs catégories, les meilleures (teji) associant un bourgeon et une ou deux jeunes feuilles cueillies au printemps et étant transformées manuellement, avec une oxydation plus longue (3 à 5 heures), tandis que les variétés les moins bonnes le sont mécaniquement, à partir de feuilles cueillies en été ayant été oxydées moins longuement (2 à 3 heures), les moins bonnes étant vendues en poudre.
Les Monts Wuyi du nord du Fujian produisent également plusieurs thés rouges réputés. Le Zhengshan Xiaozhong, plus connu en Occident sous le nom de Lapsang souchong est un des plus anciens thés rouges, originaire de Tongmu. Les variétés vendues à l'étranger sont en général fumées, à la différence de celles consommées par les Chinois ; pour les thés de meilleure qualité, ce fumage se fait en même temps que la transformation, dans une « maison noire » (qinglou) à quatre étages, le foyer étant situé au rez-de-chaussée, et les feuilles passant par les trois étages supérieurs lors des étapes de transformation ; les thés fumés de moins bonne qualité le sont en général après dessication, ou alors simplement aspergés d'essences aromatiques. La région de Tongmu produit aussi le « Remarquable sourcil d'or », Jinjunmei, mis au point en 2005, produit à partir de feuilles cueillies sur des théiers sauvages de la réserve naturelle du Mont Wuyi, exclusivement durant la période de la fête Qingming (début avril), ce qui donne des quantités très limitées, transformés suivant les méthodes et dans les mêmes ateliers que les Lapsang Souchong classiques ; la récolte plus tardive (deuxième quinzaine d'avril) produit le « Remarquable sourcil d'argent », Yinjunmei.

#### Les thés «noirs», Pu'er

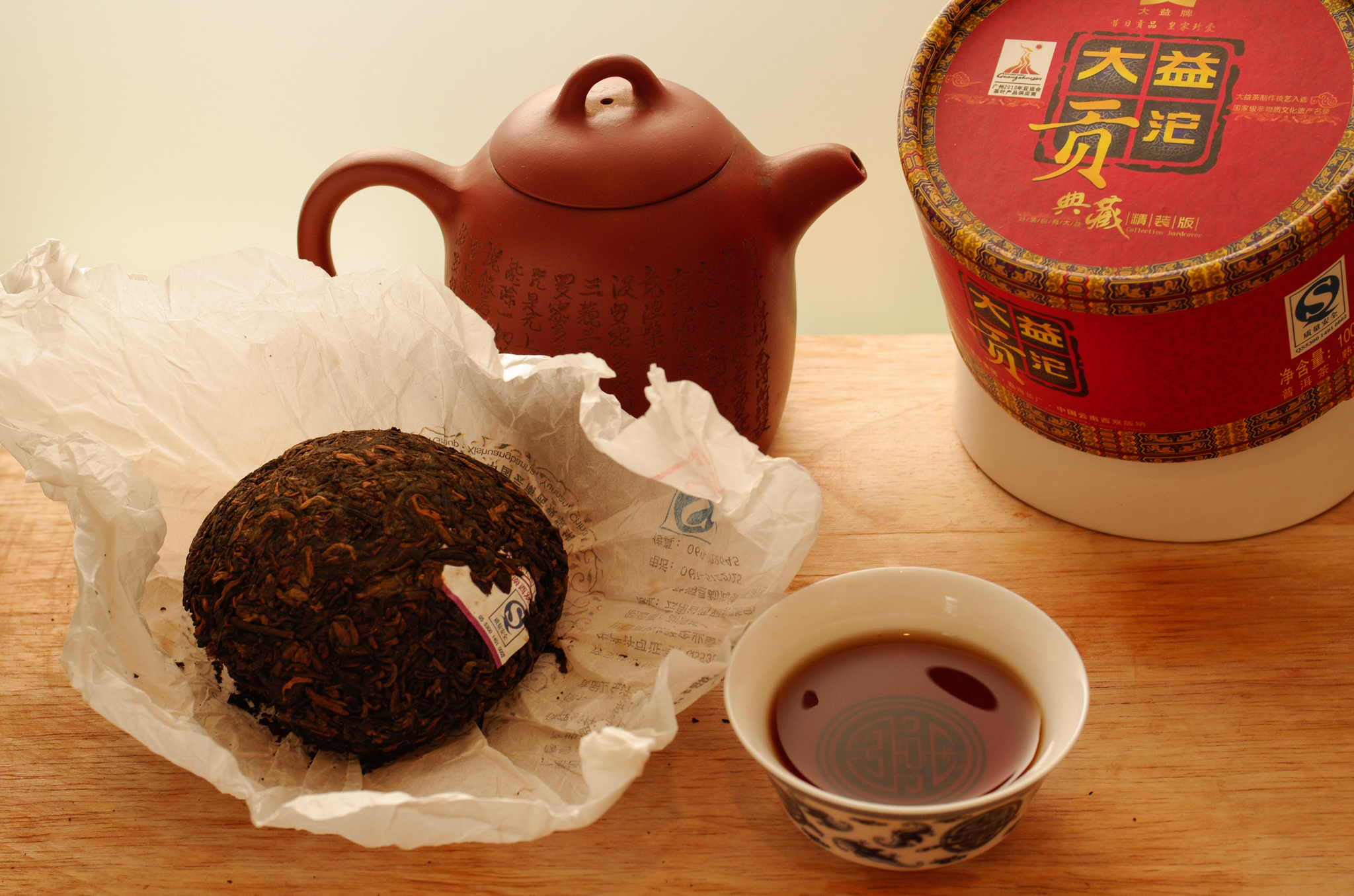
Thé sombre Pu'er compressé.

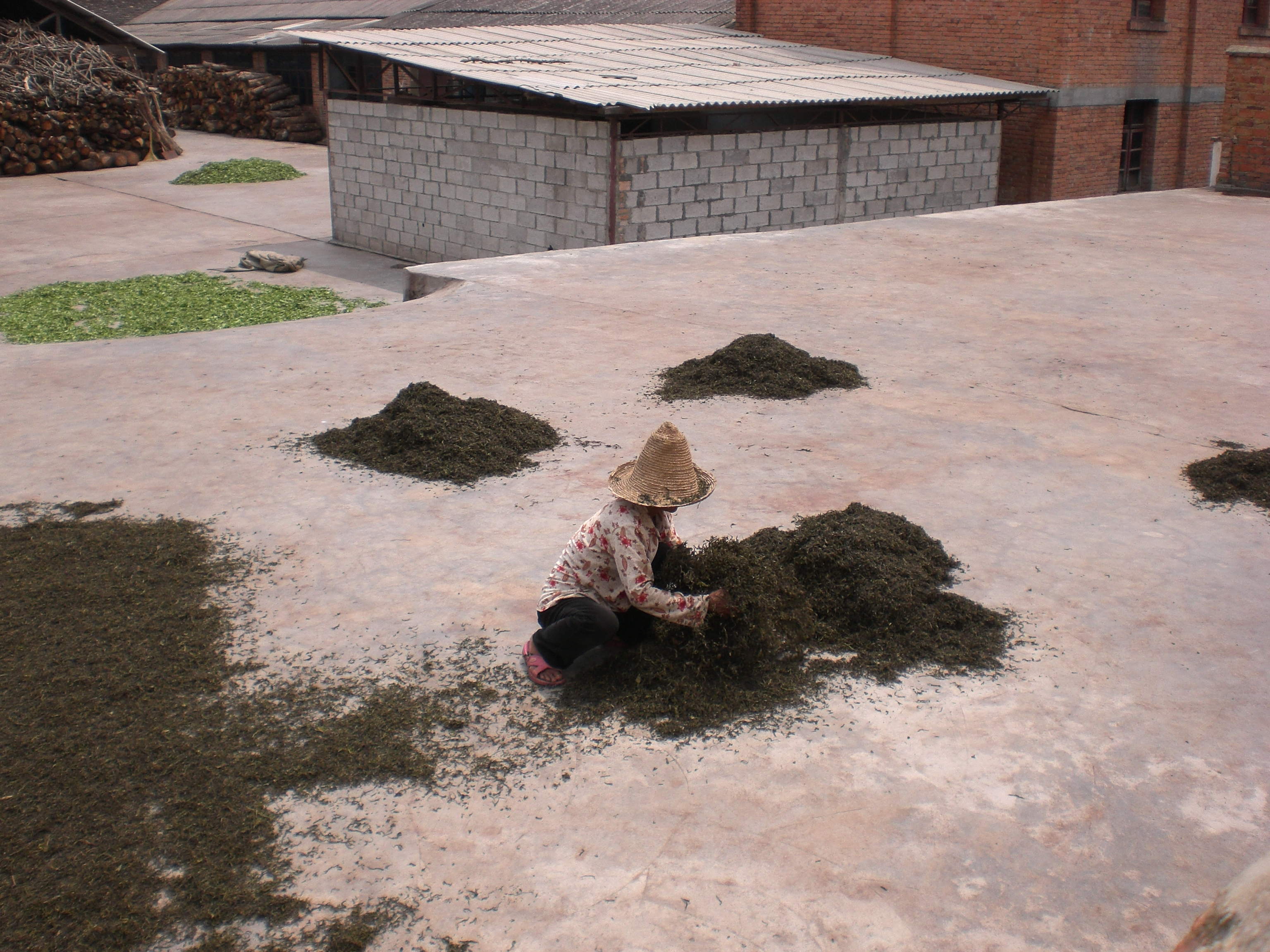
Séchage au soleil de feuilles de thé Pu'er.

Le « thé noir » (heicha) des Chinois, à ne pas confondre avec le thé noir des autres pays, est commercialisé en Occident sous l'appellation de « thé sombre » ou encore Pu'er ou Pu'erh, d'après le nom d'une ville du Yunnan réputée pour la production de ces types de thé, mais qui n'en est pas la seule région productrice. Il s'agit de thés ayant connu un processus de « post-fermentation » commercialisés sous des formes compressées, afin de mieux résister aux longs trajets et d'être conservés plusieurs années. Les Pu'er à proprement parler sont ceux produits dans la région du même nom, à partir des feuilles du théier du même nom, de la variété assamica, souvent non taillés et également sauvages. Sa transformation débute par les mêmes étapes que celle d'un thé vert : flétrissage au soleil, puis fixation par cuisson, roulage et séchage final. Ce « thé cru » (maocha) passe ensuite par une phase seconde phase, de « post-fermentation », qui se fait soit de façon lente et naturelle, soit de façon accélérée et artificielle, wodui (« faire macérér/composter ») afin de procéder à une dégradation plus rapide et contrôlée ; les feuilles peuvent ainsi être entassées et aspergées d'eau à une température haute qui accélère la décomposition des feuilles, puis abaissée afin de favoriser la prolifération de champignons qui donnent au thé sombre tout son caractère. Le thé composté est ensuite séché et compacté sous la forme de galettes, de briques, de boules, etc., même si une partie reste vendue sous forme de feuilles en vrac. Des thés noirs en brique sont également produits au Sichuan, héritage des thés échangés sur la « route des du thé et chevaux », car aujourd'hui encore ils sont pour beaucoup destinés au marché tibétain. Ya'an est une importante région productrice de thé noir, la « Brique de la bonne santé », Kang Zhuan.

#### Les thés jaunes
Le thé jaune (huangcha) est un thé qui, comme le thé vert, est rapidement fixé puis roulé, puis enveloppé dans une toile humide (processus mendui), ce qui provoque son échauffement, ce qui, allié à l'humidité des feuilles, entraîne des réactions chimiques qui provoquent leur jaunissement. Il s'agit ici d'une sudation courte ; plus longue, il s'agit d'un processus women qui donne des thés sombres. Parmi les thés jaunes fameux, se trouvent notamment les « Aiguilles d'argent du Junshan », Junshan Yinzhen, et les « Bourgeons jaunes », Huangya, produits dans les Huoshan dans l'Anhui.

#### Les thés blancs
Le thé blanc (baicha) est un thé dont la transformation est réduite à deux étapes : flétrissage au soleil, puis dessication dans des fours à température basse (40-50 °C au plus). L'oxydation n'est pas stoppée, mais considérablement réduite, puis s'arrête d'elle-même. Les deux thés blancs chinois les plus fameux sont les « Aiguilles d'argent au duvet blanc », Baihao Yinzhen, et « Pivoine blanche », Baimudan, tous les deux produits dans le Fujian qui est le berceau et la principale région productrice de ce genre de thé dont la consommation est peu répandue en dehors du milieu des connaisseurs.

#### Les thés parfumés
Le thé fleuri (huacha), variété la plus courante en Chine des thés parfumés, est produit en mêlant des feuilles de thé transformées à des pétales de fleurs, dont elles s'imprègnent des fragrances. Il s'agit en général de thés verts, parfois bleus-verts ou rouges, plus rarement sombres. Les fleurs servant à parfumer sont en général du jasmin, aussi de la rose, de l'osmanthus, etc. Certains thés parfumés sont aussi produits à partir d'épices (cannelle, clou de girofle) ou de fruits (tangerine). Il ne faut pas confondre ces thés parfumés à ceux qui sont simplement aromatisés par aspersion d'essences de fruits, fleurs ou épices (naturelles ou synthétiques).
Le thé au jasmin est de loin le plus produit et consommé de ces thés parfumés. Il représentait entre 85 et 90 000 tonnes en 2014, soit environ 5 % des thés chinois ; sa part dans la production est cependant en baisse, puisqu'il représentait 7,5 % en 2010. La principale région productrice est celle de Hengxian au Guangxi, spécialisée dans la production de jasmin, puisqu'elle pèse pour environ 75 % de la production nationale et 60 % à l'échelle mondiale. Les autres régions productrices importantes sont Fuzhou au Fujian, Yuanjiang au Yunnan et Qianwei au Sichuan. Ces thés sont majoritairement consommés en Chine du Nord, mais environ un tiers de la production est destinée aux exportations.

### Formes et grades
Le thé se présente sous plusieurs formes à l'issue du processus de production, chaque fabrication ayant ses spécificités déterminant l'aspect des thés, qui sont aussi une manière de les classer en plus de leur couleur ou leur terroir. En particulier la méthode de « roulage » des feuilles importe beaucoup et va donner aux feuilles de thé un aspect au choix allongé, aplati, torsadé, fuselé, en boule, en spirale, etc. qui portent chacune un nom précis, et peuvent se décliner elle-même en sous-catégories. Les thés noirs/sombre (Pu-er) compressés sont également classés par la forme des feuilles compactées : en nid, en brique, en galette, en cube, etc. Enfin la classification des thés se fait par grades, c'est-à-dire la prise en compte du moment de la cueillette, de sa finesse, de la taille et la tendreté des feuilles.

Aspects des thés chinois.
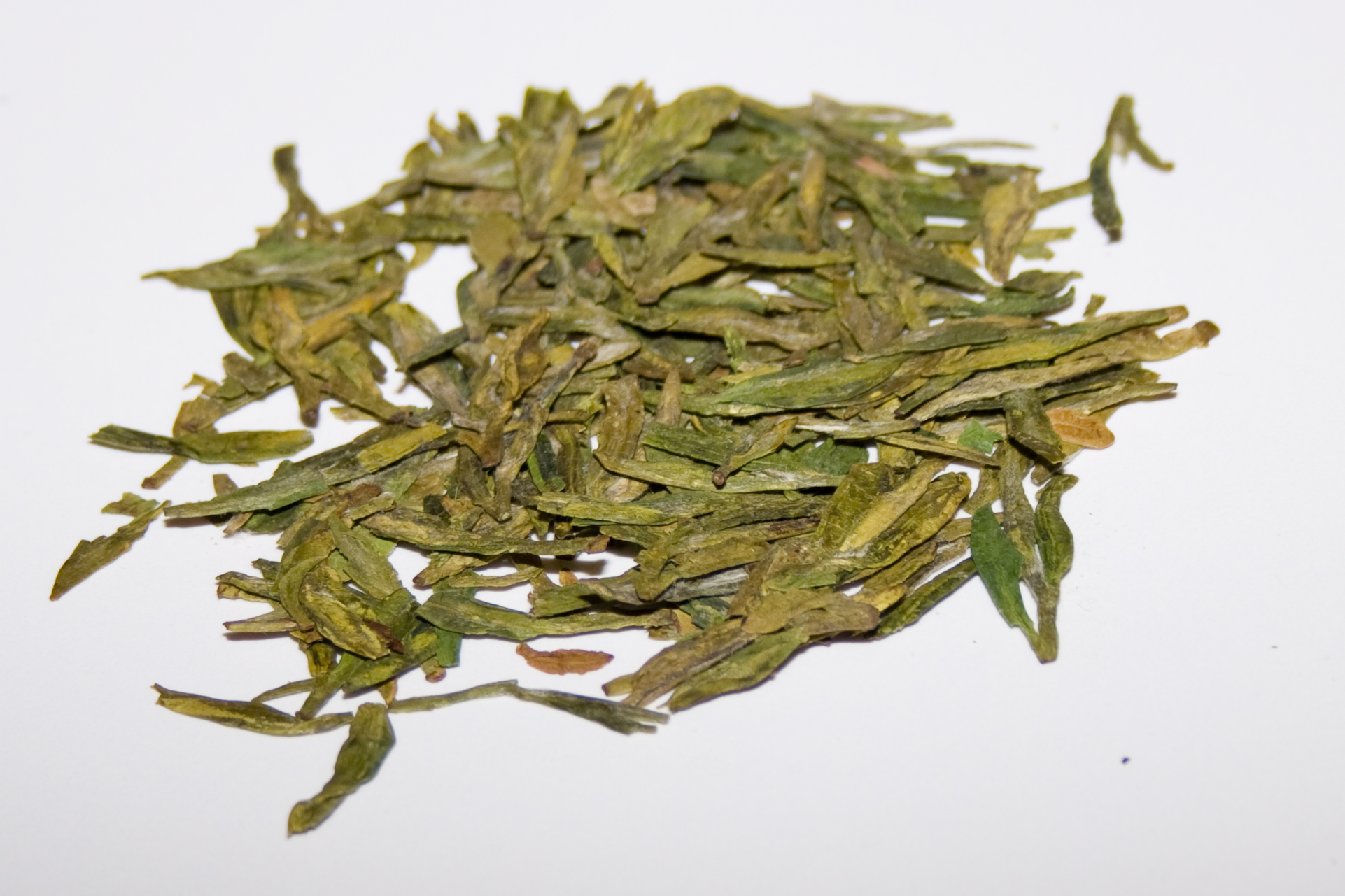
Thé vert Long Jing, forme aplatie.
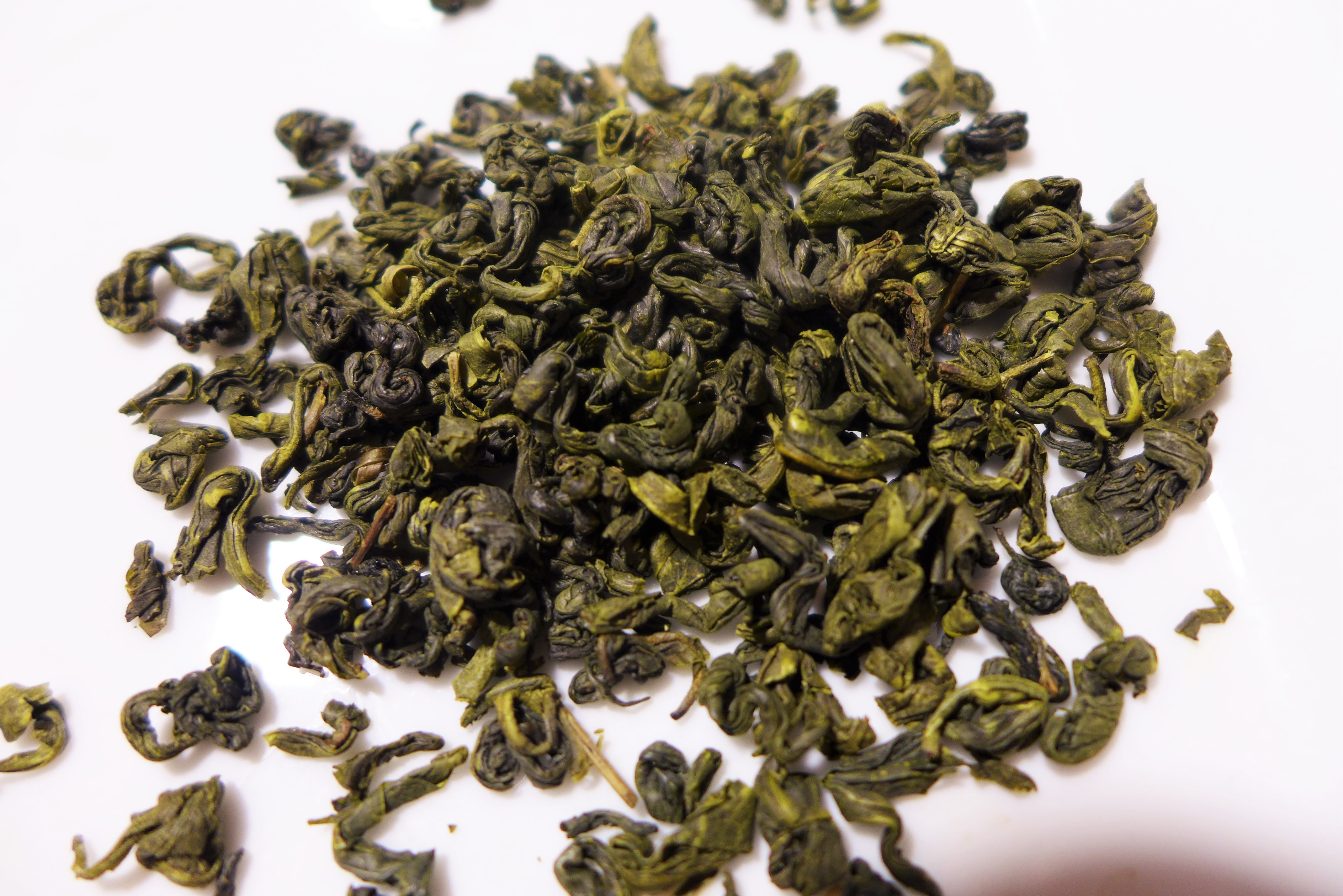
Thé vert Biluochun, forme incurvée.
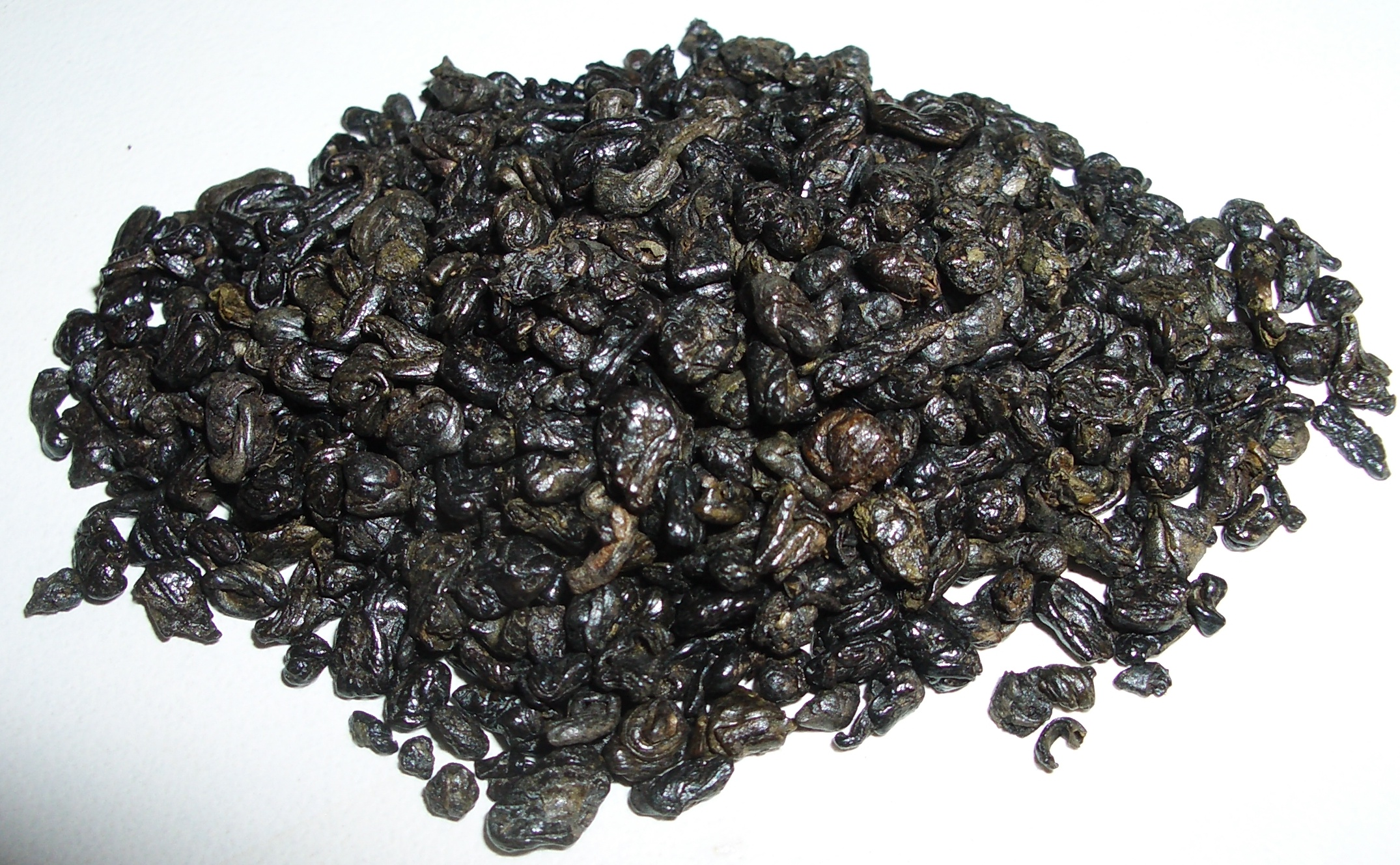
Thé vert Gunpowder, en forme de perles.
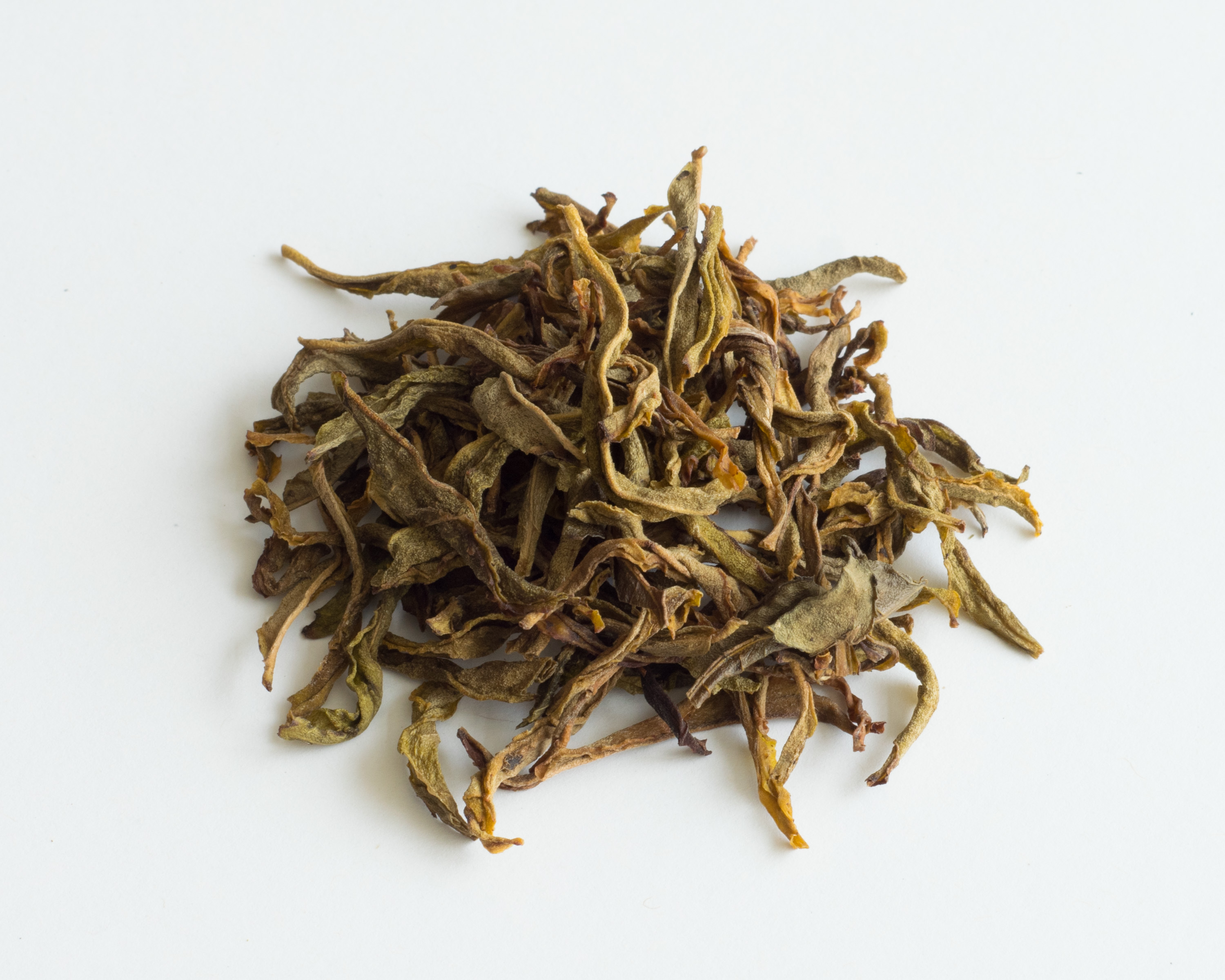
Thé wulong Baijiguan.
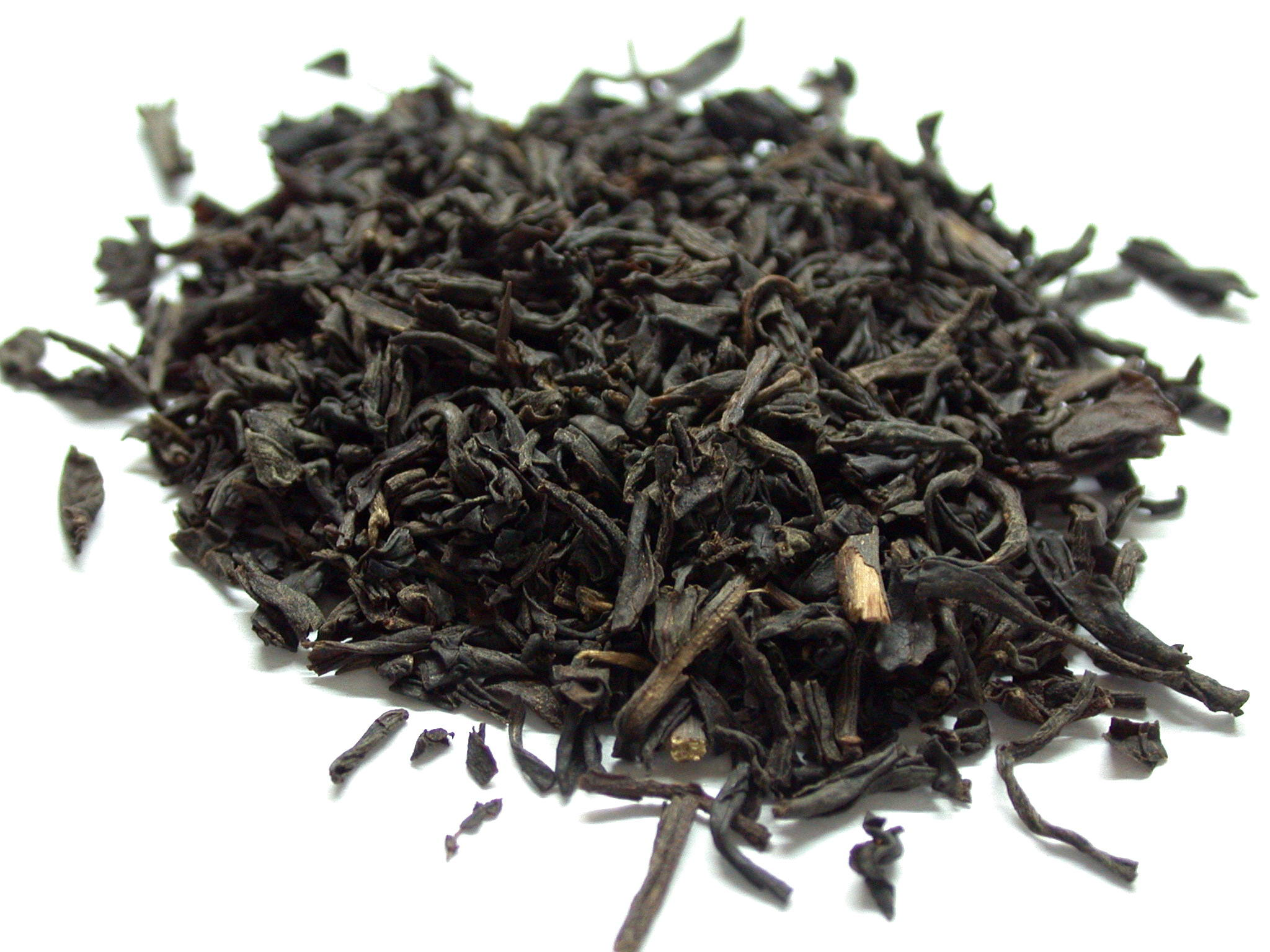
Thé noir Qimen.
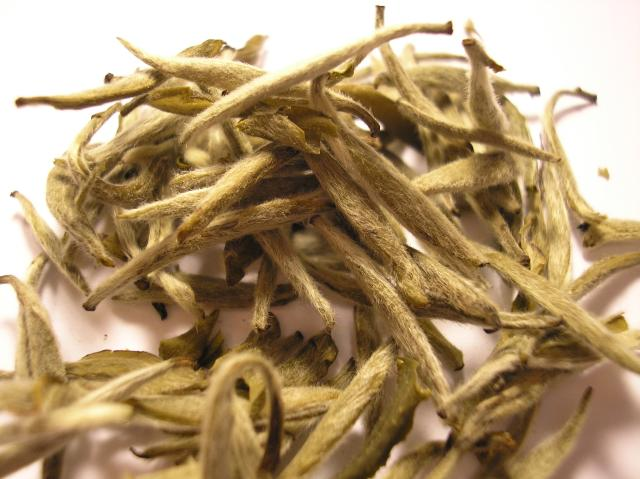
Thé blanc Baihao Yinzhen, avec duvet blanc.
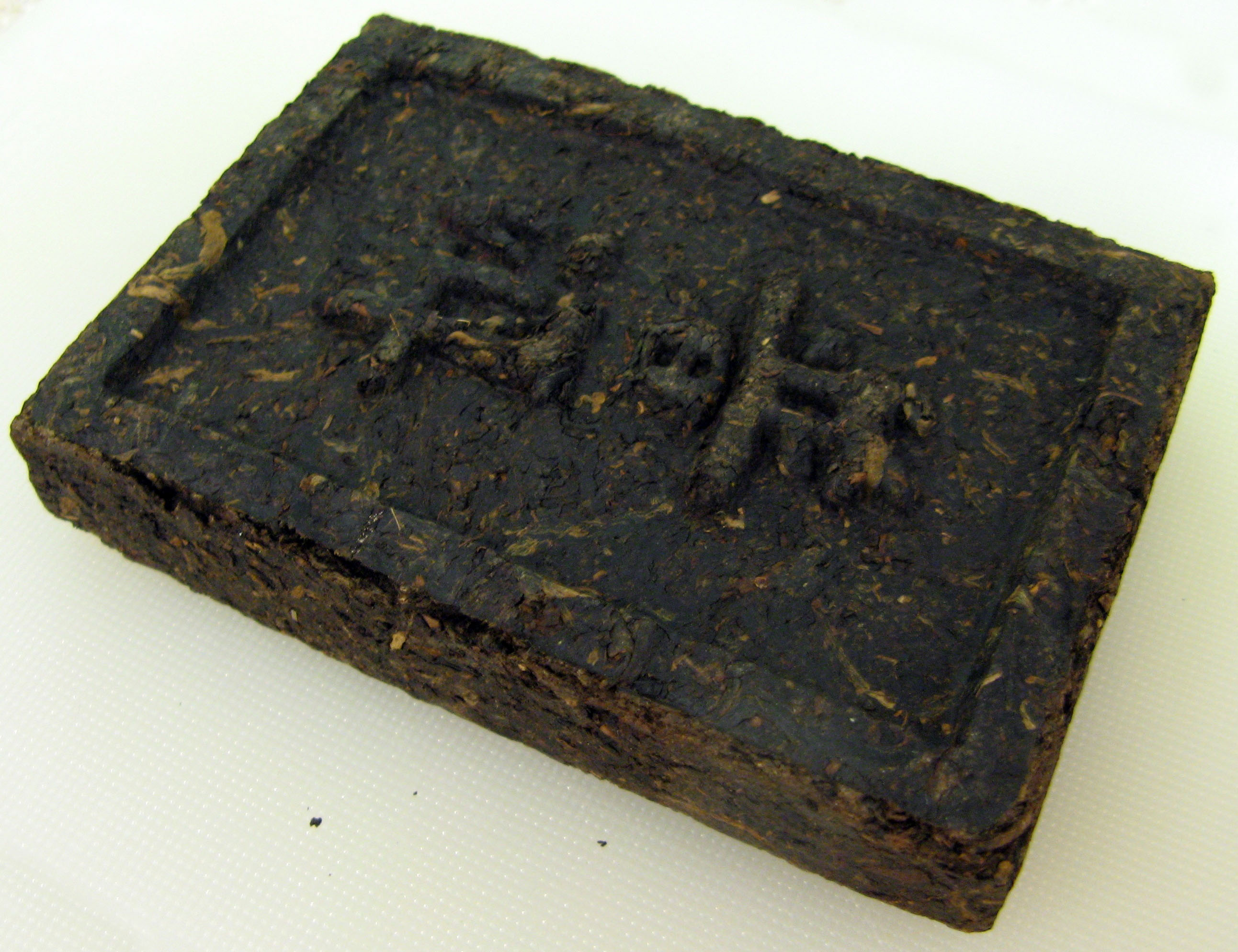
Thé sombre Pu'er en brique.
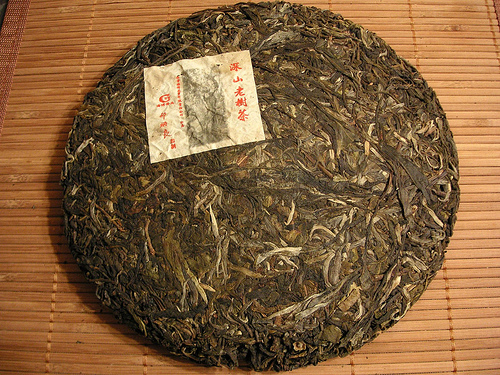
Galette de thé sombre Pu'er.
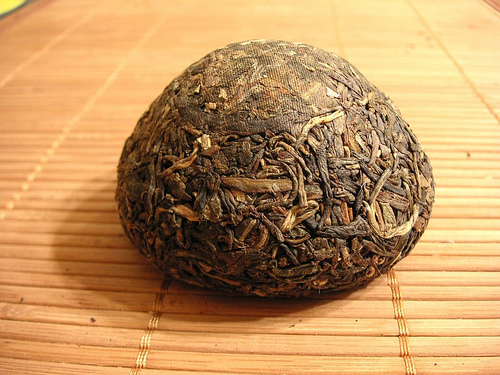
Thé sombre compressé en nid, Xiaguan Te Ji tuocha de 1992 .

## Consommation du thé en Chine

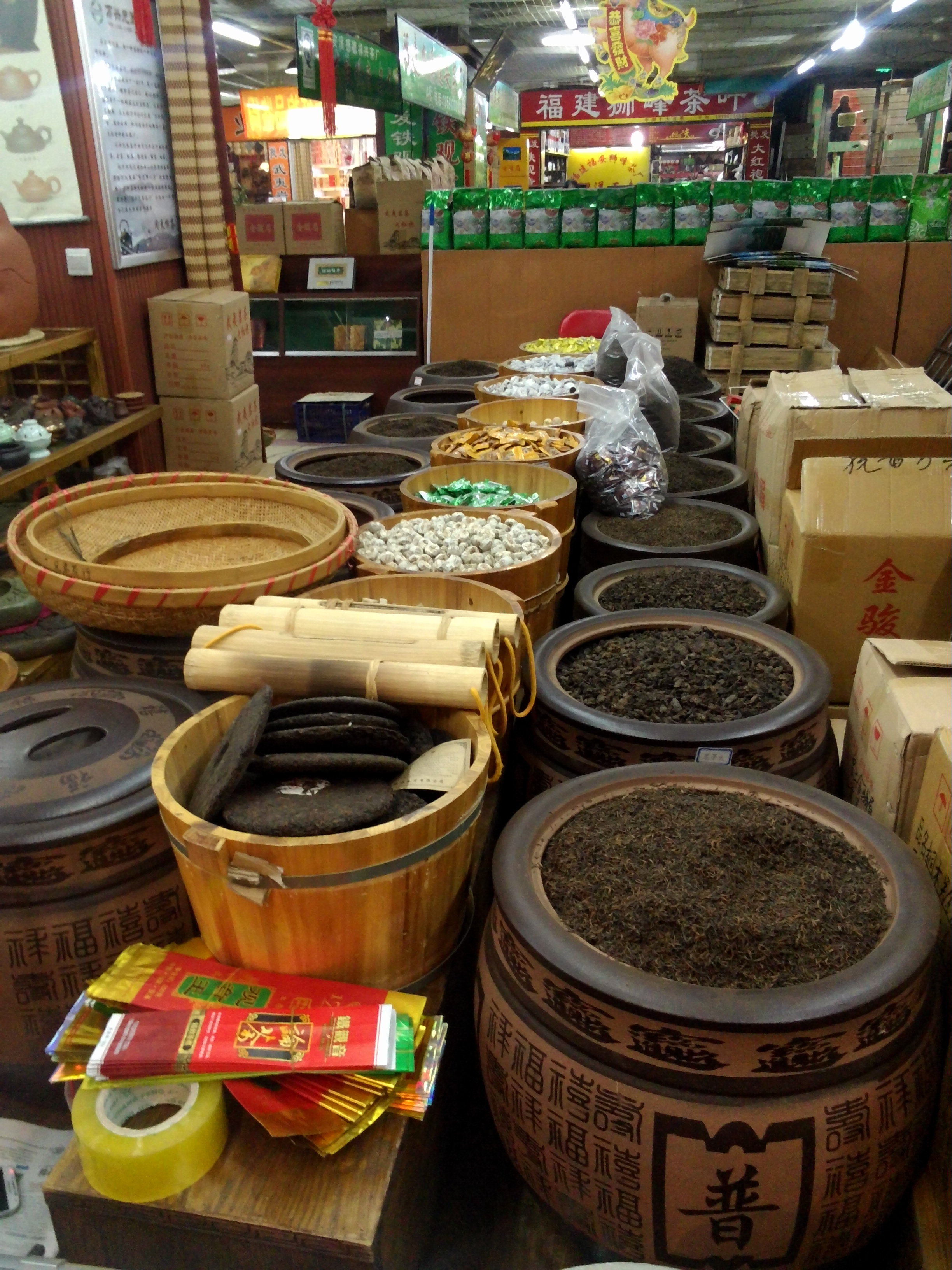
Magasin de thé à Dalian (Liaoning).

### Le premier consommateur au Monde
Si la Chine est le premier producteur de thé au Monde, c'est avant tout parce qu'elle peut s'appuyer sur un marché très vaste et en pleine expansion : en 2016, 2,1 millions de tonnes étaient consommées dans le pays, soit 38,6 % de la consommation mondiale, et ce marché avait connu une croissance annuelle de 10,1 %. À titre de comparaison, le second marché mondial, l'Inde, consommait alors 1,05 million de tonnes soit 19 % de la consommation mondiale. Les Chinois consomment l'essentiel (83 % en 2014) de leur production, et donc avant tout du thé vert, et secondairement du wulong, moins du thé rouge, aussi du thé sombre Pu-erh et du thé au jasmin.
La production chinoise ne suffit malgré tout pas à satisfaire cette demande nationale en plein essor, et qui modifie ses habitudes de consommation. En 2017, les importations de thé en Chine ont crû de 33,9 %, pour atteindre une valeur de 1,49 milliard de dollars. Du thé noir (rouge pour les Chinois) est ainsi importé du Sri Lanka (10 000 tonnes la même année) et d'Inde (4 000 tonnes) pour satisfaire la croissance de la demande chinoise pour ces types de thé ; néanmoins le marché chinois reste peu important pour ces gros exportateurs à l'échelle mondiale.

### Consommation courante
Pour les Chinois, le thé est l'une des « sept nécessités » essentielles avec le riz, l'huile, le sel, la sauce soja, le vinaigre, les combustibles. Il est omniprésent dans le quotidien des Chinois, peut être consommé à n'importe quel moment de la journée dans de nombreux endroits.
Dans le cadre domestique, selon les termes de I. Kramer, « toute heure est l'heure du thé » (« Any time is teatime in a Chinese home »). En particulier il est attendu que l'on offre aux invités un bol de thé en guise de bienvenue. Le thé est également présent sur les lieux de travail, une bouilloire ou un thermos d'eau chaude étant régulièrement rempli afin de permettre le service. Dans les trains chaque siège dans les catégories de première classe disposait dans un passé récent d'un récipient et d'un sachet de thé, un employé passant régulièrement pour fournir l'eau chaude. Dans les hôtels également les chambres disposent en général du nécessaire pour faire du thé. Au restaurant, un thé est offert avant le repas dès l'installation des clients, puis il peut être servi à nouveau à la fin, mais il accompagne rarement le repas. Dans la rue, des marchands ambulants proposent des verres de thé. La consommation de thé est à ce point répandue que l'expression « argent de l'eau du thé » (chahuiqian) désigne un pourboire.
Cette consommation habituelle de thé en Chine se fait en général à partir de thé de qualité courante, sans formalités et sans dosage rigide : une pincée de thé est mise dans une tasse, qui est ensuite couverte d'eau bouillante. Le thé consommé est vert en général, sans sucre et il n'est pas dans les habitudes chinoises d'y ajouter du lait. L'usage du thé en sachet se répand sur la période récente, de même que celui des boissons au thé prêt-à-boire, vendues en canettes et bouteilles en plastique et bues froides.

### Occasions spéciales de consommation
La place importante du thé dans la société chinoise se constate notamment par sa présence lors d'occasions particulières. La plus manifeste était la tradition qui consistait pour la famille d'un jeune homme à offrir un thé à une jeune fille avec laquelle on désirait qu'il se fiance : si elle acceptait, cela signifiait son approbation. Ce « don du thé » (chali) ne se pratique désormais plus en tant que tel, mais l'expression est restée pour désigner le présent offert à la fiancée, qui est autre chose que du thé. Il est néanmoins courant que, lors de la cérémonie de mariage, les époux offrent à leurs familles du thé, à commencer par leurs parents, symbolisant leur gratitude pour les avoir élevés,.
Le thé intervient dans bien d'autres grandes occasions. À la fin du XIXe siècle les visiteurs occidentaux devaient participer à des réceptions durant lesquelles on leur proposait du thé suivant une étiquette très précise qu'ils avaient souvent bien de la peine à comprendre et à suivre. On buvait une première tasse de thé avant de commencer une conversation d'affaires, et le fait d'en boire une seconde signifiait que l'on mettait fin à l'entretien, ce qui ne manqua pas de causer des quiproquos. De nos jours le thé est encore offert couramment lors de rencontres d'affaires, des visites d'usines, de musées, etc. Il est courant de se « réunir pour le thé et les paroles » (chahuahui) avec ses amis ou dans un cadre professionnel, notamment dans des maisons de thé.

### Les maisons de thé

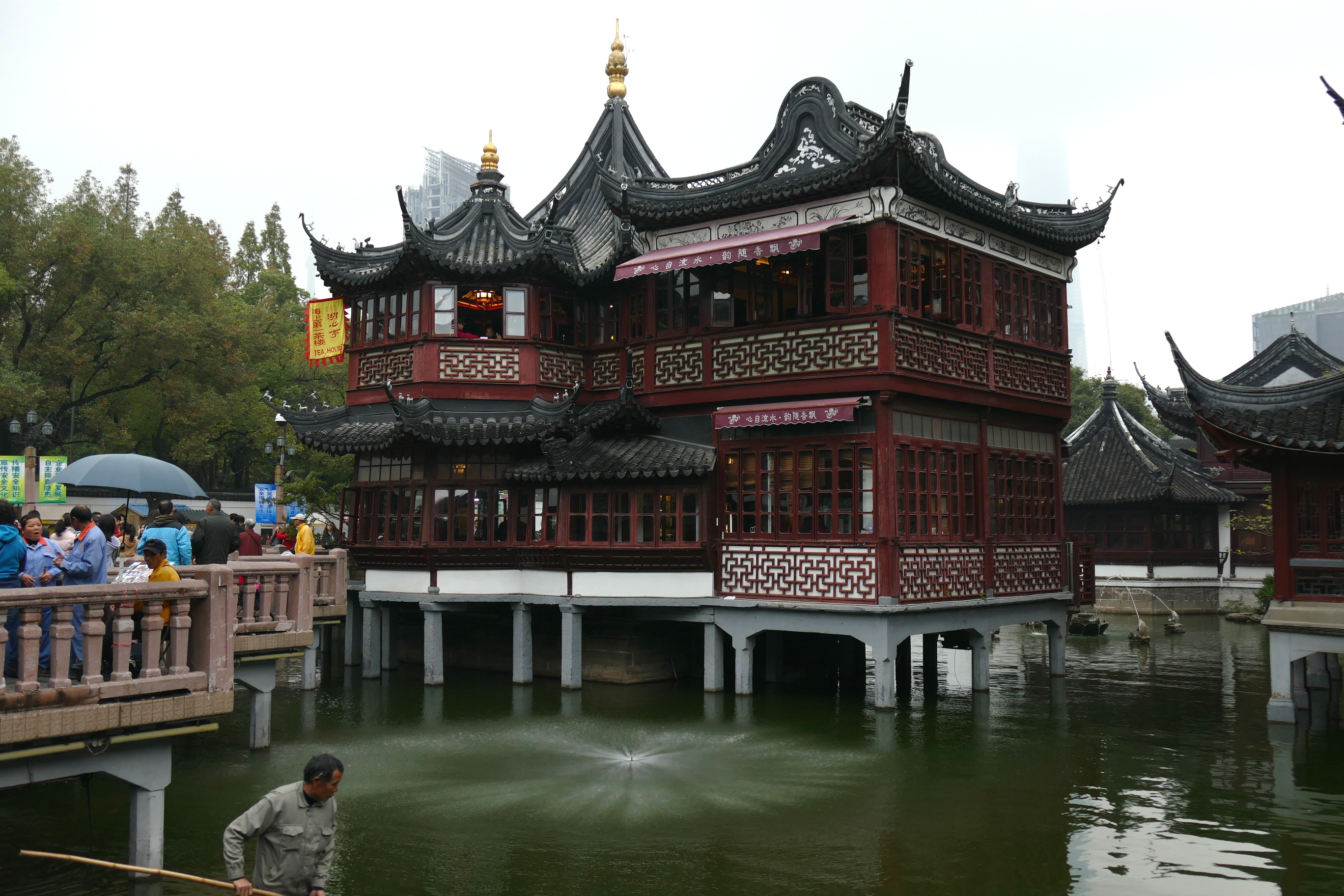
Maison de thé Huxinting, jardins de Yuyuan, Shanghaï.

Les maisons de thé (chaguan, chalou) sont apparues à l'époque de la dynastie Tang (618-907), quand les vendeurs de thé brut se mirent aussi à le proposer sous forme de boisson. Elles devinrent rapidement des lieux de rencontre appréciés des nantis, qui y dégustaient des thés de bien meilleure qualité que ceux proposés par les vendeurs ambulants et échoppes courantes, et pouvaient aussi y apprécier des spectacles musicaux, et des représentations théâtrales aux époques Ming et Qing. Cette position se renforça avec leur diffusion dans d'autres couches de la société, et aux côtés des maisons de thé luxueuses à plusieurs étages des grandes villes apparurent à l'époque moderne des petites maisons de thé de quartiers, villages, dans des parcs, des temples. Chaque agglomération de taille respectable en a au moins une. Les maisons de thé sont d'importants lieux de sociabilité masculine, où les nouvelles s'échangent et les discussions vont bon train, ainsi que les parties de jeux comme le mahjong, et c'est aussi là que se réglaient des litiges entre gens de la communauté locale. Elles ont cependant connu un déclin marqué sous la révolution culturelle, car elles étaient vues comme une manifestation du mode de vie bourgeois décadent, et elles ne connurent un nouvel essor qu'à partir de la fin des années 1980, et ont repris leur fonction sociale. Ces maisons proposent du thé de qualité, accompagné de divers types d'amuse-gueules sucrés ou salés ou plats légers (chadian, chashi). De nos jours on distingue plusieurs types de maisons de thé reflétant diverses tendances et styles de consommation : certaines ont un aspect qui se veut traditionnel (dachaguan), inspiré de l'époque Ming, proposant divers spectacles traditionnels comme le théâtre, et appréciés par les hommes d'affaires ; d'autres ont une clientèle plus populaire (yechaguan), avec une clientèle d'habitués de la communauté locale ; d'autres ont un aspect plus moderne, inspiré de l'art d'intérieur japonais, ou bien d'une esthétique « branchée » destinée à un public urbain, proposant des boissons au thé en vogue (bubble tea, thé au latte, etc.), des divertissements comme le karaoké.

### Préparations élaborées

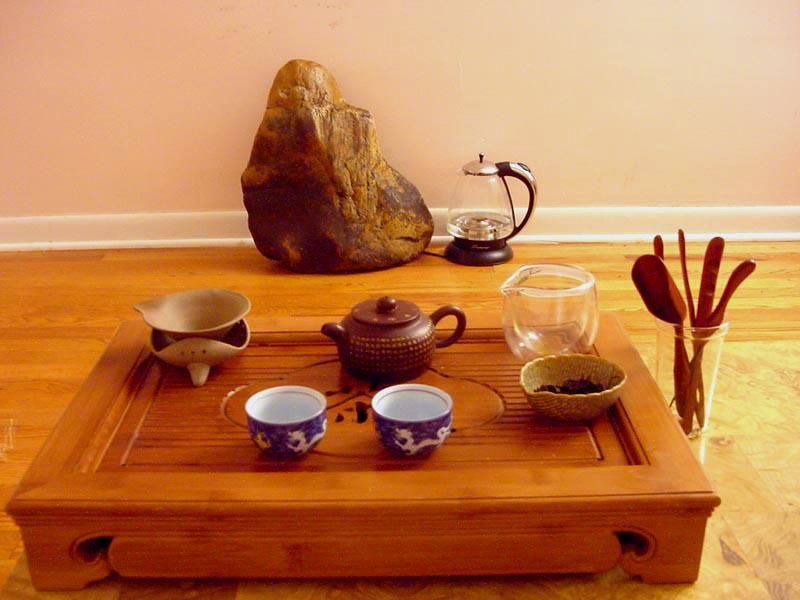
Service à gongfu cha.

Sans qu'il n'existe de « cérémonie du thé » chinoise à proprement parler, il existe des manières plus élaborées de consommer les meilleurs crus, qui relèvent donc de la dégustation et se distinguent de la consommation courante. Cela peut être pratiqué dans un cadre privé, ou bien dans des maisons de thé. C'est dans ce cadre que la consommation chinoise de thé prend une tournure artistique, entre les mains d'un préparateur de thé chargé du service. Pour cela ont fait appel à des objets soignés qui sont jugés plus appropriés pour les consommer : boîtes à thé, bols, tasses, théières, pinces, etc. Depuis Lu Yu, les connaisseurs apportent traditionnellement un grand soin au choix du thé et aussi à l'eau, et le dosage du thé doit être bien pensé afin d'obtenir le meilleur goût, qui reste la finalité. Le thé est rincé avant son infusion, afin de le nettoyer mais surtout de l'humidifier pour qu'il libère mieux ses arômes. Un thé vert sera généralement infusé au fond d'une tasse appelée gaiwan ou zhong, disposant d'un couvercle afin de retenir les feuilles lorsqu'on boit. Les thés wulong et rouges sont infusés selon la méthode gongfu cha : le thé est versé d'une théière adéquate dans une tasse haute pour en sentir les odeurs, puis une tasse basse pour la dégustation à température basse.

### Céramiques de thé
Le développement de la consommation du thé et son élévation au rang d'art se sont rapidement accompagnés de la mise au point de divers types de céramiques destinées à son service, produites pour beaucoup dans les régions mêmes où se trouvaient les plus importants jardins de thé. À partir d'un certain point, les amateurs de thé ont attaché une grande importance en la détention d'un service à thé de bon goût pour lui-même. Les bols ont avant tout retenu l'attention. Lu Yu recommande parmi les productions des grands centres à céramique de son temps de privilégier les céladons verdâtres de Yue ; la céramique blanche des fours de Xing est aussi très appréciée. Les bols étaient souvent larges, à l'image des jian de l'époque Song, car ils devaient contenir d'autres ingrédients en plus du thé, et parce que la préparation était fouettée dans ce même récipient avant d'être bue. À partir des Ming ils devinrent plus petits, avec la fin du thé fouetté, et parce que les bols larges passaient pour trop dissiper les saveurs. Pour répondre à la demande occidentale, on commença également à doter ces vases de poignées. C'est aussi de cette époque que date l'apparition de la théière, souvent produite dans le cadre d'un service assorti, constitué de quatre bols. Sous les Qing apparaît la tasse gaiwan/zhong sans poignée à couvercle. Les principaux centres de production de céramiques des époques Ming et Qing produisent chacun des pièces en porcelaine dans un style caractéristique : bleu et blanc pour Jingdezhen, blanc « velouté » pour Dehua, « sable pourpre d'argile » pour Yixing.
Après avoir fait face à de grandes difficultés à la suite des conflits et du déclin de l'économie chinoise durant la XIXe siècle, qui ont porté un coup dur à leur activité, ces différents centres de production de la porcelaine ont connu une renaissance depuis quelques décennies et de nouveaux ont émergé. Désormais ils proposent une grande variété de productions, qui s'inspirent souvent des formes, motifs et nuances de glaçures anciennes que les céramistes sont parvenus à reconstituer, parfois reproduisant des modèles des époques Ming et Qing, parfois jusqu'à des céladons d'époque Tang et des bols d'époque Song, tout en proposant de nouveaux modèles. Les théières de Yixing restent ainsi les modèles privilégiés pour les dégustations entre amateurs de thés haut de gamme. Pour la consommation courante, des tasses en céramique ou en verre sont employées, ainsi que de grands mugs disposant d'un couvercle, qui se déclinent dans des modèles aux décors plus ou moins élaborés.

Céramiques de thé chinoises.
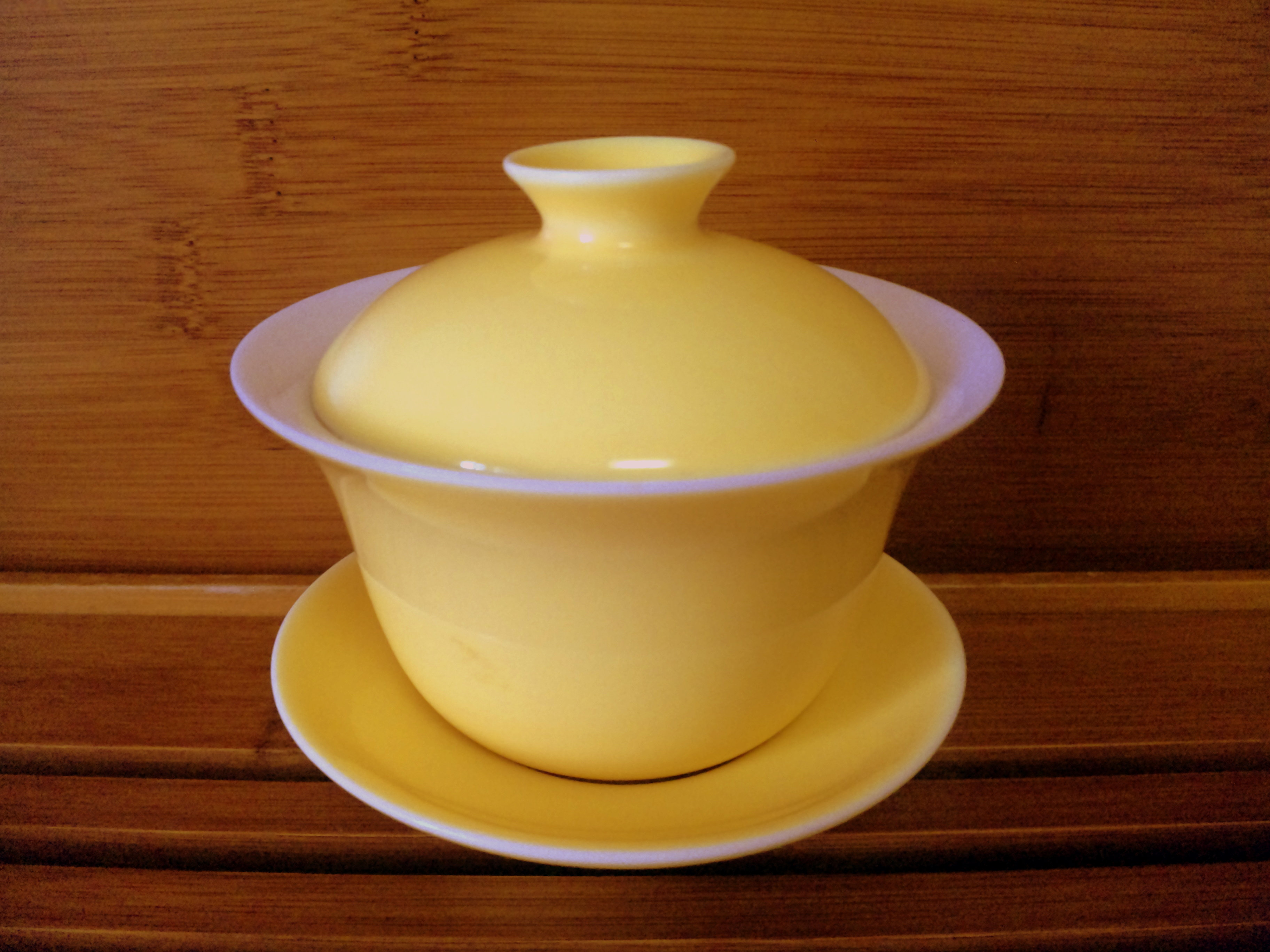
Tasse de type gaiwan/zhong.
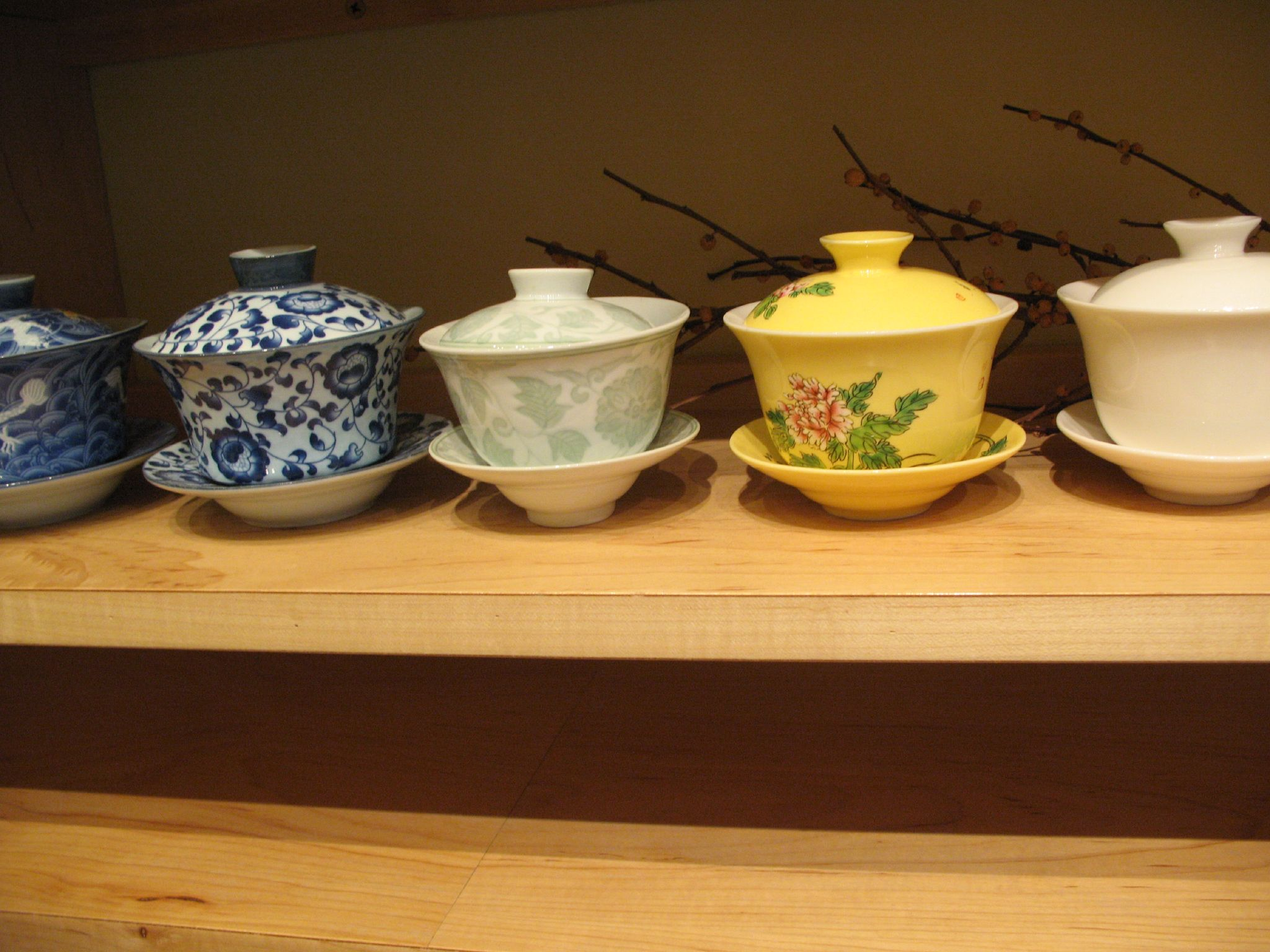
Tasses de type gaiwan/zhong.
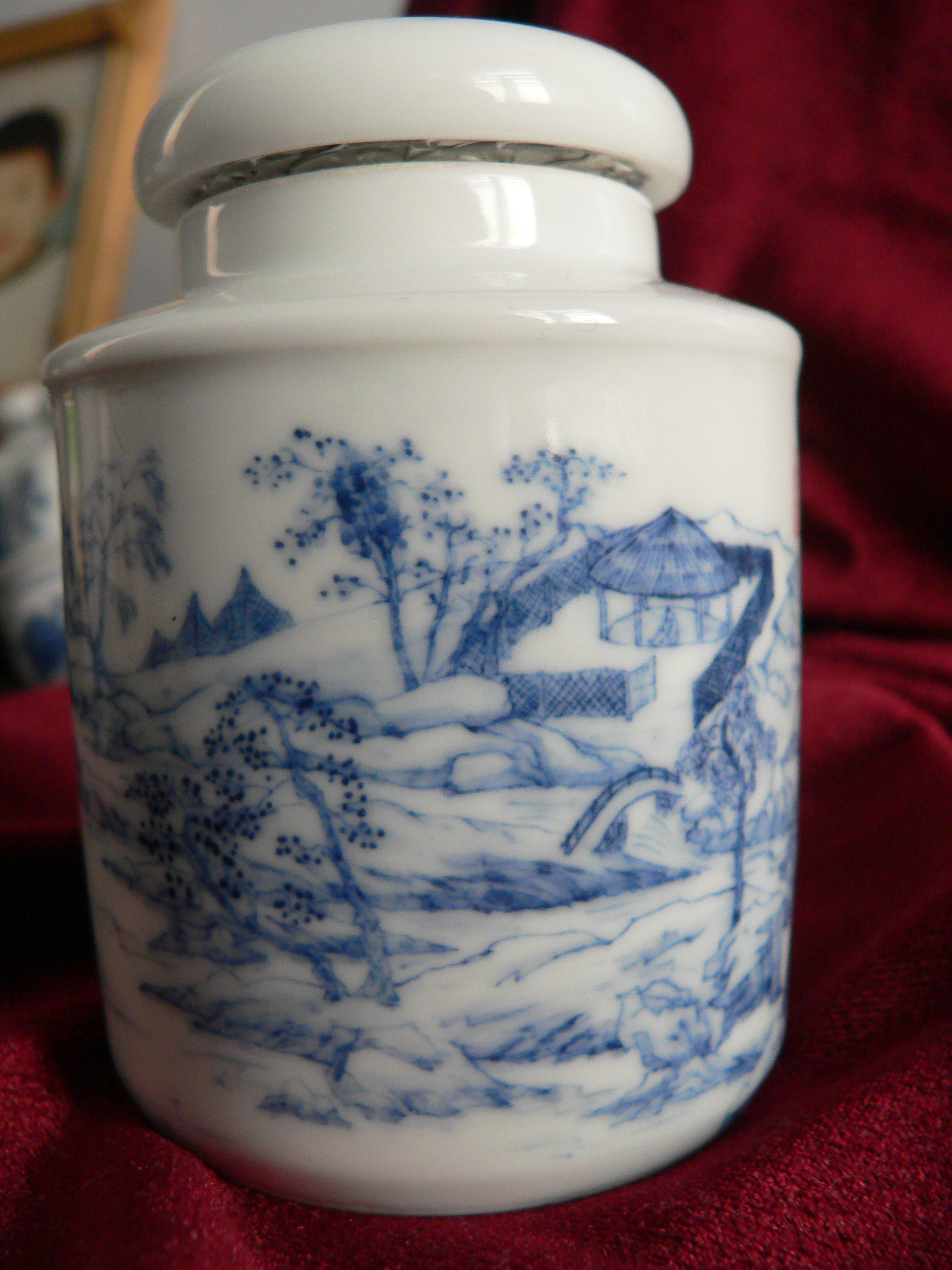
Pot à feuilles de thé des fours de Jingdezhen, production moderne dans un style traditionnel.
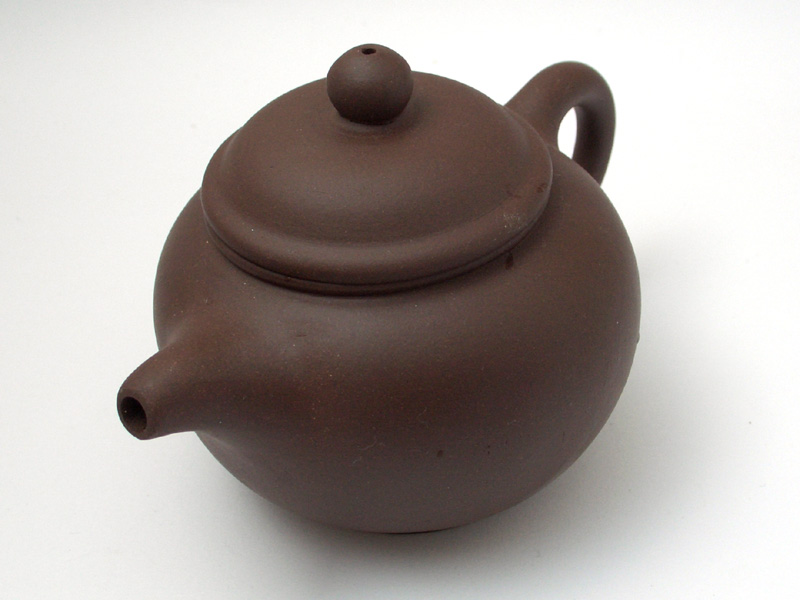
Théière de Yixing.
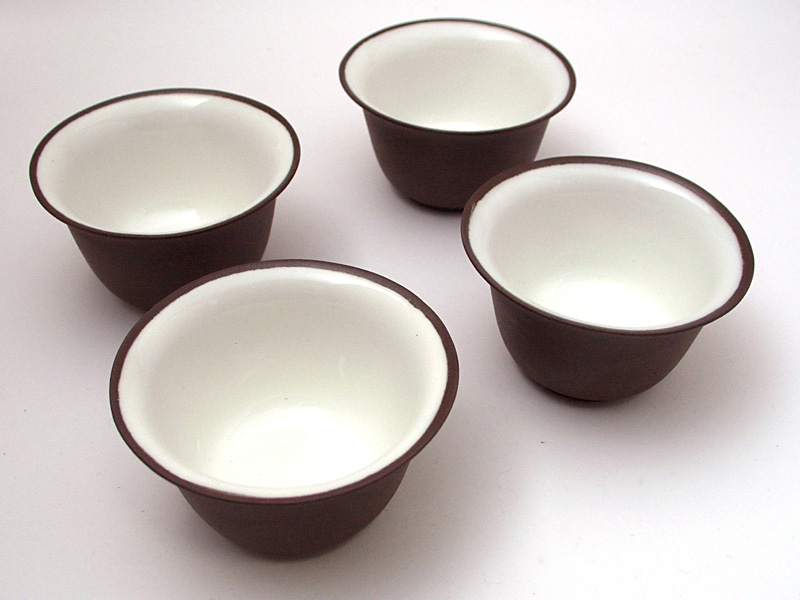
Tasses à thé.

### Nouvelles manières de consommer
Les consommateurs de thé chinois, en premier lieu les catégories urbaines jeunes, s'ouvrent aux nouvelles tendances, qui concernent également les autres pays où la culture du thé est forte. Une première tendance est l'essor des boissons prêtes à consommer au thé, services en canettes ou en bouteilles plastique, qui proposent une grande variété de produits, que ce soit du thé vert classique, du thé au jasmin, au lait, au citron, avec ou sans sucre, etc. Les gobelets de thé à emporter servis dans les « coffee shops », sous l'influence des cafés à emporter servis dans ces mêmes lieux, participent également de cette tendance de consommation à l'américaine. Là encore les produits vendus sont très variés, chauds ou glacés, soit des dérivés des thés chinois classiques, soit des lattes à la manière américaine, des matcha, etc. Le café est devenu un concurrent de taille pour les thés, notamment depuis l’implantation de grandes multinationales occidentales comme Starbucks ou Costa Coffee, ce qui explique la volonté d'adapter la consommation des thés à ces nouvelles manières de consommer. L'influence occidentale se voit aussi dans le fait que les thés noirs à l'anglaise, bus avec du lait, connaissent un succès grandissant en Chine, de même que le thé en sachets. D'un autre côté la culture du thé chinoise se renouvelle avec le développement de dégustations de thés, d'expositions mettant en valeur la boisson, et d'un tourisme lié au thé. Les thés réputés suscitent par ailleurs l'intérêt des nouvelles catégories riches de la population chinoise, qui les considèrent comme des produits de luxe somptuaires, quand bien même leur intérêt suscite le dédain des connaisseurs.

### La consommation de thé chez les groupes ethniques de Chine
Les populations non-Han de la Chine comprennent les descendants de populations qui ont été les premières à consommer du thé, parmi les groupes du sud-ouest du pays, qui pratiquent des formes de production et de consommation originales. Chez les Bai du Yunnan, se pratique la coutume des trois thés (Baizu sandaocha), d'abord un thé vert amer, puis un thé sombre doux, et enfin un thé vert amer adouci avec du miel et du riz grillé, aussi du poivre et des noisettes. Les Miao utilisent les feuilles de thé pour concocter un thé des huit trésors, infusion de feuilles de thé sautées dans un wok avec de l'huile de thé, à laquelle on ajoute un mélange de thé, grains de maïs, haricots de soja, cacahuètes, gâteaux de riz, tofu et vermicelles également chauffé dans de l'huile de thé. D'autres peuples comme les Dai préparent leur thé dans un bambou dont on chauffe une extrémité placée en bas, tandis que de l'autre côté des feuilles de thé fraiches sont placées régulièrement afin de les faire sécher et de former une masse compacte, le bambou étant ensuite cassé afin de récupérer l'agglomérat, qui a pris l'odeur du bambou, et qui est mis à infuser. Les Lahu font partie de ceux qui font cuire les feuilles de thé, à l'étouffée, avant de les infuser dans une théière. Les Lisu du Yunnan et du Sichuan ont pour habitude de faire chauffer des feuilles de thé dans une marmite en terre, avant d'y ajouter de l'huile, du sel, puis de l'eau pour porter le tout à ébullition. Les Naxi du nord du Yunnan consomment de leur côté une préparation à base de feuilles de thé grillées, puis infusées dans de l'eau, avant que le tout ne soit versé dans une tasse contenant du baiju, alcool à base de maïs et de sorgho.
Au Tibet, le thé consommé est surtout du thé sombre en briques. Il est généralement mis à bouillir longuement en quantité généreuse afin d'obtenir une préparation très concentrée, préparée traditionnellement avec du beurre de yak et du sel, le breuvage étant baratté afin de faire une boisson chaude très consistante, le Pocha, « thé au beurre ».
Les peuples du nord et du nord-ouest, aux traditions pastorales, consomment eux leur thé en le mélangeant avec du lait. Les Kazakhs en prennent régulièrement dans la journée, et également au cours des banquets. Les Ouïghours consomment du thé en brique, bouilli puis salé, et mélangé à du lait et du fromage de chèvre. Les Mongols boivent également leur thé avec du lait et salé.

## Représentations du thé chinois

### Le thé, élément de l'influence et de l'identité chinoises à l'extérieur
Le thé joue un rôle important depuis plusieurs siècles dans la culture chinoise, au point d'être devenu un de ses éléments caractéristiques. Depuis l'époque des Song, c'est un produit de luxe recherché par les pays voisins, aux côtés de la soie et de la porcelaine, exporté vers l'Asie centrale pour d'importants profits, en direction des royaumes de la Steppe et le Tibet par la « route des chevaux et du thé », la culture chinoise du thé est le socle de celles de Corée et du Japon, et la conquête de nombreuses parties du monde par cette boisson à partir du XVIIIe siècle s'est faite depuis la Chine en reprenant ses pratiques de culture et de transformation. Le thé n'est certes pas une des « quatre grandes inventions » (papier, poudre à canon, compas et imprimerie) qui sont considérées comme le pinacle de ce que la Chine a apporté au reste du monde, mais il figure parmi les plus importantes de ses influences culturelles. Le thé étant le principal import de la Compagnie britannique des Indes orientales au début du XIXe siècle, la volonté d'accroître son commerce et de limiter son coût est vue comme une des origines des guerres de l'opium. Les périodes de troubles qui ont secoué la Chine par la suite ont causé un recul important de la production et des exportations de thé chinois, et leur renaissance durant les dernières décennies s'est accompagnée d'une revigoration de la culture du thé, et de la position du thé en tant qu'élément marqueur de l'identité chinoise. Lors des rencontres diplomatiques impliquant la république populaire de Chine, le thé est ainsi souvent mis en avant comme la boisson nationale des Chinois.

### Dans la littérature
Le thé a été une source d'inspiration pour nombre d'écrivains chinois. Dès l'époque Tang, le poète Lu Tong (790-835) consacra des poèmes aux plaisirs que lui procure cette boisson ; retiré du monde, il passait paraît-il ses journées à composer des poèmes et préparer et boire du thé, ce qui lui gagna le surnom de « fou du thé ». Par la suite d'autres poètes et chansonniers ont consacré des œuvres au thé. Il existe même un type d'opéra, dit des cueillettes de thé, constitué de chants et danses issues du milieu des cueilleurs de thé.
Parmi les ouvrages classiques de la littérature chinoise, Le Rêve dans le pavillon rouge (Hong lou meng) de Cao Xueqin (1723-1763), roman de mœurs relatant sur plusieurs années l'histoire d'une famille illustre, fournit de nombreuses informations sur le thé, détaillant aussi bien les méthodes d'infusion, l'eau utilisée, que l'aspect des récipients utilisés, fournissant un regard de connaisseur sur le thé à l'époque des Qing.
Pour ce qui est de la période moderne, l’œuvre la plus acclamée en lien avec le thé est La Maison de thé (Chaguan), pièce de théâtre de Lao She (1899-1966) publiée en 1957. Elle a comme son nom l'indique pour cadre une maison de thé, située à Pékin, et relate en trois actes (1898, 1918 et 1947) les vicissitudes de la Chine durant les temps troublés de la première moitié du XXe siècle, le cadre choisi, lieu de sociabilité où se rencontrent de nombreux personnages, fonctionnant comme un microcosme de la société chinoise.

### Histoire et culture du thé
- Christine Barbaste, François-Xavier Delmas et Mathias Minet, Le guide de dégustation de l'amateur de thé, Paris, Éditions du Chêne, mars 2015, 247 p. (ISBN 978-2-8123-1012-6, BNF 44302217).
- Jean-Paul Desroches et Musée Guimet, Le thé histoires d'une boisson millénaire : [exposition, musée des arts asiatiques Guimet, Paris, du 3 octobre 2012 au 7 janvier 2013], Musée des arts asiatiques Guimet, dl 2012 (ISBN 978-2-7118-6047-0, 2711860477 et 9791090262065, OCLC 834931073, lire en ligne)
- (en) Victor H. Mair et Erling Hoh, The True History of Tea, New York et Londres, Thames & Hudson, 2009, 280 p. (ISBN 978-0-500-25146-1)
- (en) George van Driem, The Tale of Tea : A Comprehensive History of Tea from Prehistoric Times to the Present Day, Leyde, Brill, 2019, 904 p. (ISBN 978-90-04-39360-8, lire en ligne)

### Thé en Chine
- « Tea 茶 », China Heritage Quarterly, no 29, mars 2012 [lire en ligne]
- John Blofeld (trad. de l'anglais par Josette Herbert), Thé et Tao : L'art chinois du thé, Paris, Albin Michel, coll. « Espaces libres », 1997, 278 p. (ISBN 2-226-09291-9)
- (en) Ione Kramer, « Tea Drinking and Its Culture », dans Dingbo Wu et Patrick D. Murphy (dir.), Handbook of Chinese Popular Culture, Westport, Greenwood Press, 1994, p. 55-76
- (en) H. T. Huang, Science and Civilisation in China : Volume 6, Biology and Biological Technology, Part V: Fermentations and Food Science, Cambridge, Cambridge University Press, 2000, chap. (f) (« Tea processing and utilisation »), p. 503-570
- Nadia Bécaud, Le thé : La culture chinoise du thé, Lyon, Les Cuisinières-Sobbollire, 2004
- (en) Ming-Zhe Yao et Liang Chen, « Tea Germplasm and Breeding in China », dans Liang Chen, Zeno Apostolides et Zong-Mao Chen (dir.), Global Tea Breeding: Achievements, Challenges and Perspectives, Hangzhou et Berlin, Zhejiang University Press et Springer, 2012 (ISBN 978-3-642-31877-1), p. 13-68
- (en) James A. Benn, Tea in China : A Religious and Cultural History, Honolulu, University of Hawai'i Press, 2015
- Katrin Rougeventre, L'empire du thé : le guide des thés de Chine, Paris, Michel de Maule, 2017